# Torreón (Coahuila)

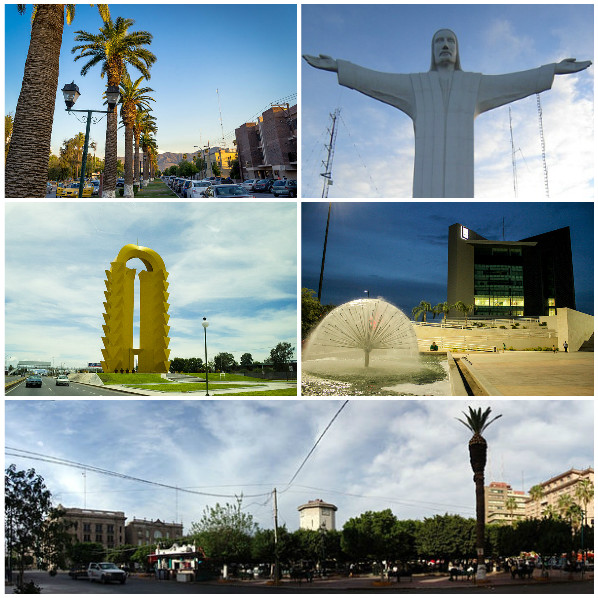
Torreón

Torreón es una ciudad mexicana del noreste del país y cabecera del municipio homónimo. Es la segunda ciudad más poblada del estado con 690 193 habitantes, lo que la convierte en la vigésimo quinta ciudad más poblada de México y la segunda más poblada del estado de Coahuila. Forma parte de la Zona metropolitana de La Laguna la cual esta conformada por: Torreón, Matamoros y Francisco I. Madero (Coahuila) y Gómez Palacio y Lerdo (Durango).
La economía de la ciudad se basa en la industria de los metales, la ganadera y agrícola y la industria textil, metalúrgica, química, el comercio y los servicios. Es una de las ciudades más jóvenes de México, pues en 2007 celebró sus cien años. Es apodada popularmente como "La ciudad de grandes esfuerzos" debido a que pese  todas las condiciones adversas del entorno, logró florecer como ciudad por su próspera industria, comercio y por su poco tiempo de edad.
Aunque es una de las ciudades más jóvenes de México, se le considera uno de los sitios históricos más importantes del país ya que en ella sucedieron eventos de gran impacto para la historia nacional. Fue tomada cuatro veces por las fuerzas revolucionarias, tres de ellas por el General Francisco Villa; así mismo y durante la primera toma revolucionaria tuvo lugar el lamentable hecho histórico conocido como "La matanza de los chinos", ordenada por Benjamin Argumedo, fue en esta ciudad donde se firmó el Pacto de Torreón que antecedió a la Convención de Aguascalientes y también donde Venustiano Carranza recibió el telegrama en el cual, el gobierno estadounidense reconocía su gobierno.[cita requerida] Con motivo de las celebraciones de 100 aniversario del inicio de la revolución mexicana, en el año 2010 se le otorgó a la ciudad el título de "Ciudad heroica y sitio de interés nacional".

## Etimología
El nombre de la ciudad hace referencia al casco de la Hacienda "El Carrizal", propiedad de Leonardo Zuloaga Olivares, que estaba completamente amurallada y tenía un torreón en una de sus esquinas para alertar de las constantes incursiones de indígenas, como los tobosos, que vivían en la otra orilla del río Nazas.

## Historia

### Prehistoria

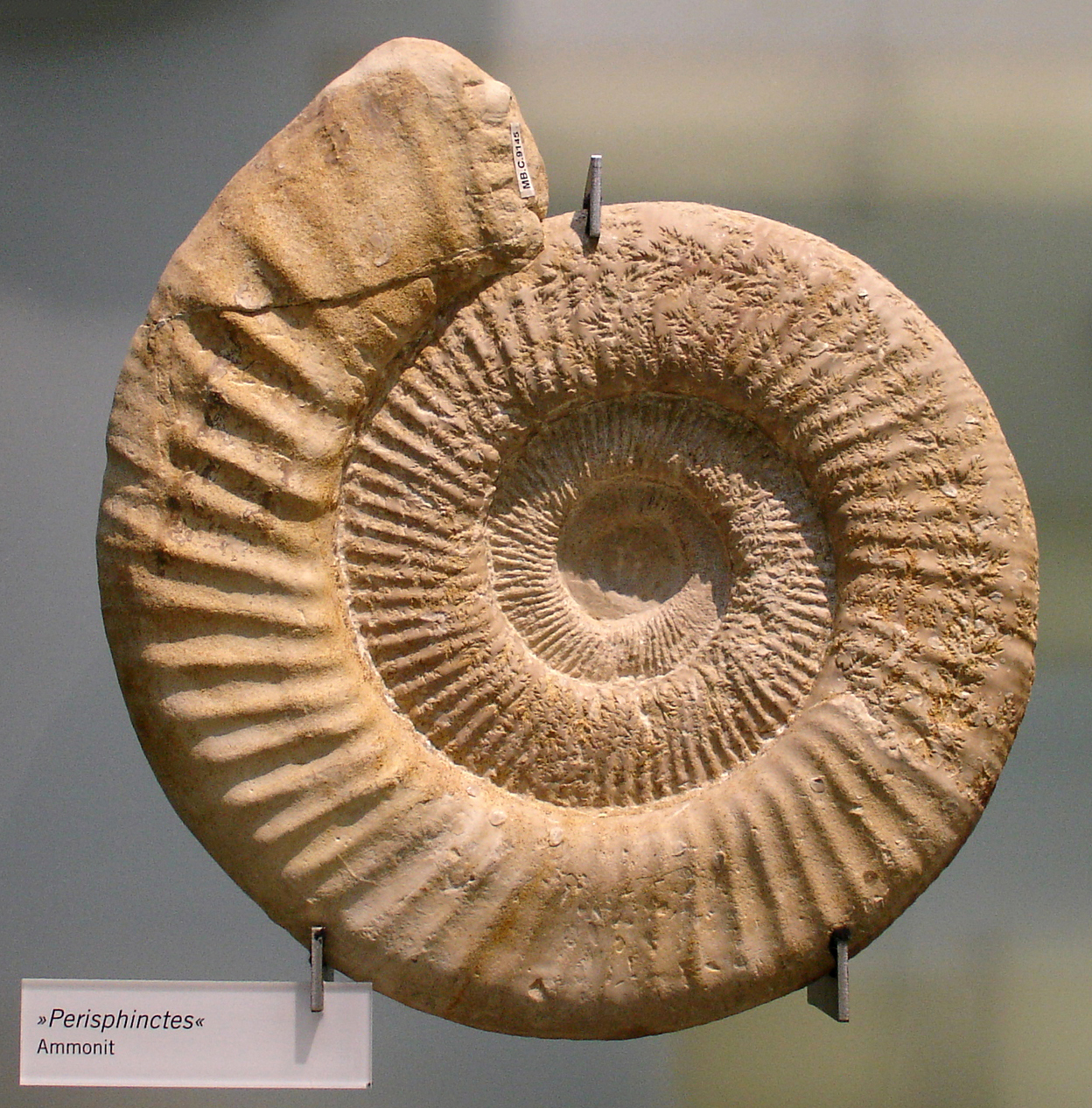
Ammonite

Hace millones de años esta región estaba cubierta bajo el mar. Se sabe esto gracias a los fósiles de amonites y reptiles marinos encontrados en esta zona.
Las montañas se formaron a lo largo de varios miles de años por la sedimentación de la caliza que se formó con finas sales de calcio.
Cuando este mar descubrió la tierra, al final del periodo mesozoico solo quedaron dos grandes ríos que regaban las vastas praderas (El río Buen Aval hoy llamado Aguanaval y el Del Nasas y Parras hoy conocido como Nazas que desembocaban en grandes lagunas que dieron el nombre a la región, la Laguna de Mayrán y la Laguna de Viesca.
Su flora se basaba en espesas selvas tropicales y grandes bosques boreales en la última era de hielo.Su fauna era rica, desde caballos, osos de las cavernas, ciervos, bisontes, el tigre dientes de sable, el mastodonte y el mamut.

### Primeros asentamientos humanos
Las primeras tribus de la región se establecieron hace más de 12,000 años en las cercanías de los Ríos Nazas y Aguanaval. Eran parte de una masiva oleada proveniente del norte de México y del Sur de Estados Unidos, entre estas tribus cabe destacarse a los Coahuiltecos, los Tamaulitecos, Conchos, Tobosos, Zacatecos, Guachichiles y los Irritilas.
Sus características fueron propias de su adaptación al clima desértico y sus costumbres, ritos religiosos; y su estilo guerrero era similar entre sí.
Subsistieron principalmente de la caza y la recolección , sin embargo también hubo un poco de agricultura. Recolectaban un gran número de plantas silvestres y árboles frutales como el mezquite, los frijoles, agave, cactus, flores, frutas, nueces , bellotas, raíces y tubérculos.
Muy importante era, por encima de todo, el bisonte y el venado.
Cazaban animales pequeños como pecaríes y armadillos, conejos, ratas y ratones, un montón de aves e innumerables especies de serpientes, lagartos, ranas y caracoles. Los peces eran capturados en los ríos al pasar junto a la red (Nasas).
Los indios utilizaban el arco y la flecha como arma ofensiva y tuvieron pequeños escudos, que eran cubiertos con piel de bisonte.
Las casas eran en forma de chozas, estaban hechas de hierba y barro, tenían una entrada baja. Cada casa tenía su fogata, principalmente utilizada para la iluminación. El fuego se encendía con una antorcha de madera y los residentes dormían sobre la hierba o pieles de animales.

### Época virreinal

#### La Nueva Vizcaya
La exploración española comenzó en 1531 con la         expedición de Nuño Beltrán de Guzmán, en las siguientes décadas las expediciones a esta zona se dieron por el religioso Fray Pedro Espinareda en el año de 1566, Francisco Cano en 1568, Martín López de Ibarra en 1569, Alberto del Cano en 1577,y especialmente bajo el liderazgo de Francisco de Ibarra, se fundaron asentamientos más adentro del territorio y aún más al norte de la ciudad de Zacatecas, cuando fueron descubiertos grandes yacimientos de plata. Ibarra nombró Nueva Vizcaya a esa nueva área en honor de su tierra natal Vizcaya (uno de los territorios históricos del País Vasco).
La Nueva Vizcaya incluyó los modernos estados mexicanos de Chihuahua y Durango, así como áreas del oriente de Sonora y Sinaloa, y el suroeste de Coahuila. La región cayó bajo la jurisdicción judicial de la Real Audiencia de Guadalajara, así como de su administración.
Como parte de las Reformas borbónicas, en 1777 las provincias del norte del Virreinato fueron organizadas en la Comandancia General de las Provincias Internas, la cual fue una entidad autónoma del Virreinato en cuestiones militares y administrativas, pero apoyada financieramente por el mismo.

### Siglo XIX

#### Independencia Mexicana
El 21 de marzo de 1811, el cura Miguel Hidalgo y Costilla fue aprehendido en la Hacienda de Nuestra Señora de Guadalupe de Baján, sitio conocido como las Norias de Baján, cuando huía con parte de su ejército hacia Estados Unidos en busca de apoyo para continuar la guerra de independencia.
Junto a él iban Ignacio Allende, Mariano Jiménez, Juan Aldama, Mariano Abasolo, entre otros líderes insurgentes. Luego de ser trasladados a Monclova, salen de esta ciudad el 26 de marzo con rumbo a Chihuahua, donde serían procesados, siguiendo una ruta que atravesaba La Laguna.
Luego de varias jornadas de camino llegan a la Hacienda de San Lorenzo, cerca del poblado conocido como Santa María de las Parras (Parras de la Fuente). Ahí el contingente de rebeldes es dividido: los religiosos, excepto Hidalgo, son enviados a Durango por el camino del Álamo (Viesca); los jefes militares e Hidalgo continúan la marcha a Chihuahua.
En los primeros días de abril los prisioneros llegan a la Hacienda de Santa Ana de Hornos (Venustiano Carranza), cerca de lo que hoy es Viesca, luego de pasar por poblados y estancias como Cadillal, San Isidro, La Boquilla (Boquillas del Refugio) y Peña (El Amparo).
Después de pasar por Santa Margarita (Las Margaritas), los insurgentes y sus captores atraviesan el caserío de El Gatuño (Congregación Hidalgo). Más adelante cruzan la Vega de Marrufo (Matamoros), en donde ya había algunas familias asentadas.
El último punto del estado de Coahuila por el que pasó el cura Miguel Hidalgo es La Chona, ejido La Concha del actual municipio de Torreón, (hoy a espaldas de la Universidad Iberoamericana puede observarse una estela con cabeza de águila en la que se indica el paso de los insurgentes, y cerca de la margen del río Nazas hay otra estela ubicada en el punto por donde se supone que cruzaron los prisioneros).

#### Rancho de Torreón
El 24 de abril de 1848,  Leonardo Zuloaga Olivares y Juan Ignacio Jiménez compran a la familia Sánchez Navarro la Hacienda de San Lorenzo de la Laguna, a la cual pertenecían las tierras de lo que después fue la Villa de Torreón. Luego de la división de las tierras en 1850, el señor Zuloaga construye la presa del carrizal y el primer torreón. Debido a la creciente población de Parras de la laguna, fueron naciendo nuevas rancherías que se extendieron al poniente hasta llegar a lo que hoy es Torreón.
Fue entre 1850 y 1972 que se fundaron:
La Escondida, La Soledad, Barbada, San José de los Álamos, San Marcos, San Francisco, Guadalupe o de la Horca, Rancho El Torreón, Hacienda del Torreón, San Vicente, San Antonio de los Milagros, La Trinidad, Los Agüeros, Santa Lucía, El Potrillo, Las Piedritas, El Camino, Las Barrancas de San Buenaventura, Jaboncillo, Hormiguero, Rancho de San Fernando, Rancho de las Huertas, Rancho de Santa Cruz, La Torreña, Rancho de Leocadios, El Cuba y Rancho del Estero.

#### El Ferrocarril
Torreón tiene sus orígenes estrechamente ligados al ferrocarril, y en específico al paso de los ferrocarriles hacia y desde la frontera con los Estados Unidos. El lugar donde ahora se asienta la ciudad fue antes un cruce de vías donde se instaló una edificación a manera de torre (torreón) para la vigilancia de las avenidas del río Nazas. 
El 23 de septiembre de 1883, llegaron las paralelas de acero al Rancho de Torreón. Las tierras donde fueron construidas fueron donadas por La Sra. Zuloaga, viuda de Leonardo. La construcción incluyó un puente de madera sobre el vado del río Nazas. Este puente fue destruido por una avenida del río el 24 de agosto de 1885. 
El 23 de septiembre de 1886, la casa Rapp, Sommer y Compañía, adquirió por compra la hacienda de San Antonio del Coyote y sus anexos, En ese mismo año se empieza a construir la Iglesia de Nuestra Señora de Guadalupe, siendo la primera iglesia católica de Torreón.[cita requerida]
El señor Andrés Eppen planeaba crear un centro de población junto a la estación, solicitando los servicios del ingeniero Federico Wulff, de origen alemán. Las manzanas se empezaron a trazar y en enero de 1888 empezó la venta de los terrenos. En marzo de ese año llegó al Rancho de Torreón el primer ferrocarril internacional, lo que despertó el interés de los compradores de tierra para hacer nuevas adquisiciones. El señor Eppen ordenó la construcción de un Mercado (hoy mercado Juárez) y una Plaza de Armas en las manzanas 32 y 34. Mientras aumentaba el movimiento ferroviario, la población aumentaba y las actividades de comercio de la Estación del Torreón se desarrollaban.
A diferencia de otras ciudades mexicanas fundadas durante el periodo colonial, Torreón es un caso único en la historia urbana del país. El desarrollo de la nueva ciudad se vincula al ferrocarril, un proyecto modernizador y relativamente mas reciente. Su trazado cuadricular también difiere, ya que las manzanas se alinean a la ferrovía para eficientizar la venta de los predios aledaños a la primera estación de trenes. 
En 1892 todavía era un pueblo de 200 habitantes, pero durante el Porfiriato presentó un gran nivel de crecimiento, debido al surgimiento de la zona algodonera.
Para el año de 1895, la población ya era de 5,000 personas, y para 1910 tenía 34,000 habitantes. En el Rancho de Torreón se ganaban los salarios agrícolas más altos del país; cabe destacar que los hacendados de la región pagaban en efectivo y no en vales, vendían en sus tiendas más barato que en el comercio local y ofrecían estímulos y ventajas de diverso tipo a sus trabajadores.

#### La Villa del Torreón
A consecuencia del crecimiento de la población, la Estación del Torreón requería que fuera elevada a la categoría de Villa de Torreóna fin de organizar un ayuntamiento para administrar la zona. Algunos colonos de la estación realizaron gestiones ante el ejecutivo para que se le diera a la estación esta categoría, obteniéndose el nombramiento el 24 de febrero de 1893; el primer presidente de la villa fue Antonio Santos Coy.
En tiempos en que la floreciente Villa del Torreón, crecía a la vera de las vías del ferrocarril a finales del siglo XIX, también llegaron a esta región personas de muchas partes del mundo, españoles que se dedicaron en su mayoría a la agricultura, árabes que se dedicaron al comercio, chinos que llegaron con la construcción del ferrocarril y se asentaron dedicándose en su mayoría al comercio, servicios y a la siembra de grandes hortalizas al oriente de la Villa, llegaron también franceses, ingleses y norteamericanos; Fue tan numerosa y de tan diversas etnias la migración, que en la comunidad se establecieron más de una docena de consulados para atender a los connacionales migrantes.

#### Desarrollo industrial, comercial y agrícola
En la última etapa del siglo XIX, debido a la llegada de inversionistas se crearon algunas industrias en la región como la fábrica de hilos y tejidos “La Constancia” y la compañía manufacturera “La Alianza S.A.", que fabricaba aceites y jabones. Sin embargo, la principal fuente de ingresos, seguía siendo la agricultura, principalmente la siembra de algodón. En 1897 el D. Joaquín Serrano le compró los derechos de una inversión para construir una planta eléctrica al D. Rafael Aguirre, y asociándose con José Farjas, electrificó la villa de Torreón. Para 1898 abren sus puertas la sucursal de las Bancas de Coahuila, la del Banco de Londres y México y la del Banco Americano. Posteriormente se instalan el Banco Chino, la sucursal del Banco Nacional de México, del Banco Agrícola Hipotecario y las agencias del Banco Mercantil de Monterrey y del Banco de Nuevo León. El 31 de diciembre de 1900, y el 5 de julio de 1901, se extendieron las escrituras de los terrenos en que se habían de levantar las construcciones del más importante negocio industrial de la Laguna, que fue y sigue siendo la Fundación Metalúrgica, que en aquel entonces era reconocida como la de mayor capacidad y mejor equipada entre todas las fundiciones de plomo argentífero en la República. La compañía fue constituida en junio de 1901.

### Siglo XX

#### Las bases de una ciudad
El censo de 1900 en el centro poblado de Torreón fue de 15,500 habitantes, lo cual era 3 veces más que en 1895. Entre diciembre de 1900 y julio de 1901, se otorgan las escrituras de lo que sería la más importante industria en la laguna: La fundición metalúrgica, construida en junio de 1901. Debido al gran éxito en sus primeros años de vida, en 1904 se crearon otros dos hornos que se sumaron a los seis existentes. Otras compañías que se fundaron a inicios del siglo son: la Fábrica de jabón «La Unión» en 1900, Rastros de Torreón y Parral S.A. en 1901, México Mining & Developing en 1904, Continental Mexican Rubber Co. y la Guayuelera de Torreón en 1905.

#### Fundación de la Ciudad de Torreón
Los logros de los habitantes de la Villa en los últimos años y el creciente desarrollo industrial impresionaron al Primer Magistrado de Coahuila y se comprometió a someter a la Legislatura del Estado una iniciativa para ascender la Villa de Torreón a Ciudad. El 13 de julio de 1907, la Legislatura expidió el derecho respectivo, y el 15 de septiembre de 1907, se elevó Torreón a la categoría de ciudad.

#### Revolución Mexicana
En Torreón, como en muchas partes del país, se recurrió a la persecución de simpatizantes maderistas de forma violenta. Algunos de ellos ya estaban en prisión antes de estallar la Revolución, entre ellos el P. Manuel N. Oviedo, que fue uno de los principales organizadores de la conspiración en Torreón. Algunas de estas medidas fueron las que causaron que muchas personas se lanzaran a defenderlos en las batallas durante la Revolución.
El 1 de octubre de 1913, ahora comandados por Francisco Villa, llegan a Torreón las fuerzas revolucionarias. Esta vez causaron grandes incendios de los cuales se pueden observar aún sus rastros en las compuertas de los tajos del Torreón y El Coyote, Casa Colorada y en El Casino de la Laguna.
El 3 de abril de 1914, la División del Norte comandada por Villa tomó Torreón nuevamente, después de una larga batalla de 10 días. El ejército villista se vio favorecido por la Ocupación estadounidense de Veracruz de 1914, que impidió la llegada del cargamento de armas del Ipiranga a Victoriano Huerta. Aún se pueden ver huellas de los cañonazos de esta batalla en el Museo Arocena.
En 1916, Torreón vuelve a ser tomado por Villa, exigiendo un préstamo forzoso de 1 millón de pesos. También se saquearon y quemaron todas las imprentas para que no hablaran mal de él. Esta fue la última toma violenta, Villa regresó a Torreón en 1917 pero solo para visitarla.

#### Población de origen chino
En 1911 se ataca a la ciudad de San Pedro, convirtiendo a Torreón en una fuerte base militar. El 15 de mayo de ese año se efectúa la primera toma de Torreón por los maderistas. En esta intervención se asesina a habitantes de origen chino que se dedicaban al campo, restaurantes, lavanderías y banqueros.
En el contexto de la Revolución mexicana, en la madrugada del 15 de mayo de 1911 se produjo el famoso y triste acontecimiento xenófobo de la "matanza de chinos de Torreón": la masacre inició en el restaurante de Park Jan Jong, luego, las turbas se dirigen a la tienda de Hoo Nam, donde matan a los empleados. Pasan al negocio de pieles de Mar Young; destruyen las tiendas de King Chow, y el negocio de Yee Hop, donde matan a 13 personas. Al llegar al centro, asaltan el edificio donde operaban la Compañía Shanghái y el Banco Chino, saquean ambos locales, desde el tercer piso del Banco Chino son lanzados hacia la calle cuerpos de ciudadanos chinos asesinados. Para inicios del Siglo XX, la colonia china más grande del país era la de Torreón, según datos proporcionados en el Archivo Histórico Eduardo Guerra, en 1911 cerca 600 o 700 colonos chinos vivían en la ciudad, cuando ésta tenía cerca de 40 mil habitantes, lo que significaba una gran presencia de la minoría asiática.

### Guerra Cristera
Tras el fin de la Revolución mexicana, apareció otro conflicto armado en el país, la Guerra Cristera. El 16 de marzo de 1929 la ciudad sufrió el primer bombardeo aéreo a una ciudad en México, este ataque fue efectuado por los aviones del Fuerza Aérea Mexicana hacia los escobaristas.
Gracias a esto murieron cerca de 15 personas y hubo diversos daños a la estructura de la ciudad, como el incendio al mercado principal de la ciudad.

### Época contemporánea
- En 1905 Se abre la tienda departamental ''La Soriana'' que en el año de 1968 dio origen a la Organización Soriana.
- En 1907 Se funda el Mercado Juárez.
- En 1917 Don Rosendo Guerrero funda el diario La Opinión.
- En 1918 Don Fernando Rodríguez y Don Ángel Urraza, junto con un grupo de españoles construyen el Real Club de España, promoviendo el fútbol soccer en la región.
- En 1919 Don Isauro Martínez construye el Teatro Princesa.
- En 1920 se crea el primer piso del Palacio Municipal.
- En 1922 Don Joaquín Moreno funda el diario El Siglo, posteriormente llamado El Siglo de Torreón.

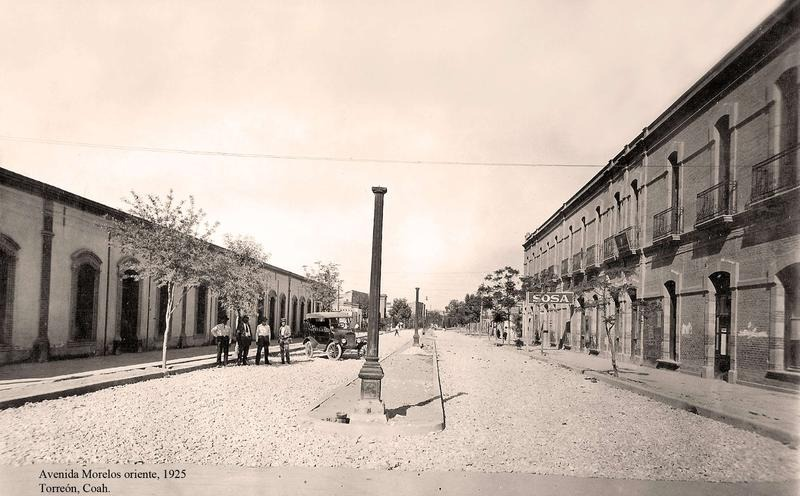
Avenida Morelos en 1925

- En 1925 se festeja la primera feria del algodón, que se sigue celebrando actualmente y además es una de las más populares en todo el norte del país.
- En 1930 se inaugura el Teatro Isauro Martínez tras un incendio en el Cine Imperio durante 1927.
- En 1941 se construye el Bosque Venustiano Carranza, tras una donación de terreno por parte del presidente Lázaro Cárdenas, en el que se plantaron cerca de 18 mil árboles.
- En 1945 se construye la biblioteca municipal en la alameda Zaragoza.
- En 1947 se construye el Banco de México frente a la plaza de armas de la ciudad, durante ese mismo año también se tiene registró de la primera nevada en la historia de la ciudad.
- En 1951 se construyen el bulevar Independencia y el diagonal Reforma.
- En 1965 se establece el Instituto Tecnológico de la Laguna.
- El 11 de enero de 1967 se registra una segunda nevada en la ciudad después de 20 años sin este fenómeno.
- En 1974 se inaugura el ITESM Campus Laguna.
- En 1975 empieza la construcción del bulevar Constitución, y se construye el monumento ubicado al poniente de esta misma vía.
- El 22 de noviembre de 1976 se inaugura el Museo Regional de la Laguna dentro del Bosque Venustiano Carranza.

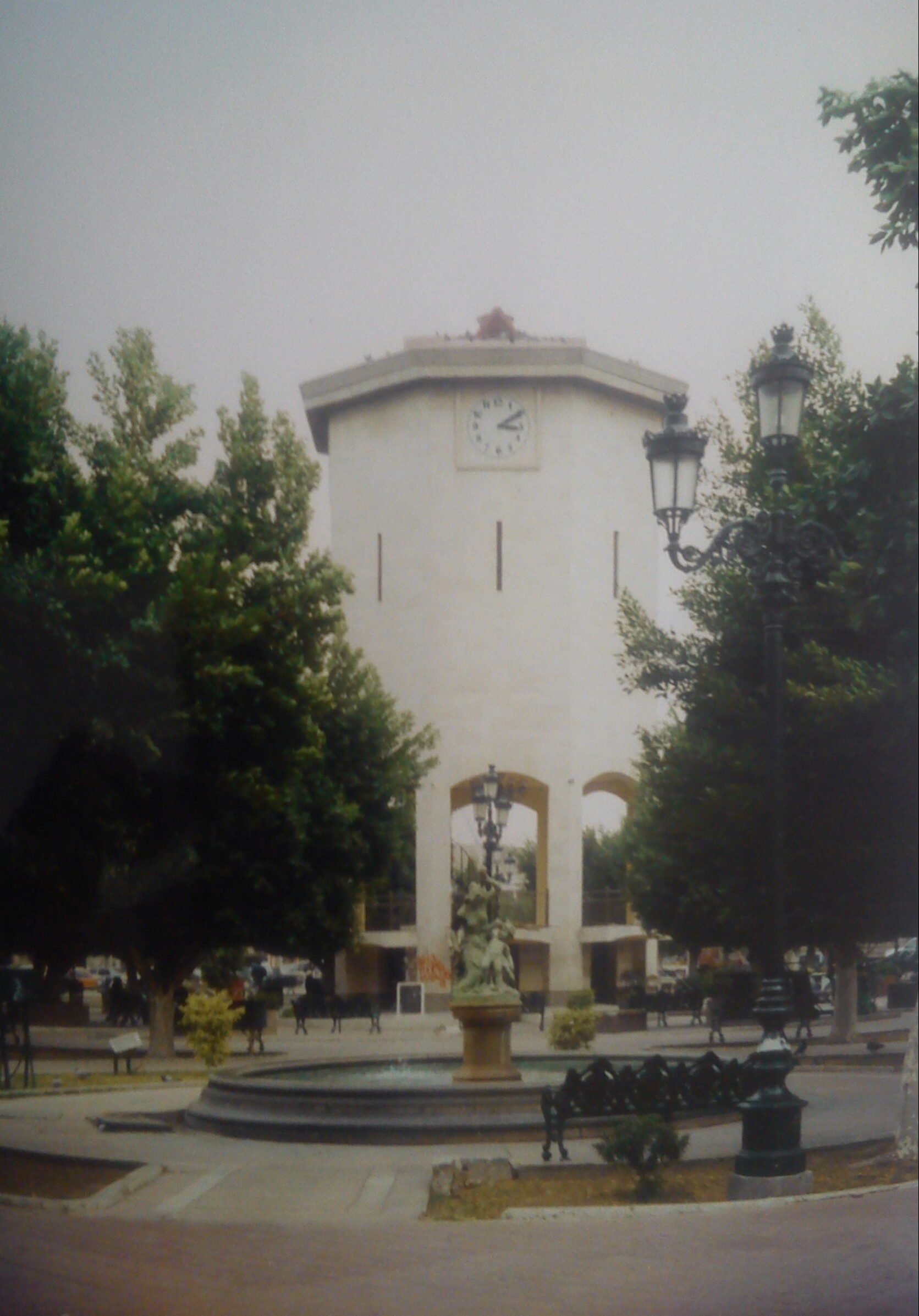
Torreón en el jardín principal de la ciudad de Torreón, Coahuila

- En 1983, durante los festejos del 75 aniversario de Torreón, se coloca un reloj público sobre el kiosco de la plaza de armas y se colocan algunas esculturas que fueron donadas. Ese mismo año se construye el Cristo de las Noas, sobre el cerro homónimo, este sería derrumbado para construir otro de más grandes dimensiones. En ese mismo año, en la tarde del 12 de junio se registró una tolvanera que cubría toda la región.
- En 1988 se funda la Universidad Autónoma de la Laguna y se crea la Central Camionera al oriente de la ciudad.
- En 1993, dan inicio los festejos conmemorativos del centenario del nombramiento de la Villa de Torreón. Se emite una moneda conmemorativa, se da lectura del bando original y se presentan demostraciones culturales finalizando el 16 de octubre con un desfile de carros alegóricos.
- En 1997 se registra la primera nevada en la región en más de 30 años, lo cual es un evento sumamente extraño debido al clima desértico que predomina en la Región.
- En los primeros meses de 1998 se presenta una de las sequías más intensas de la historia, pero en agosto de ese mismo año se presenta la precipitación más intensa desde que se lleva registro, elevando el pluviómetro a 112.2 milímetros. El 7 de noviembre de 1998 se inaugura el Museo del Ferrocarril.
- En 2006 se inaugura el Museo Arocena y el Museo de la Revolución.
- En 2006 inician los festejos del centenario de Torreón como ciudad, con una infinidad de actividades culturales en los diferentes teatros y plazas públicas, finalizando en septiembre de 2007 con una serie de conciertos de música popular y música moderna en avenidas aledañas a la alameda Zaragoza y en las instalaciones de la Feria del Algodón.
- En 2007 la ciudad cumple 100 años.
- En 2010 inicia la transformación del centro de la ciudad con la construcción de la Plaza Mayor.
- En 2011 las temperaturas descendieron a -8.5º en la región causando la “helada negra”, lo que causó daños a las tuberías y flora local.
- En 2013 Se entrega el edificio de la nueva presidencia municipal.
- En 2017 Después de 20 años, se vuelve a registrar una nevada en la región, a pesar de haberse descartado en los días anteriores.
- En 2020, en la mañana del 24 de junio, vuelve a registrarse una tolvanera luego de 35 años durante la Pandemia de COVID-19.
- En 2021, fallece la actriz Carmen Salinas, era originaria de esta ciudad, en la calle llamada “Calle 28”, ahora es llamada calle Carmen Salinas, en homenaje a la actriz originaria de Torreón.
- En 2024, el 8 de abril ocurre un eclipse solar total en toda la ciudad, incluida la región lagunera se vio el eclipse total en la región.

## Geografía

### Localización
El reloj monumental de la plaza de armas de Torreón se encuentra en las coordenadas: 25°32′19″N 103°27′44″O / 25.53861, -103.46222, a una altura media de alrededor de 1130 metros sobre el nivel del mar. 
A diferencia de otros municipios, el municipio de Torreón tiene dos partes separadas, un pedazo que se ubica al norte del resto del municipio, en dicha parte se ubica la ciudad de Torreón.

### Clima
Torreón es una de las ciudades con los climas más extremos del país, pues cuenta con temperaturas bastantes frías en otoño y en invierno, mientras que en primavera, verano e incluso otoño se registran altas temperaturas y rayos UV extremos, pues la ciudad al estar en un desierto y tener considerablemente algo de contaminación en el aire, las temperaturas pasan a ser extremas. En la ciudad hay muy pocos niveles de lluvia y de precipitación, lo que provoca diversas sequías y mucha falta de agua en verano.
| Parámetros climáticos promedio de Torreón (normales 1991-2020)    | Parámetros climáticos promedio de Torreón (normales 1991-2020) | Parámetros climáticos promedio de Torreón (normales 1991-2020) | Parámetros climáticos promedio de Torreón (normales 1991-2020) | Parámetros climáticos promedio de Torreón (normales 1991-2020) | Parámetros climáticos promedio de Torreón (normales 1991-2020) | Parámetros climáticos promedio de Torreón (normales 1991-2020) | Parámetros climáticos promedio de Torreón (normales 1991-2020) | Parámetros climáticos promedio de Torreón (normales 1991-2020) | Parámetros climáticos promedio de Torreón (normales 1991-2020) | Parámetros climáticos promedio de Torreón (normales 1991-2020) | Parámetros climáticos promedio de Torreón (normales 1991-2020) | Parámetros climáticos promedio de Torreón (normales 1991-2020) | Parámetros climáticos promedio de Torreón (normales 1991-2020) |
| Mes                                                               | Ene.                                                           | Feb.                                                           | Mar.                                                           | Abr.                                                           | May.                                                           | Jun.                                                           | Jul.                                                           | Ago.                                                           | Sep.                                                           | Oct.                                                           | Nov.                                                           | Dic.                                                           | Anual                                                          |
| ----------------------------------------------------------------- | -------------------------------------------------------------- | -------------------------------------------------------------- | -------------------------------------------------------------- | -------------------------------------------------------------- | -------------------------------------------------------------- | -------------------------------------------------------------- | -------------------------------------------------------------- | -------------------------------------------------------------- | -------------------------------------------------------------- | -------------------------------------------------------------- | -------------------------------------------------------------- | -------------------------------------------------------------- | -------------------------------------------------------------- |
| Temp. máx. abs. (°C)                                              | 35.0                                                           | 35.0                                                           | 39.5                                                           | 41.2                                                           | 42.2                                                           | 45.0                                                           | 40.5                                                           | 39.2                                                           | 38.4                                                           | 36.0                                                           | 34.8                                                           | 32.5                                                           | 45.0                                                           |
| Temp. máx. media (°C)                                             | 23.4                                                           | 27.2                                                           | 30.2                                                           | 33.7                                                           | 36.9                                                           | 37.1                                                           | 35.9                                                           | 35.7                                                           | 33.1                                                           | 31.2                                                           | 27.0                                                           | 23.8                                                           | 31.3                                                           |
| Temp. media (°C)                                                  | 15.1                                                           | 18.3                                                           | 21.6                                                           | 25.6                                                           | 28.5                                                           | 29.6                                                           | 28.8                                                           | 28.5                                                           | 25.4                                                           | 23.5                                                           | 18.8                                                           | 15.4                                                           | 23.3                                                           |
| Temp. mín. media (°C)                                             | 7.9                                                            | 10.4                                                           | 13.3                                                           | 17.3                                                           | 20.2                                                           | 22.4                                                           | 22.3                                                           | 22.0                                                           | 20.2                                                           | 16.3                                                           | 11.9                                                           | 8.5                                                            | 16.1                                                           |
| Temp. mín. abs. (°C)                                              | -7.0                                                           | -5.0                                                           | -5.5                                                           | 1.8                                                            | 4.0                                                            | 10.0                                                           | 11.0                                                           | 10.0                                                           | 7.5                                                            | 4.0                                                            | -2.8                                                           | -8.0                                                           | -8.0                                                           |
| Precipitación total (mm)                                          | 11.5                                                           | 6.2                                                            | 9.8                                                            | 4.1                                                            | 16.0                                                           | 28.3                                                           | 42.3                                                           | 41.2                                                           | 62.5                                                           | 18.7                                                           | 9.7                                                            | 9.6                                                            | 259.9                                                          |
| Fuente n.º 1: Servicio Meteorológico Nacional 22 de junio de 2022 |                                                                |                                                                |                                                                |                                                                |                                                                |                                                                |                                                                |                                                                |                                                                |                                                                |                                                                |                                                                |                                                                |
| Fuente n.º 2: NOAA                                                |                                                                |                                                                |                                                                |                                                                |                                                                |                                                                |                                                                |                                                                |                                                                |                                                                |                                                                |                                                                |                                                                |

#### Acontecimientos meteorológicos extraordinarios
- En enero de 1947 se registra la primera nevada en la historia de la ciudad.
- El 11 de enero de 1967 hubo una gran nevada en la ciudad.

- El 12 de diciembre de 1997 se registró una ligera nevada en la ciudad, después de 30 años que no ocurría ese fenómeno.

- El 24 de diciembre de 2004 se presentó una plumeada en la ciudad.

- La madrugada del 8 de diciembre de 2017 se registró una nevada en la ciudad.

## Demografía
De acuerdo a datos del XIV Censo General de Población y Vivienda del Instituto Nacional de Estadística y Geografía (INEGI) la ciudad de Torreón cuenta con una población de 690,193 habitantes por lo cual es la 25.ª ciudad más poblada de México.

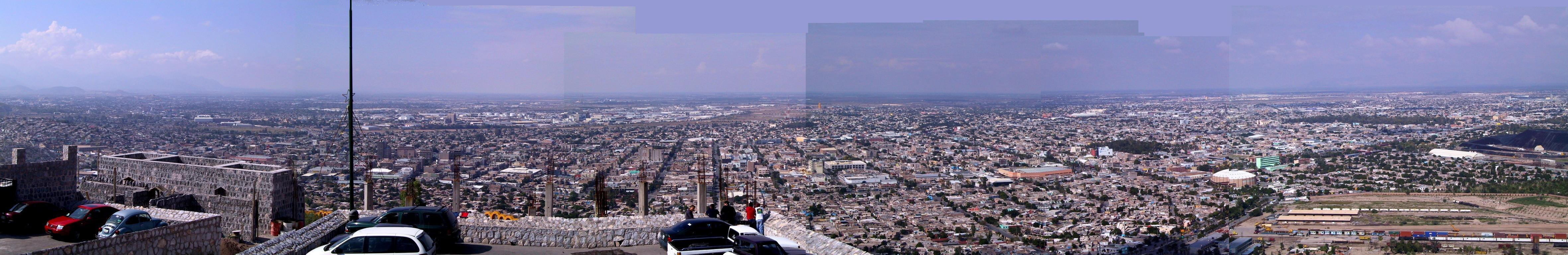
Panorámica de la Comarca Lagunera

| Gráfica de evolución demográfica de Torreón entre 1900 y 2020                                               |
| |
| Población de los censos y conteos del Instituto Nacional de Estadística y Geografía (INEGI) de 1900 a 2020. |

### Zona metropolitana
La zona metropolitana de La Laguna cuenta con una población de 1,434,283 habitantes en el año 2020 por lo que es la 10.ª zona metropolitana más poblada de México, con una superficie total de 10,598.167 Km²  tiene una densidad de población de 135,33 hab/km². El área metropolitana está conformada por 5 municipios (3 en el estado de Coahuila y 2 en el estado de Durango)y su población está distribuida de la siguiente manera:
| Municipio                | Población (habitantes) |
| ------------------------ | ---------------------- |
| Torreón                  | 720,848                |
| Matamoros                | 118,337                |
| Francisco I. Madero      | 59,035                 |
| Gómez Palacio            | 372,750                |
| Lerdo                    | 163,313                |
| Total Zona metropolitana | 1 434 283              |

## Escudo de armas

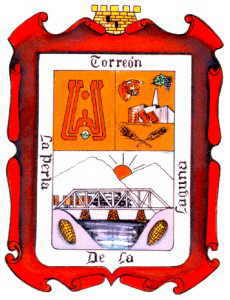
Escudo de Torreón

El escudo de armas de la ciudad fue aprobado por decreto del Congreso del Estado de Coahuila el día 7 de abril de 1981.
Los componentes básicos son: un escudo partido con dos campos superiores en oro, uno abajo en azur, con figuras naturales y artificiales. Sobre el campo derecho, el símbolo de la ciudad, representando un torreón estilizado con cierta alusión al asentamiento humano emanando de un capullo de algodón. Asimismo con símbolos fundamentales de la vida regional: la vid, el trigo y la ganadería lechera. En el campo inferior es posible observar el río Nazas; sobre el fondo del Puente del Ferrocarril, se encuentran los cerros del Huarache y Calabazas que forman el Cañón del Huarache y, entre ambos, el sol que representa a la Revolución Mexicana. Como divisa se aprecia «La Perla de la Laguna». Como jefe, un torreón almenado.

## Gobierno y administración
El alcalde de la ciudad es Roman Alberto Cepeda, perteneciente al Partido Revolucionario Institucional, quien gobierna desde el año 2021.
El municipio de Torreón es gobernado por el Ayuntamiento que está integrado por el presidente municipal, un secretario, 17 regidores y 2 síndicos.
Cuenta con las siguientes dependencias: Secretaría del R. Ayuntamiento, Tesorería, Contraloría, Seguridad Pública, Desarrollo Institucional, Medio Ambiente, Ordenamiento Territorial y Urbanismo, Obras Públicas, Vialidad y Movilidad Urbana, Desarrollo Económico y Turismo, Servicios Públicos, Desarrollo Social, Salud Pública y Protección civil.

## Economía
La zona metropolitana de Torreón (La Laguna) tiene un producto interno bruto de $430,300 millones de pesos (2024), lo que lo posiciona como el numero 12 en la lista de las metropolis con mayor PIB dentro de México, asi como la numero 2 en el estado de Coahuila, solo por detras de la capital Saltillo
 Su economía se basa en diversas áreas, tales como: 

### Agricultura y ganadería
La agricultura y ganadería han ido en decadencia en los últimos años, pero el cultivo de algodón, trigo, frijol, melón y sandía, siguen siendo parte esencial para la economía de Torreón.

### Minería
En la Ciudad de Torreón, se encuentran localizadas las instalaciones de Met-Mex Peñoles, dentro de estas instalaciones se encuentran la principal fundición de plomo, la más grande refinería de plata en el Mundo, la instalación electrolítica de zinc más importante de México y de América Latina, también en esta propiedad se producen metales preciosos como la plata y el oro; y metales industriales como el plomo, el zinc, el cadmio, así como algunos subproductos químicos. La zona es rica en carbonato de Calcio natural, el cual se explota para obtener productos como Carburo de Calcio y cal.

Met-Mex Peñoles

### Industria
El resto de las actividades industriales en Torreón se circunscriben a las maquiladoras de textiles (Wrangler, Hanes) componentes electrónicos (Borg Warner) y automotrices (John Deere, Metzelder, Johnson Controls, Takata, Caterpillar). Estas maquiladoras son básicamente industrias ligeras que se establecen en las márgenes de la ciudad y que mayormente con tecnología y maquinaria extranjera producen componentes a veces con materia prima importada y luego ya manufacturada son regresadas a sus países o lugares de origen.
También cuenta con una fábrica de cerveza propiedad de Grupo Modelo S.A. de C.V., fabricante de la mundialmente conocida Cerveza Corona. Esta fábrica es productora de la mayoría de la cerveza que se vende en el Noreste del País.
La empresa Organización Soriana es una cadena mexicana de supermercados y almacenes, fundada en el año 1968 por los hermanos Francisco y Armando Martín Borque en Torreón, México.
Otra industria muy importante es la Industria Lechera, que a través del Grupo Lala concentra un gran volumen de actividades relacionadas con esta industria, gracias a ello se le considera a La Laguna como la Cuenca Lechera más Grande de América, y del Mundo.

### Infraestructura de Negocios
- Centro de Convenciones
- Parque Industrial Centenario (en construcción)
- Parque Industrial Mieleras
- Ciudad Industrial

## Atractivos turísticos

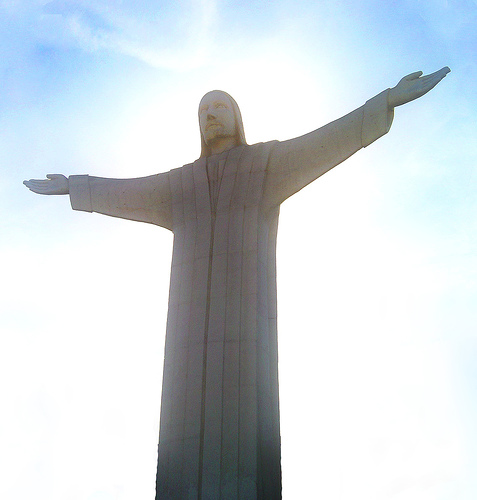
Cristo de las Noas.

### Complejo Cristo de las Noas
Cristo de las Noas: Es una escultura en la cima de un cerro, junto con una iglesia y santuarios referentes a Tierra Santa. Esta escultura es la cuarta más grande de Latinoamérica después de El Cristo de la Bartola en Monclova y el Río de janeiro en Brasil. El Cristo se muestra con los brazos abiertos, como si diera un gran abrazo, simbolizando protección a la ciudad. Tiene un excelente panorama, se observa gran parte de la ciudad, en la semana mayor, es visitado por mucha gente local y foránea. 

### Canal de la Perla
Recientemente, fue redescubierto el Canal de la Perla, añadiendo un atractivo más a Torreón. Este canal construido a finales del siglo XIX, fue en principio un canal de riego derivando las aguas del río Nazas para regar la parte sur oriente de la ciudad, actualmente es utilizado como un paso subterráneo por la población además para exposiciones artísticas temporales y otras manifestaciones del arte.

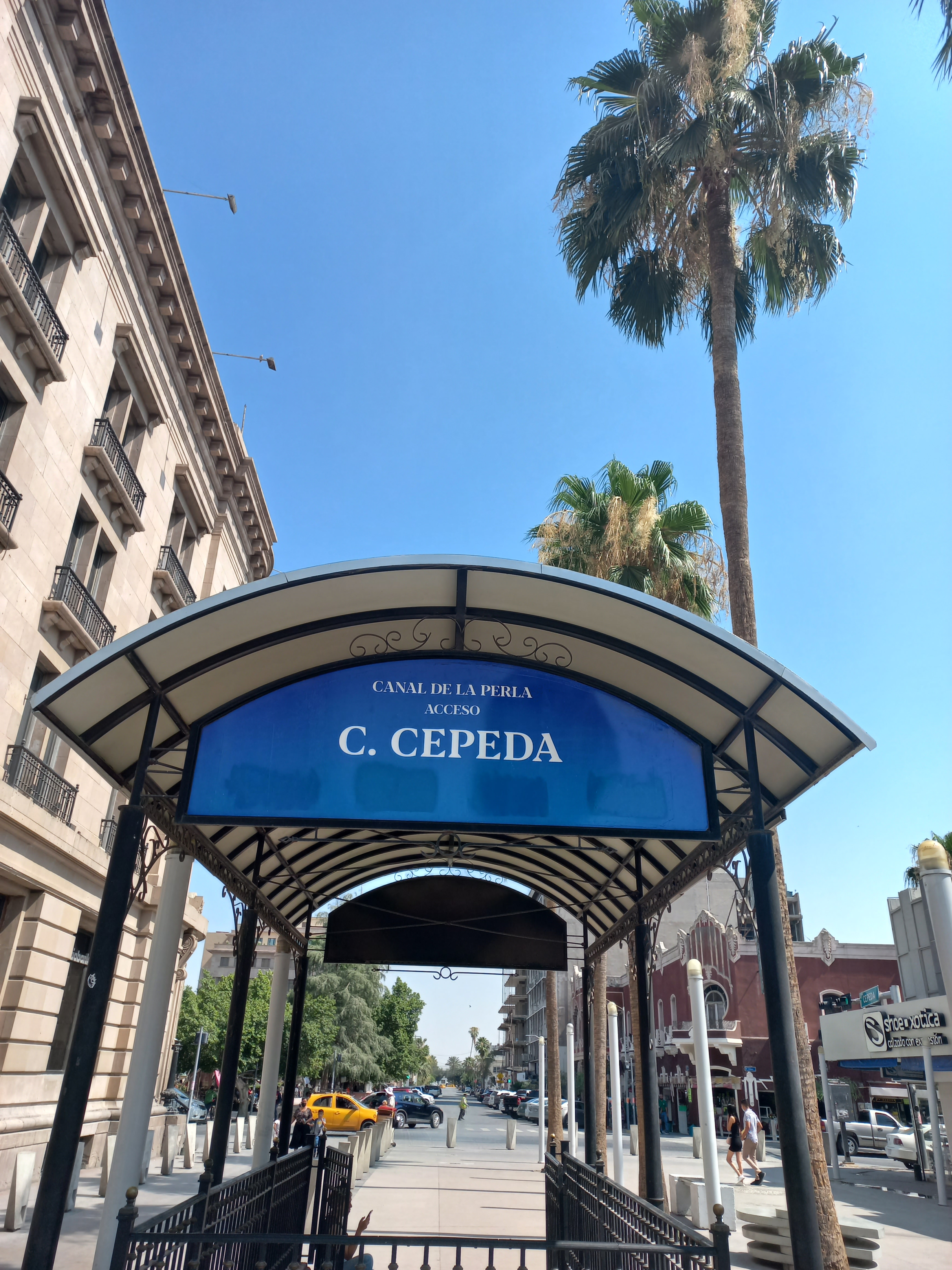
Entrada al Canal de la Perla por la Calle Cepeda
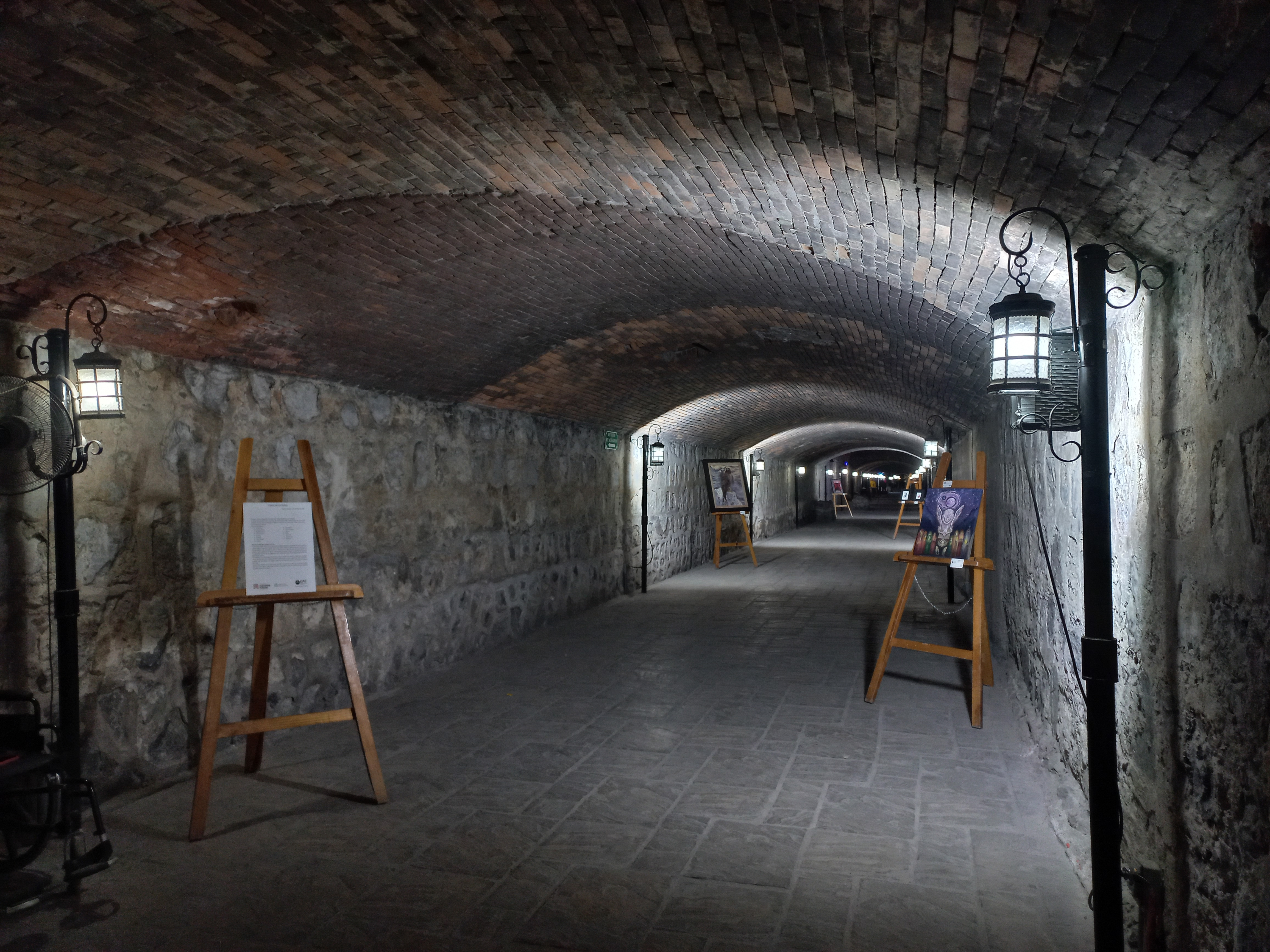
Interior del Canal de la Perla

### Centro histórico
La ciudad no escapa a estas características en lo que a su Centro se refiere. Es histórico porque fue en esta área donde la ciudad nació, donde antes se trazó la vía del tren y se construyó la primera estación del ferrocarril. Conserva todavía algunos edificios que desde el punto de vista estético son atractivos, funcionales y bellos. En él, durante muchos años se vivió la actividad comercial más importante de la ciudad.
Resulta de gran importancia en la historia nacional, ya que, pese a su corto tiempo, en él se desarrollaron eventos de gran relevancia histórica:
- Las 4 tomas de la ciudad por parte de los revolucionarios, siendo la más famosa la del 3 de abril de 1914 por Francisco Villa.
- La tristemente célebre Matanza de la comunidad China en el mes de mayo de 1911, siendo asesinados 303 ciudadanos de origen chino asentados en la ciudad.
- A finales de julio de 1913 (21 de julio - 31 de julio), se desarrollaría en Torreón la denominada "Decena trágica de Torreón"; una serie de enfrentamientos entre tropas federales al mando del general Ignacio Bravo, Eduardo Ocaranza, Benjamín Argumedo, etc., y las tropas revolucionarias dirigidas por Calixto Contreras, Orestres Pereyra, Jose Isabel Robles entre otros jefes militares, que dejaron un saldo de 300 revolucionarios muertos y 67 soldados federales muertos, siendo ganadoras las fuerzas federales.
- En el desaparecido edificio del Banco de Coahuila, se desarrollaron una serie de reuniones que dieron como resultado la firma de los "Pactos de Torreón", en el cual, el ejército villista y carrancista, se comprometían, entre otras cosas, a celebrar una convención después de que el ejército huertista fuera derrotado, convención que tendría lugar en Aguascalientes.
- En el año de 1914, en el hotel Salvador, el jefe revolucionario Venustiano Carranza, recibió el telegrama que le informaba del reconocimiento del gobierno estadounidense a su gobierno; acto seguido, salió al balcón del hotel para dirigir un mensaje al pueblo reunido al pie del balcón.
- En el año de 1929, en plena rebelión escobarista, la ciudad fue bombardeada desde el aire por aeroplanos, siendo así, una de las pocas ciudades en México que ha sufrido un bombardeo aéreo.

El Centro funcionaba además porque sus servicios públicos eran eficientes. Hay iluminación, seguridad, esta cionamiento suficiente, transporte, limpieza de sus calles, banquetas y plazas.Los laguneros acuden diariamente al Centro porque allí se compran artículos de electrónica, papelería, ropa, calzado, gastronomía local, en las diferentes plazas acuden a pasear y divertirse.

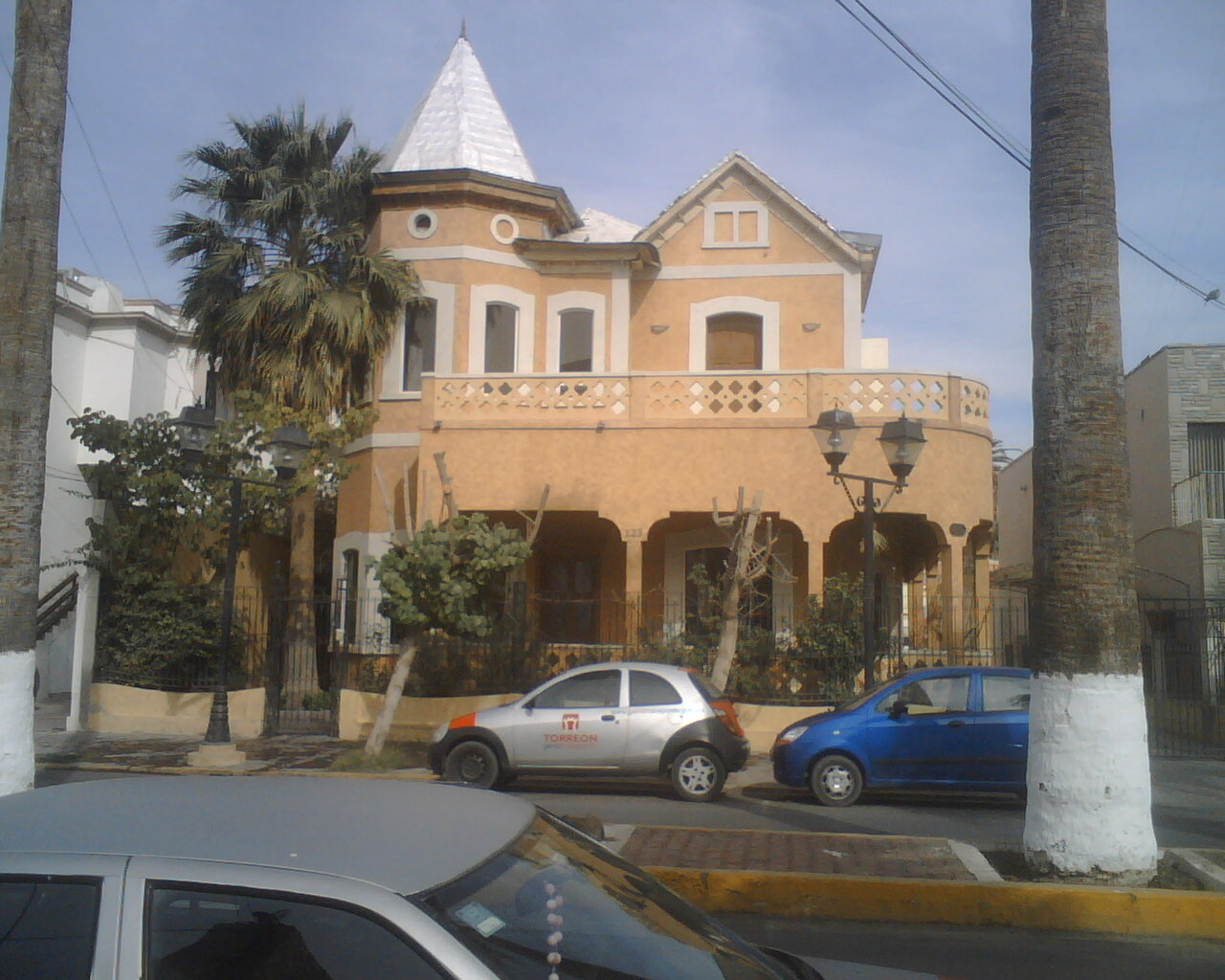
Chalet "Filemón Garza"

Es muy común encontrar en el centro histórico, viejas casonas tipo chalet, que durante los años de bonanza llenaban la imagen urbana de la ciudad. Aunque algunos han sido destruidos, existen muchos ejemplos de este tipo de construcciones, tales como la casa de Filemón Garza, vigésimo segundo presidente municipal, de tipo victoriano, este chalet está ubicado sobre la Av. Morelos entre las calles de Donato Guerra y González Ortega; la casa Zarzar, que se encuentra en la Calle Acuña entre Av. Presidente Carranza y Av. Hidalgo, La casa Vila, sobre Calzada Colón entre muchas otras.
Otras construcciones importantes son la "Casa Aldape",que fuera propiedad del alcalde de Torreón en 1907, Rafael Aldape; la casa del Dr. y Gral. José María Rodríguez, ubicada en Av. Matamoros esquina con Juan Antonio de la Fuente, lugar de suma importancia historia, pues fue ahí donde  tuvo lugar la primera reunión conspiratoria en Torreón para iniciar el movimiento revolucionario.

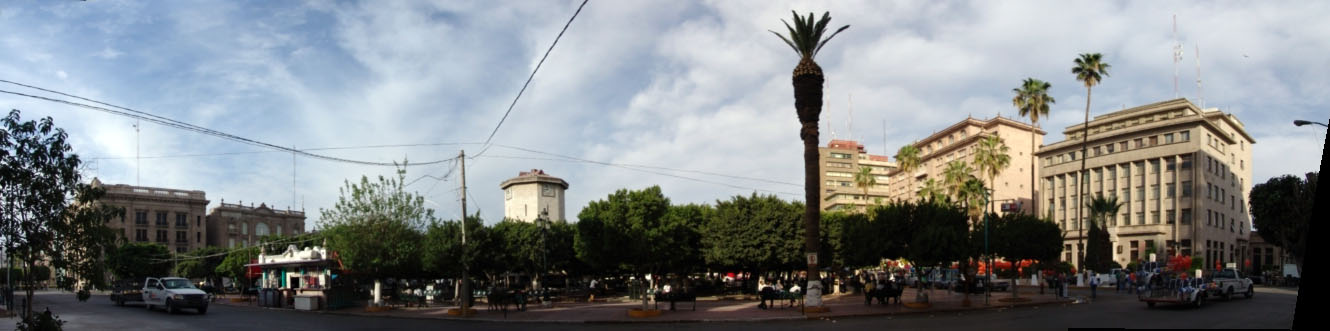
Centro histórico

### Edificio Arocena

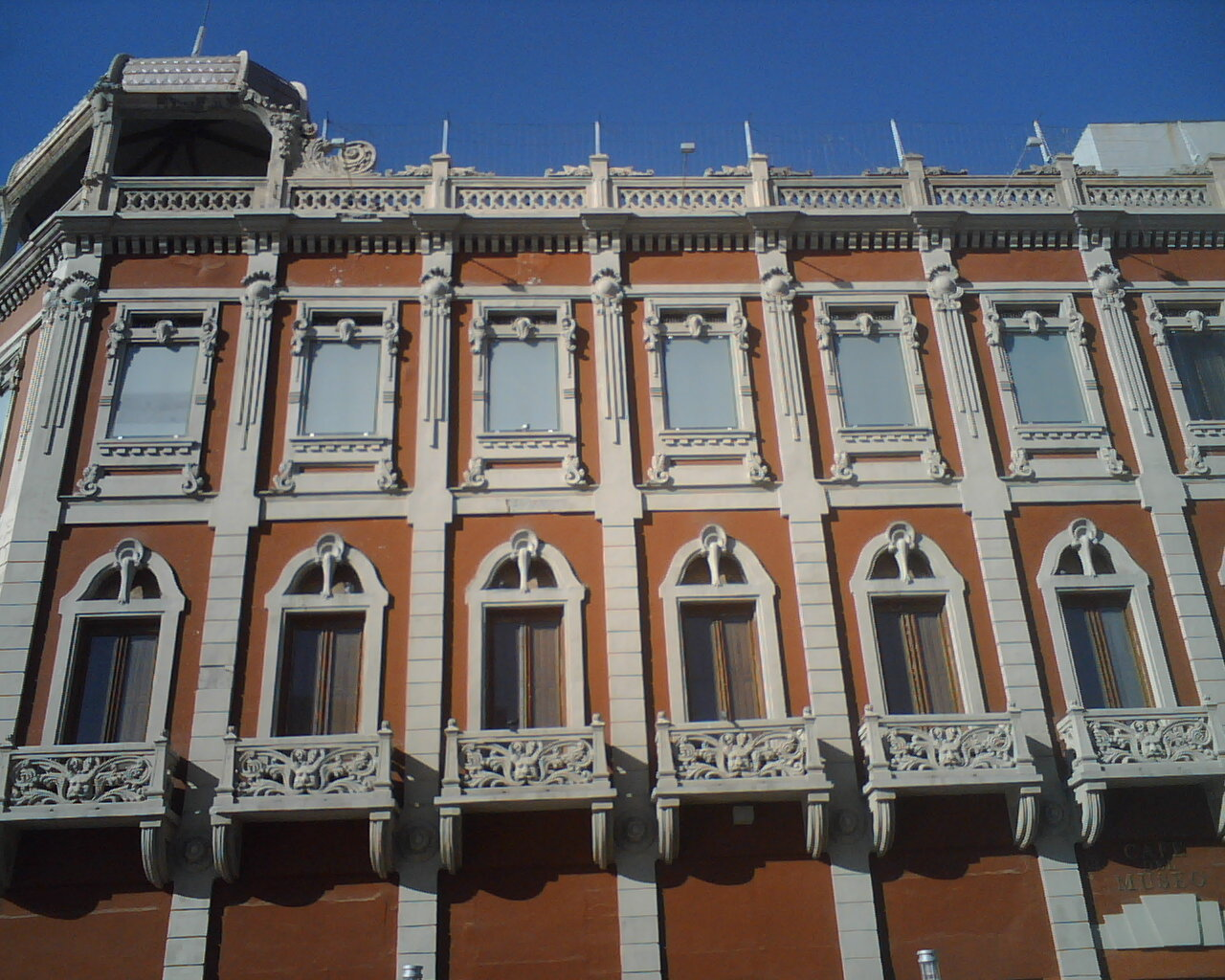
Vista lateral del edificio Arocena por Calle Cepeda.

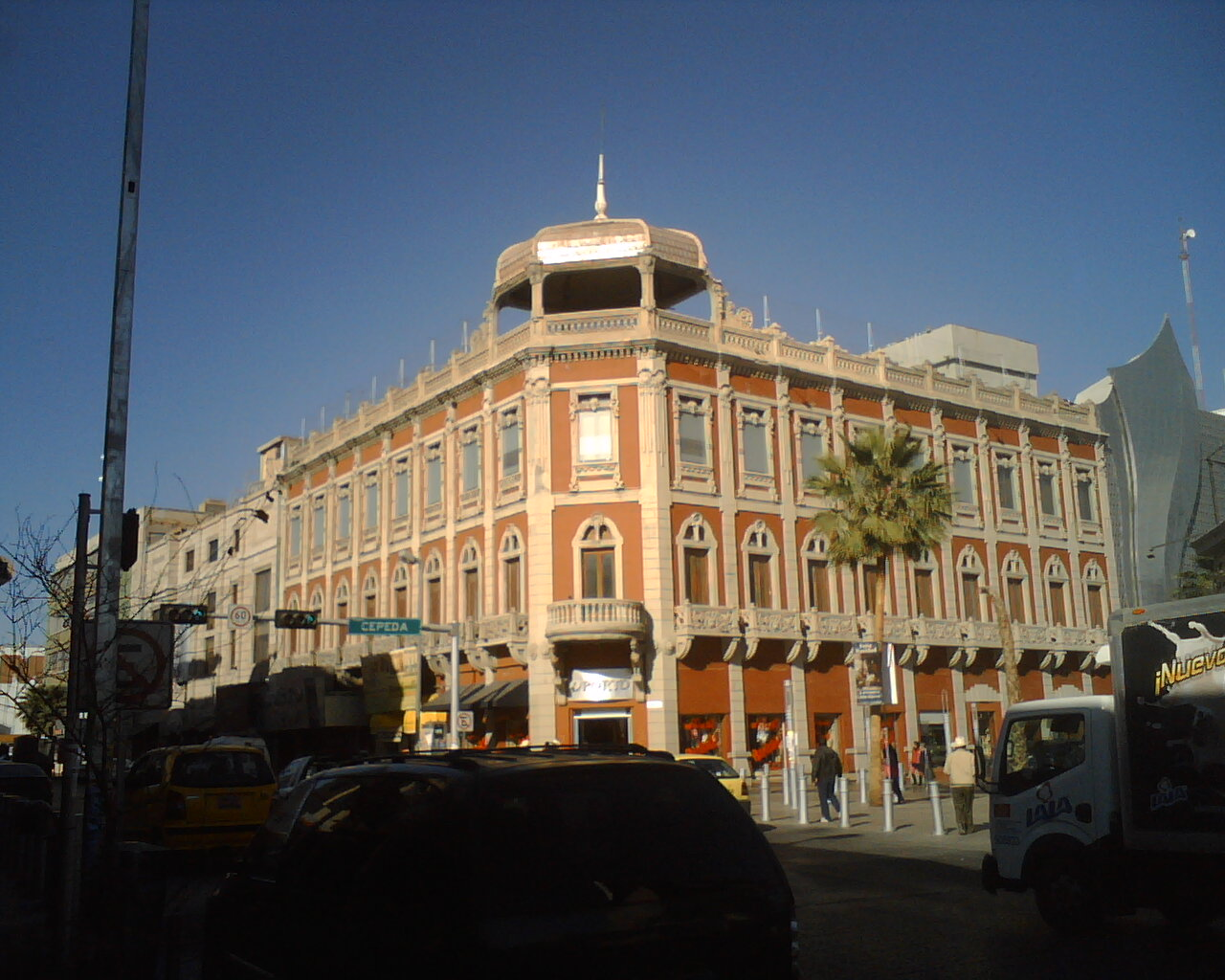
Edificio Arocena. Centro histórico de Torreón.

Es un edificio localizado en el centro histórico de la ciudad, ubicado en la esquina oriente de Av. Hidalgo y Calle  Cepeda. Es un edificio que en su fachada abundan elementos art decó y art nouveau. Fue construido en el año 1920 por orden de la testamentaria del empresario de origen vasco, Rafael Arocena. Así mismo, destacan los dos grifos que adornan la entrada principal, así como su cúpula bizantina. Fue utilizada en un principio como casa habitación y para instalación de negocios y oficinas. La Casa Histórica Arocena es una ampliación del Museo Arocena, hecha en 2010, que interpreta los fenómenos relacionados con la economía, la política, la vida privada y la movilidad social dentro de la Comarca Lagunera durante el periodo comprendido entre 1919 y 1936. En esta área se aprecia la arquitectura del inmueble y mobiliario, obras de arte y objetos decorativos de la Colección Arocena. Se ubica en el tercer nivel del Edificio Arocena.

### Palacio Federal

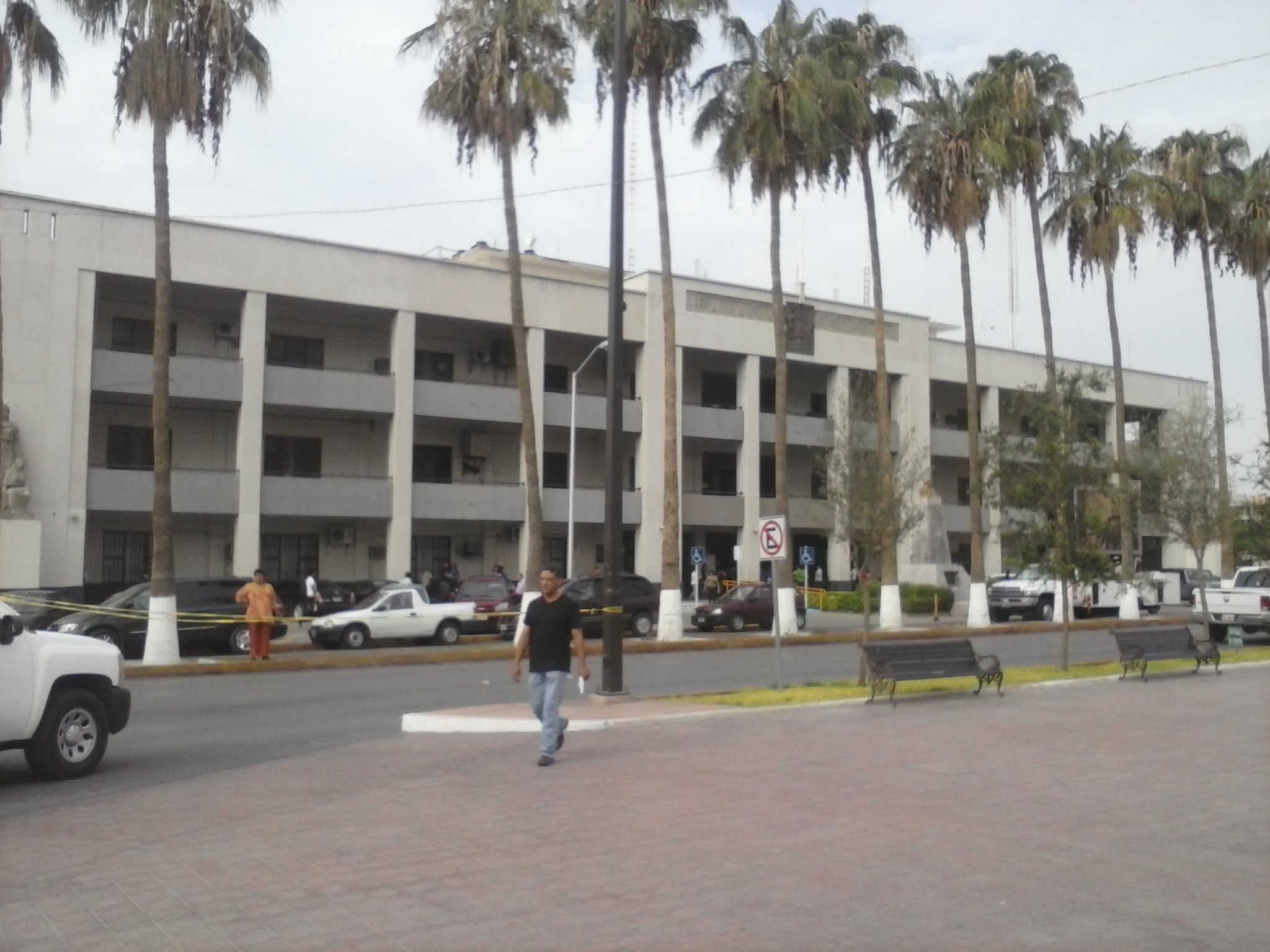
Palacio Federal de Torreón por Av. Morelos.

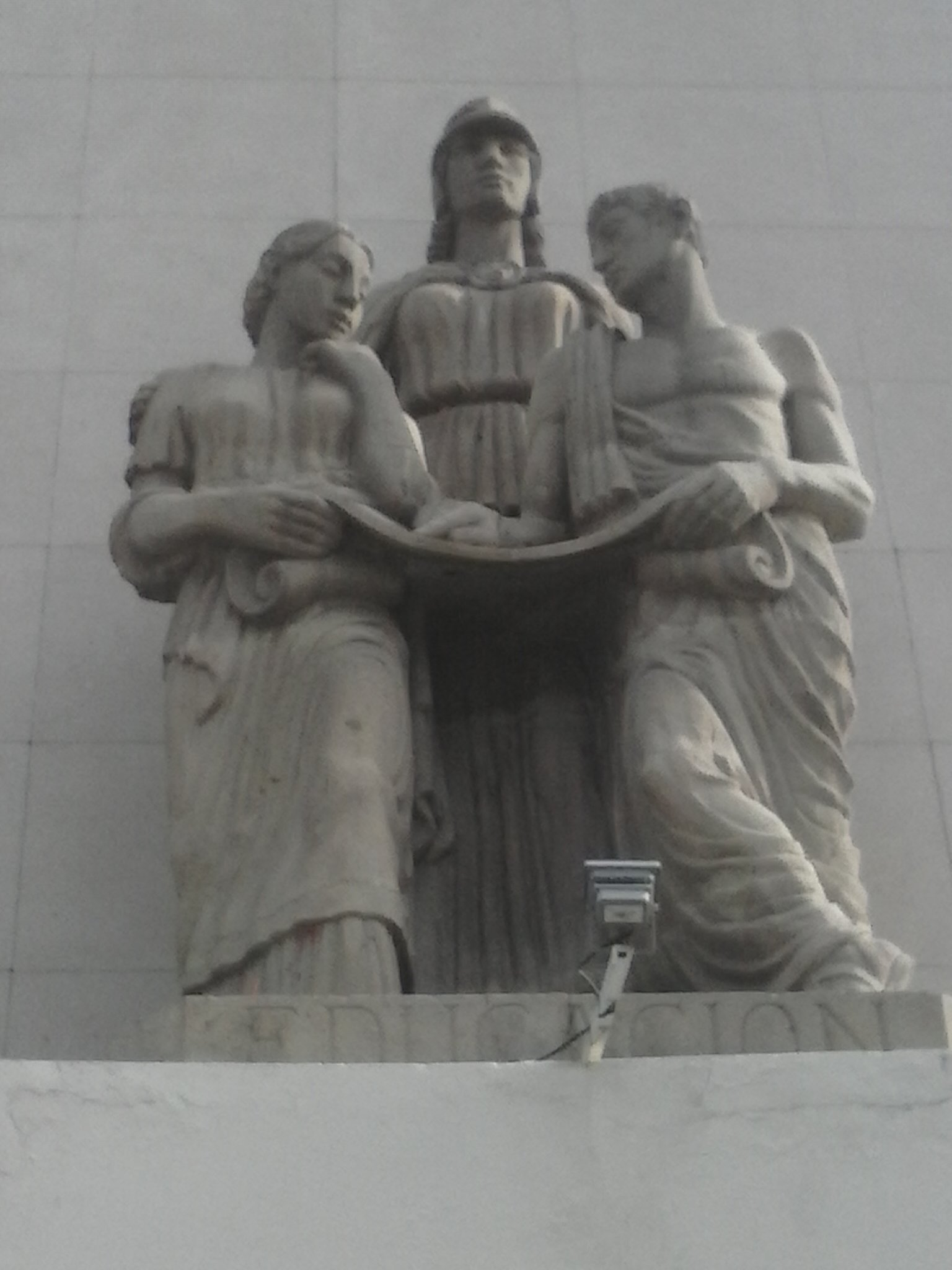
Cuerpo escultórico "Educación", Palacio Federal. Torreón, Coahuila

Este formidable edificio que ocupa una manzana entera, esta situado en el centro histórico de Torreón entre las avenidas Juárez (lado sur) y Morelos (lado norte) y entre las calles de Ramón Corona (lado poniente) y Galeana (lado oriente). De estilo ecléctico, fue construido durante el sexenio de Manuel Ávila Camacho e inaugurado en el año de 1946; su diseño estuvo a cargo del arquitecto Luis Prieto y Souza con la colaboración del ingeniero Abel Valadez y el arquitecto Francisco Gutiérrez Prieto, quien estuvo a cargo de su construcción. Consta de 3 niveles y uno adicional en la azotea, así como un sótano y se considera que es el palacio federal más grande del país. En este edificio se establecieron varias dependencias gubernamentales tales como Agencias del ministerio público, juzgados de distrito, Agencia de la secretaria de economía, etc. De fachada austera, esta flanqueado en sus esquinas por 4 grupos escultóricos que representan la agricultura, la industria, la educación y el deporte. En junio de 2016 iniciaron trabajos de remodelación del edificio debido al deterioro que había sufrido tras 70 años, las obras fueron concluidas en noviembre de 2018.

### Casino de la Laguna

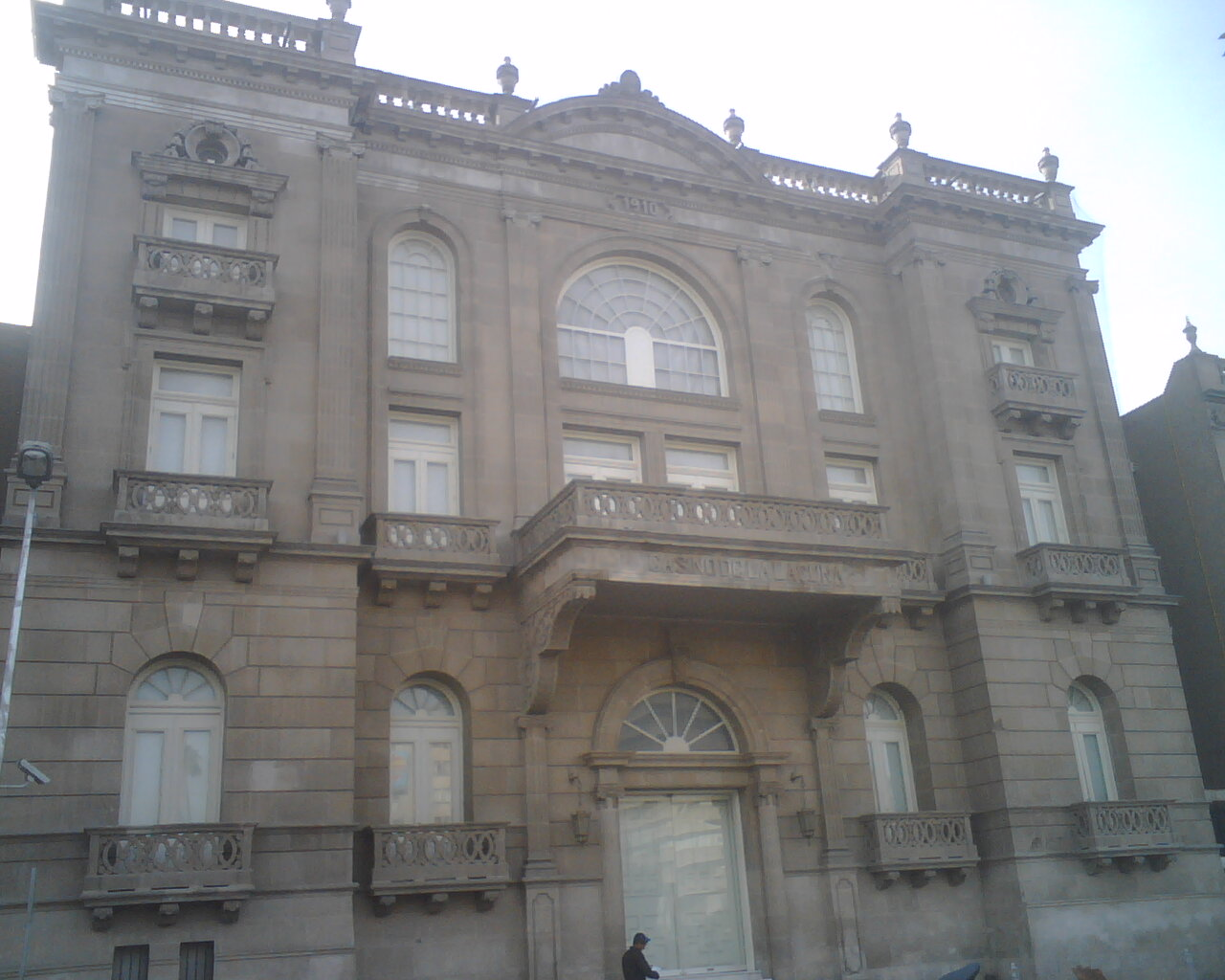
Casino de La Laguna

Uno de los edificios más bellos y emblemáticos del centro histórico, es en la actualidad parte del Museo Arocena. El edificio de tipo renacentista español consta de 3 niveles, un balcón central y balcones laterales; fue diseñado por el arquitecto francés Louis Channel, como parte de las celebraciones del primer centenario del inicio de la Independencia de México, promovida por el gobierno federal.Fue inaugurado el 15 de septiembre de 1915 y fue testigo de la lucha revolucionaria.
Sirvió como cuartel general de las tropas federales al mando del general José Refugio Velasco durante la Batalla de Torreón en 1914; aún es posible ver las huellas de disparos de cañón y rifles en su fachada. Después de la toma de Torreón, el 3 de abril de 1914, el general Francisco Villa reunió en el casino a empresarios y comerciantes de la región, con el fin de pedirles un préstamo forzoso que serviría para financiar el movimiento revolucionario.
Durante muchos años fue un centro de reunión social, celebrándose variedad de eventos. Fue en el año 2002, cuando un grupo de accionistas privados compró el lugar y se lo reacondicionó para formar parte del Museo Arocena.

### Edificio Russek

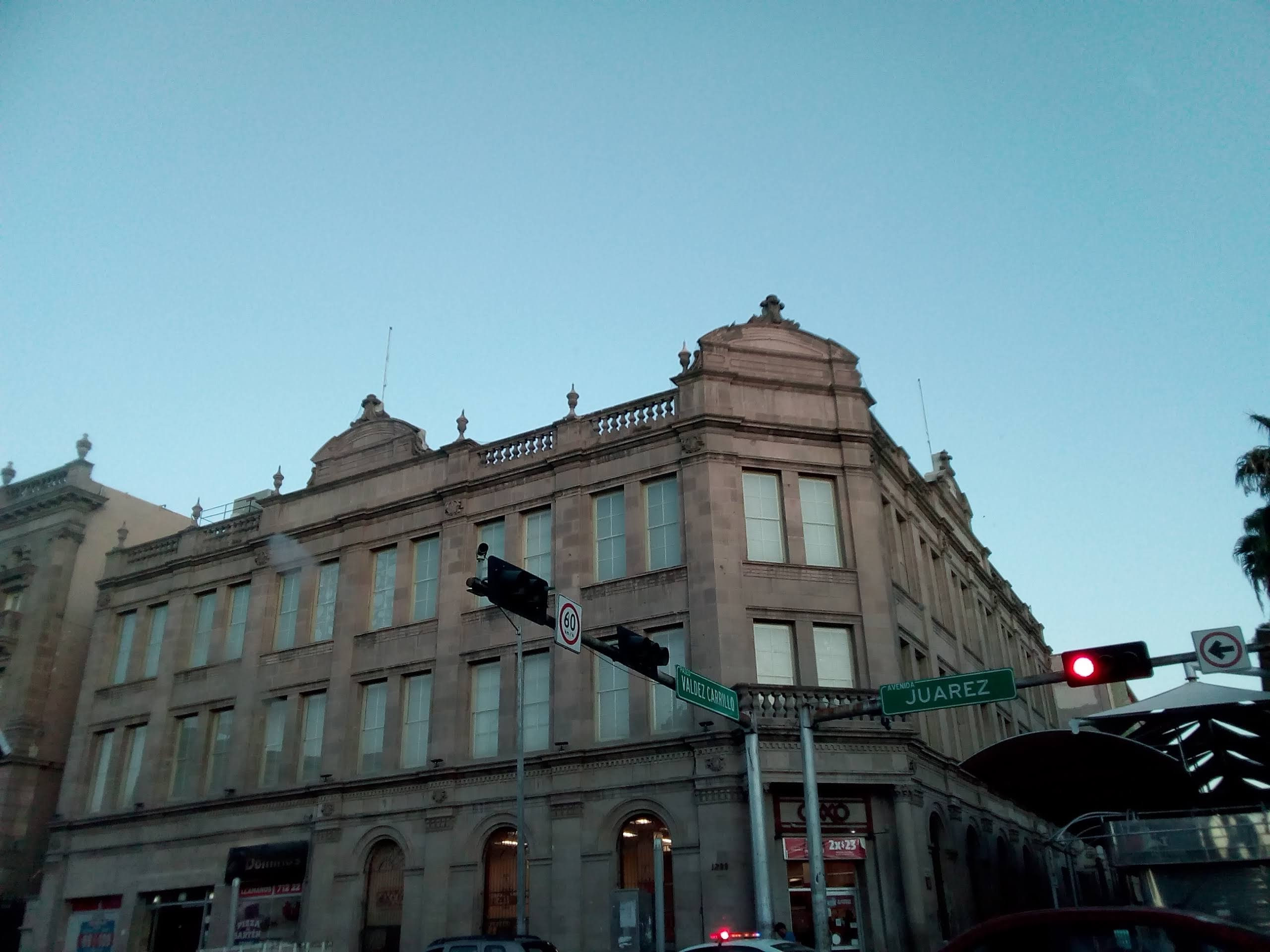
Edificio Russek (Antiguo Banco Chino)

Originalmente, construido para ser la sede del Banco Chino, propiedad de la Compañía Bancaria y de Tranvías Wah Yick. Se inauguró en 1907, teniendo como principal accionista al empresario cantones Kang You Wei. El banco solo funcionó por espacio de 4 años. En 1911, durante la primera toma de Torreón por las tropas maderistas al mando de Benjamín Argumedo, desataron una matanza de la población china en Torreón, siendo este edificio, uno de los lugares donde se tiene constancia, se efectuaron una gran cantidad de ejecuciones. En los años 20's, después de un litigio, el banco pasa a otros dueños y pasó a conocerse como Hotel "La Española"; después de volver a funcionar como banco hasta el año de 1959, fue abandonado y ocupado brevemente en los años 60's. EN 2009 se rescata el edificio y en 2012 abre nuevamente sus puertas como parte de Museo Arocena.

### Banco de La Laguna (Banco Comermex)

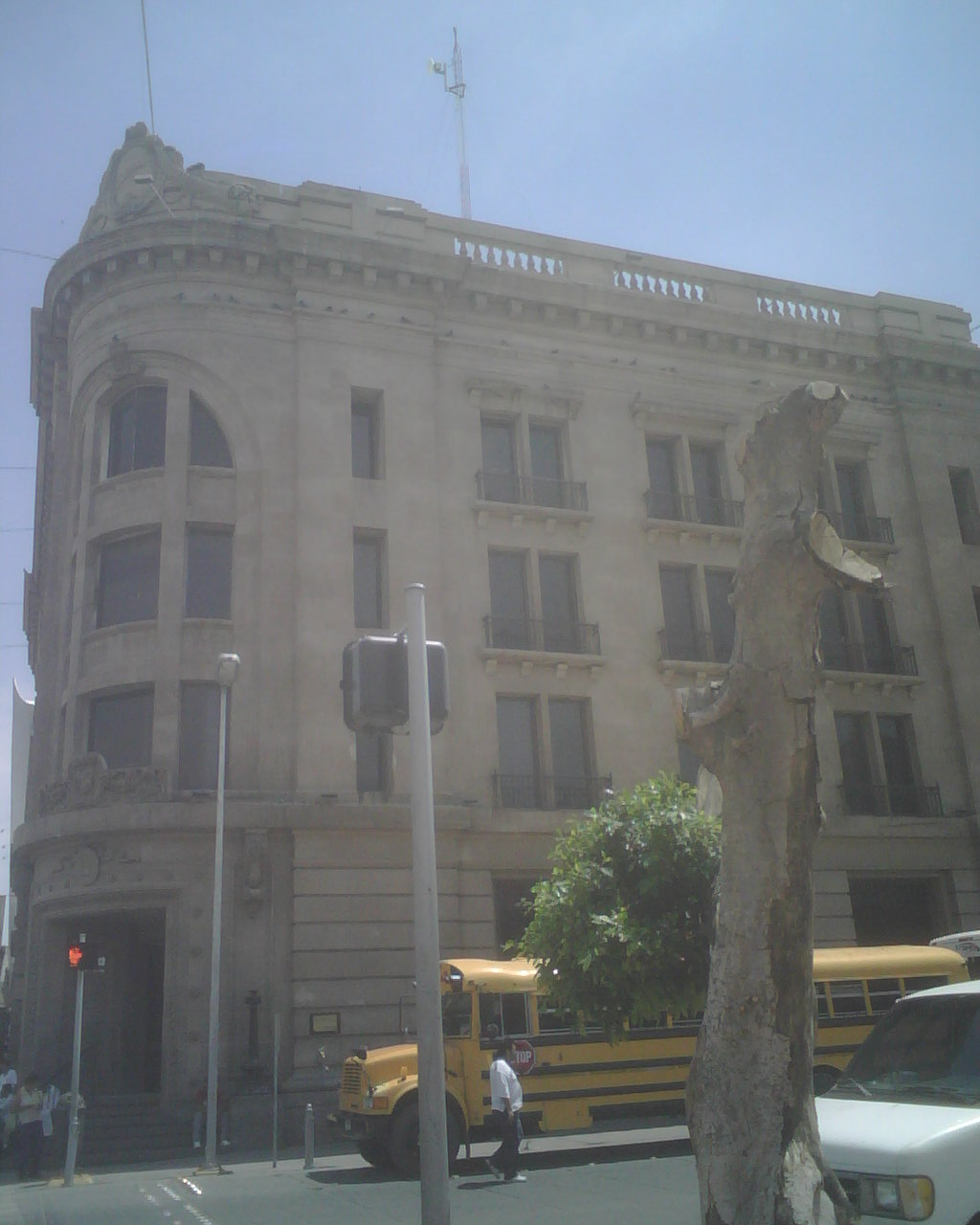
Banco de la Laguna (Edificio Comermex)

Es un edificio de estilo neoclásico ubicado en la esquina de Av. Juárez y C. José Victoriano Cepeda. Esta construido en donde fuera el antiguo edificio del Monte de Piedad, que fue consumido por las llamas a principios del siglo XX. Inaugurado en 1910, cuenta con una planta baja, 3 pisos superiores y sótano. Fue sede de la Compañía de créditos y ahorros, El Banco de La laguna y la tienda de ropa "E. telégrafo". Durante la toma de Torreón en 1914, algunos accionistas de origen español se refugiaron en el edificio, incluyendo al empresario y uno de los grandes benefactores de la ciudad, Joaquín Serrano. Muchos de estos empresarios y accionistas serían expulsados por Villa después de tomar la ciudad.

### Casa Castillón

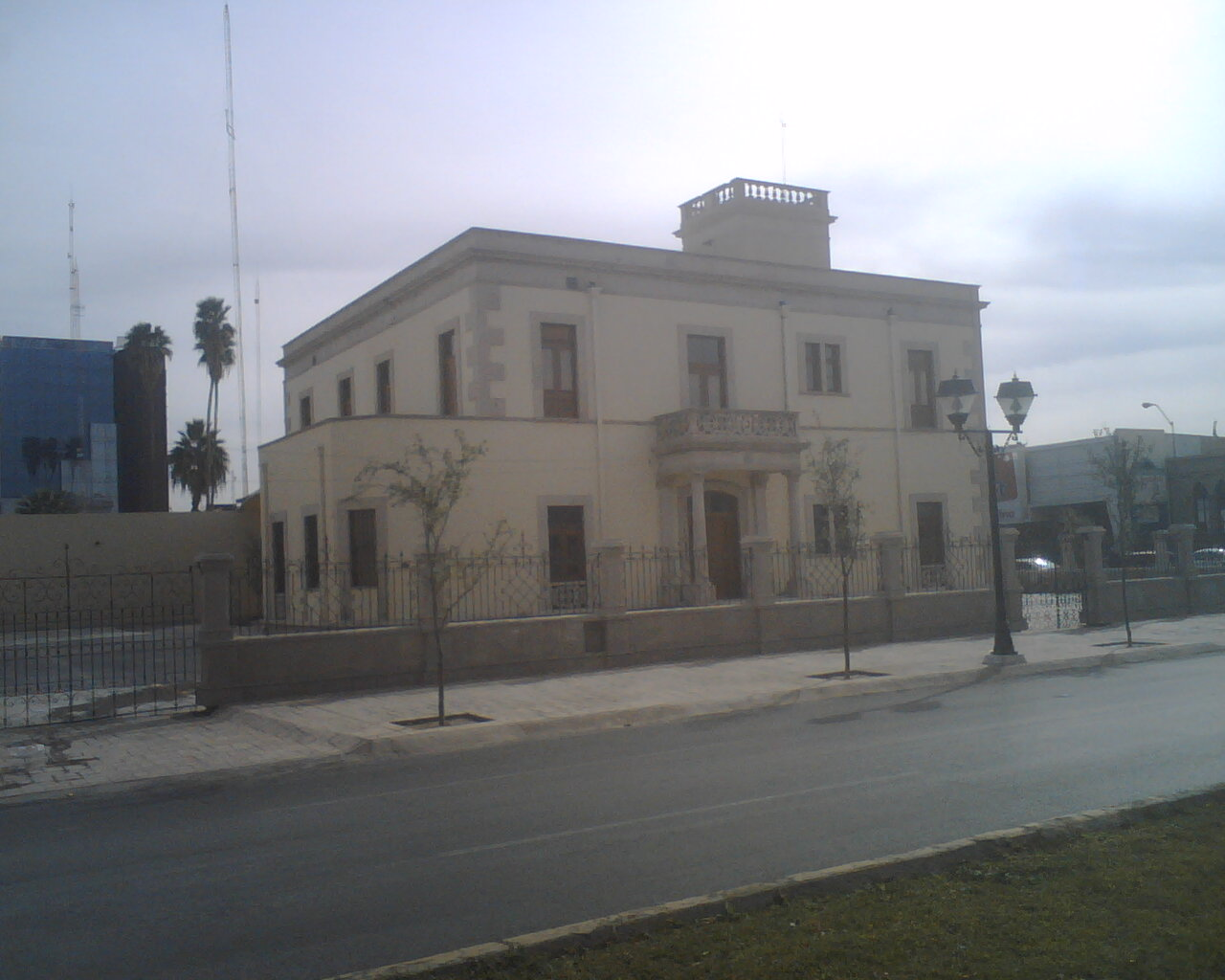
Casa Castillon ubicada en la esquina norte de Calzada Colón y Av. Juárez

Propiedad del empresario regiomontano Juan Castillón, quien se mudó a la ciudad de Torreón a principios de siglo y quien posteriormente fungiera como jefe de la junta civil de gobierno de Torreón, previo a la llamada "Decena trágica de Torreón". También se dice que durante la matanza de la comunidad china, sirvió como refugio para muchos migrantes chinos que escaparon de las atrocidades cometidas por el ejército revolucionario liderado por Benjamín Argumedo. En la actualidad funge como centro cultural así como sede de las oficinas de Instituto Municipal de Cultura y Educación de Torreón (IMCE).

### Teleférico
El teleférico de Torreón es el atractivo turístico más joven de la ciudad su construcción inicio en 12 de agosto de 2016 y culminó en diciembre de 2017 el teleférico inicia en la avenida treviño en el mencionado centro histórico de la ciudad y lleva al cerro de las noas donde se encuentra el Cristo de las noas el cual es el tercer más grande en el mundo el teleférico ofrece una gran vista de la ciudad de Torreón.

## Hospedaje

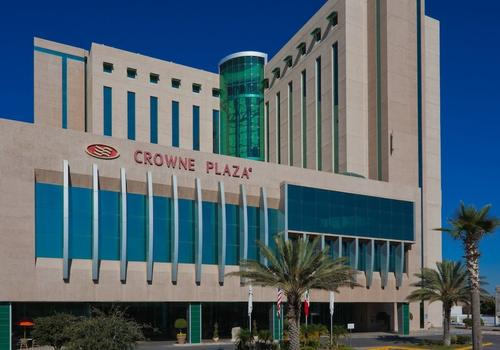
Hotel Crowne Plaza

En lo que a Torreón corresponde, se tiene infraestructura para el turismo nacional, internacional, y local. Se cuenta con gran variedad de hoteles, moteles, suites y apartamentos repartidos por todo la zona urbana.
Según cifras de la Secretaría de Turismo de Torreón, en el 2010 había un total de 75 hoteles en la ciudad, que sumaban en total 2,577 habitaciones.[cita requerida]
Algunos hoteles que se pueden encontrar en Torreón son:
- Hotel Crowne Plaza
- Hotel City Express
- Hotel Best Western
- Holiday Inn Express
- Real Inn
- Hotel Ibis
- Hotel Marriott
- Hotel Gamma
- Montebello
- Fiesta Inn
- Hampton Inn
- Sleep Inn
- Hotel Hi
- El Fresno
- Misión
- Wyndham

## Centros comerciales

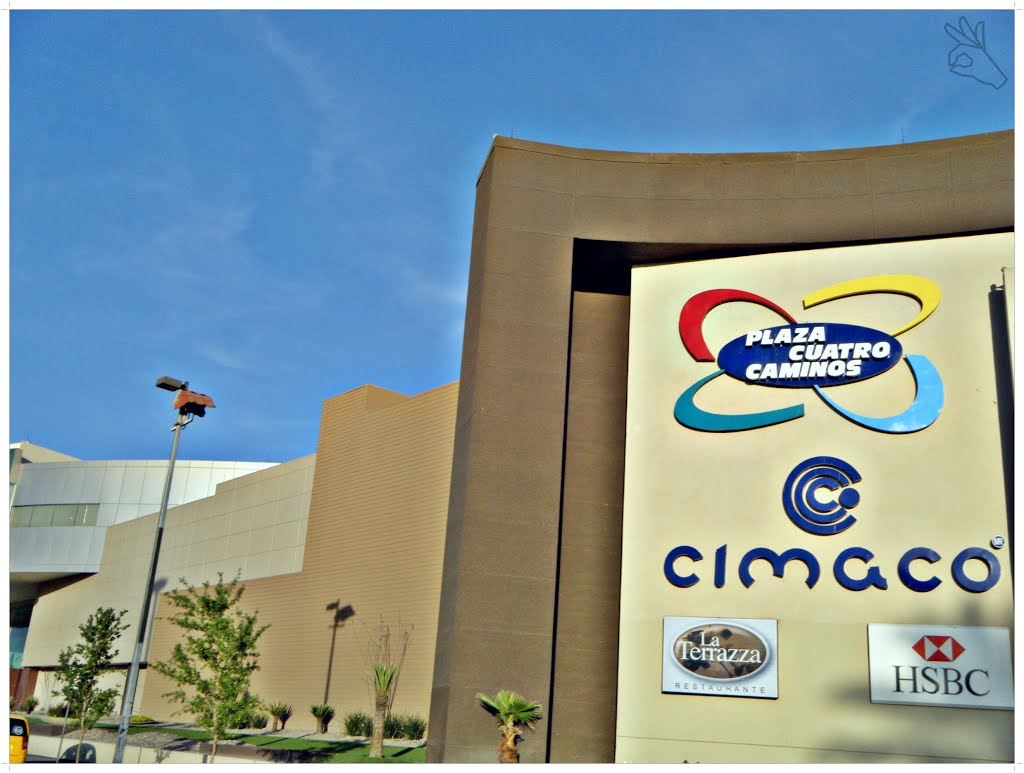
Centro Comercial Cuatro Caminos.

Torreón cuenta con diversos centros comerciales, entre los que destacan:
- Intermall
- Plaza Cuatro Caminos
- Galerías Laguna
- Almanara
- Plaza Pabellón Senderos
- Plaza Amberes
- Plaza 505
- Paseo Milex

## Educación

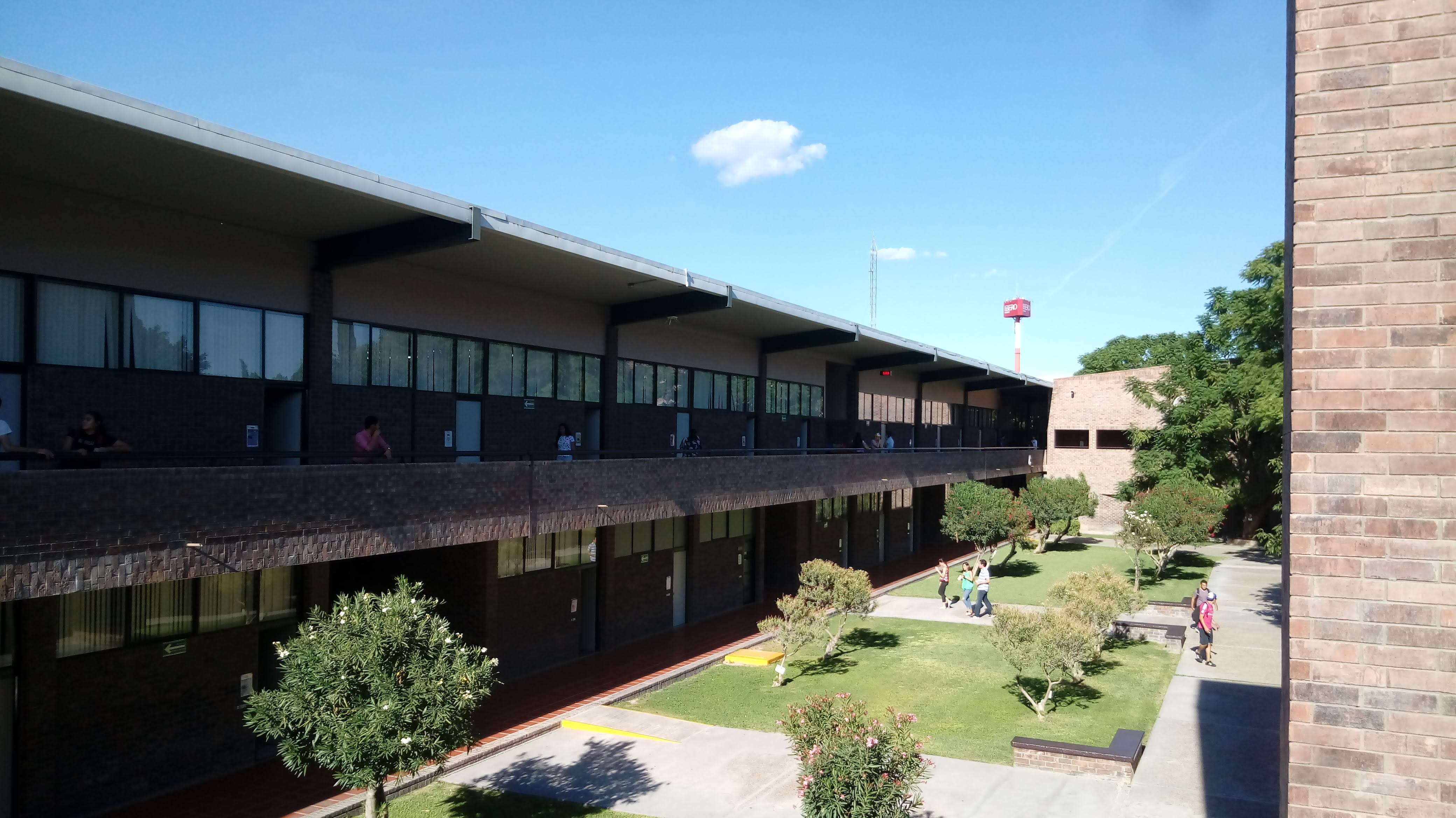
Universidad Iberoamericana Torreón

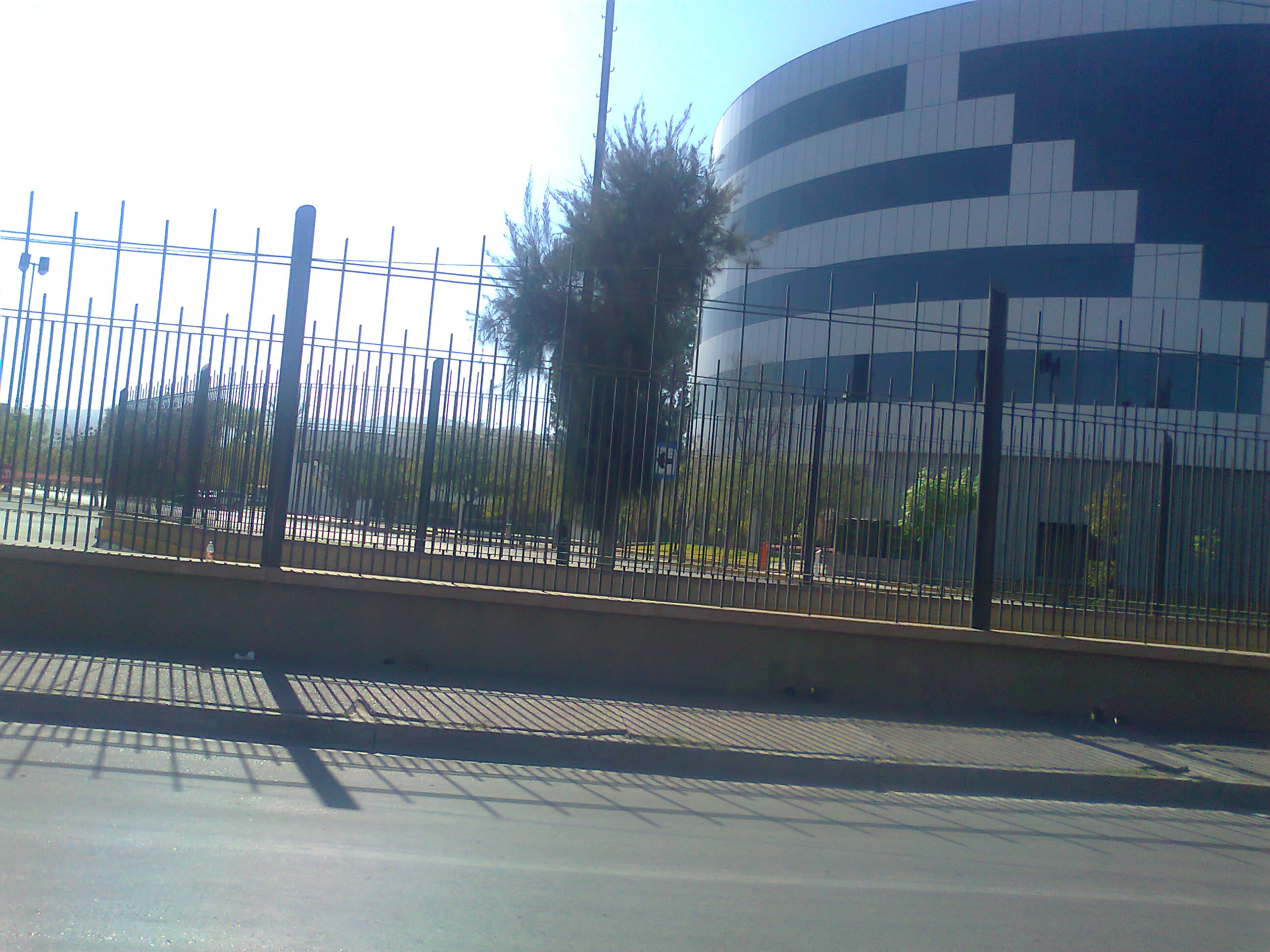
Tecnológico de Monterrey Campus Laguna

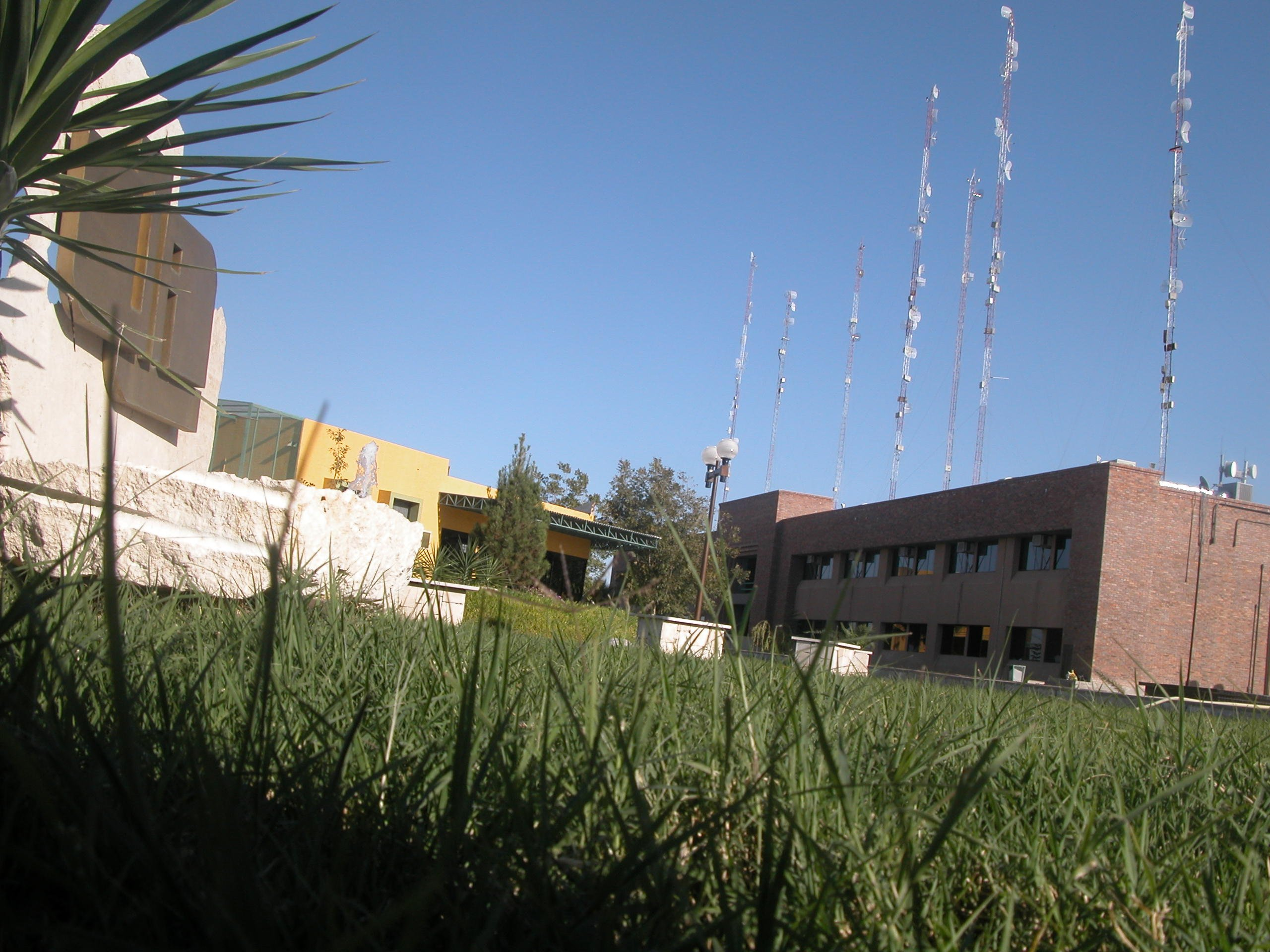
Universidad Autónoma de la Laguna

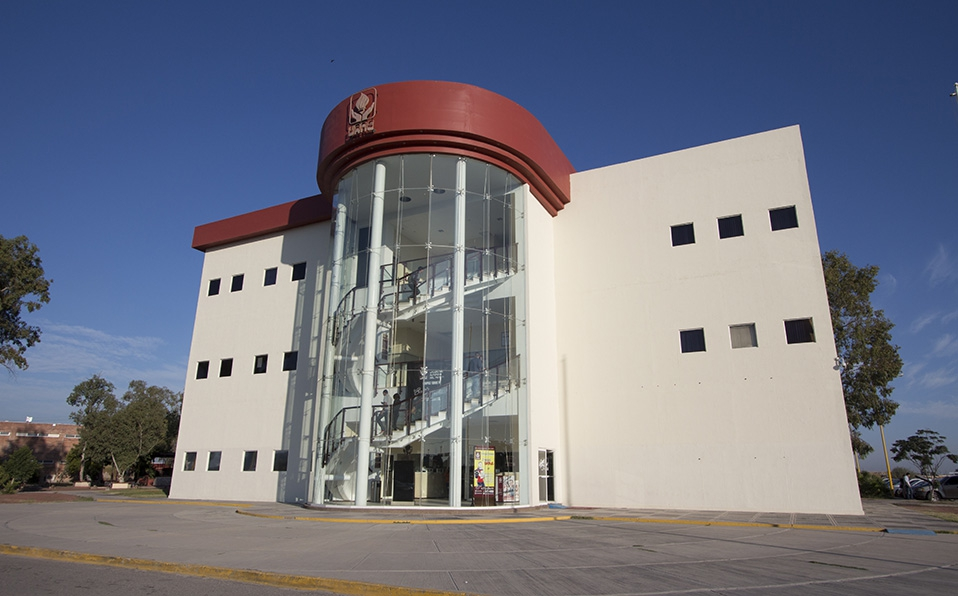
Universidad Autónoma del Noreste

### Universidades
La educación superior en sus tipos universitaria, tecnológica y normal, cuenta con más de 10 instituciones públicas y 15 privadas, entre las que destacan:

#### Privadas
- Instituto Tecnológico y de Estudios Superiores de Monterrey Campus Laguna (ITESM)
- Universidad Iberoamericana Torreón (Ibero)
- Universidad Tec Milenio Campus Laguna
- Universidad del Valle de México (UVM)
- Universidad Autónoma de La Laguna (UAL)
- Universidad Autónoma del Noreste (UANE)
- Universidad Autónoma de Durango (UAD)
- Universidad Vizcaya de las Americas (UVA)
- Instituto de Educación Media y Superior Ma. Esther Zuno de Echeverría (MEZE)
- Instituto de Estudios Superiores en Moda y Diseño (IESMODI)
- Academia de Arte y Diseño (AADAC)
- Instituto María Cristina (IMC).
- Universidad De Medicina Oral de Coahuila (UNIMOC)
- Universidad Empresarial de la Laguna (UEL)

#### Públicas
- Instituto Tecnológico de La Laguna (ITL)
- Universidad Autónoma de Coahuila (UAdeC)
- Universidad Autónoma Agraria Antonio Narro (UAAAN)
- Universidad Tecnológica de Torreón (UTT)
- Instituto Tecnológico de Torreón (ITT)
- Escuela Normal Superior de Torreón

## Seguridad pública
La ciudad de Torreón esta considera como una de las ciudades mas seguras, tanto por turistas como por sus propios residentes, pues esta en el top 20 de las ciudades mas seguras a nivel nacional.
El tema de la seguridad pública y de protección cívil es atendido por el ayuntamiento de la ciudad. Para mantener la integridad y seguridad de la ciudad, esta el cuartel militar que aloja al 33° Batallón de infantería que esta ubicado al oriente de la ciudad en donde esta la jefatura de la XI Región Militar del Ejército Mexicano, dentro del Aeropuerto Internacional Francisco Sarabia se ubica la estación aérea militar no. 3 perteneciente a la Fuerza Aérea Mexicana. Un cuartel de la Guardia Nacional y un cuartel del mando especial de la laguna muy cerca del lecho seco del Río Nazas y también se ubican diversas instalaciones de policía y unidades especiales, la principal estación de policía esta instalada en la Dirección de Seguridad Publica del municipio.

## Servicios de salud
El tema de salud es atendido por la Secretaría de Salud del gobierno estatal, el Instituto Mexicano del Seguro Social (IMSS), el Instituto de Seguridad y Servicios Sociales de los Trabajadores del Estado (ISSSTE), la Cruz Roja Mexicana, además de un gran número de clínicas y hospitales particulares.
El bienestar social es atendido en sus diferentes vertientes por el Sistema para el Desarrollo Integral de la Familia (DIF), a través del Comité Municipal y algunos otros organismos asistenciales públicos y privados.
Estos son algunos de los hospitales más importantes de la ciudad:
- Hospital General de Zona No. 16 del IMSS
- Hospital General de Zona No. 18 del IMSS
- Unidad Médica de Alta Especialidad No. 71 del IMSS
- Hospital Ángeles Torreón[38]
- Sanatorio Español[39]
- Hospital Universitario Dr. Joaquín Del Valle Sánchez (UAdeC)
- Hospital Infantil Universitario (UAdeC)
- Centro Médico de La Mujer
- Hospital General de Torreón
- Hospital Municipal de Torreón

## Parques, plazas y bosques

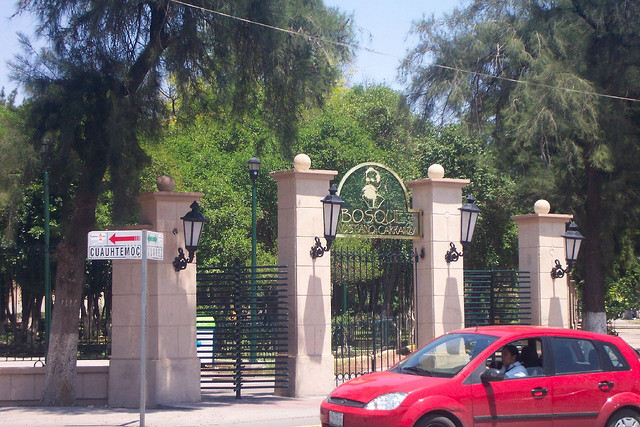
Bosque Venustiano Carranza.

### Bosque Venustiano Carranza
Principal pulmón de la ciudad, ubicado en la confluencia de las avenidas Juárez y Cuauhtémoc. El Bosque es el lugar donde se llevan a cabo una gran cantidad de eventos culturales, cívicos y deportivos. Cuenta con un auditorio, canchas para diversos deportes, piscina pública, amplios espacios verdes, clubes deportivos, juegos mecánicos y juegos gratuitos para niños.

### Puerto Noas
Ubicado en el cerro de las Noas, es uno de los centros turísticos y de recreación más importantes dentro de la ciudad.
Se puede acceder por automóvil o por teleférico, cuenta con diversos juegos para niños, 3 restaurantes, un observatorio y una exposición de dinosaurios, además de ser sede de diversos eventos culturales en la región.

### Bosque Urbano Francisco J. Madero
En donde anteriormente se encontraba el parque nacional Las Etnias, se construyó el nuevo Bosque Urbano.

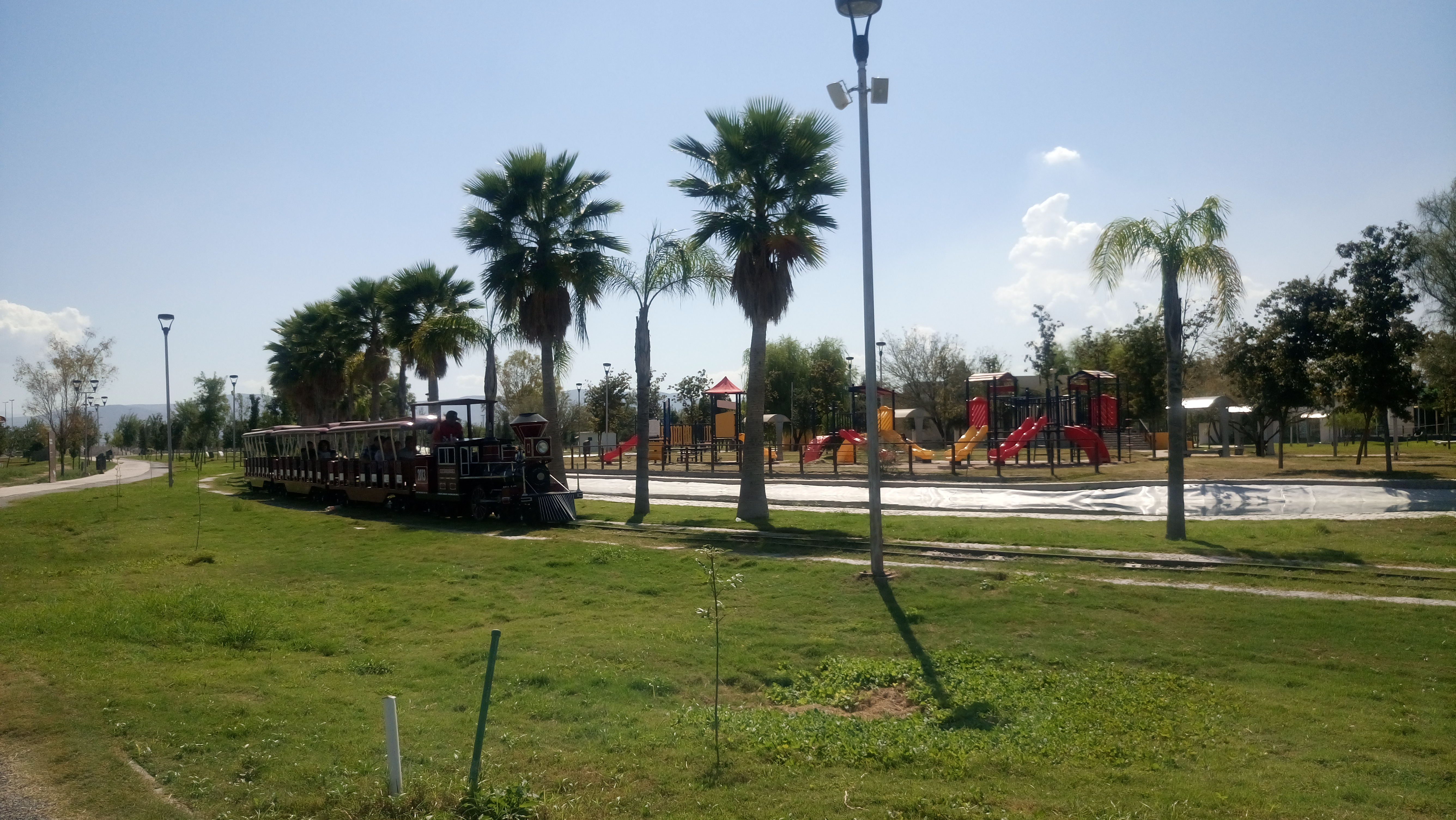
Bosque Urbano, Torreón Coahuila

Se modernizaron las estructuras existentes, así como también se le anexó la ampliación del Lago central, área de juegos mecánicos, planetario, zonas de comida, teatro al aire libre, trenecito, lanchas, tirolesa (actualmente fuera de servicio), andadores.

### Línea Verde
Al oriente de la ciudad anteriormente existían terrenos donde se encontraban vías del tren que habían caído en el desuso y el olvido, con el paso del tiempo se convirtió en un mega basurero, dando mala apariencia de ese sector de la ciudad, pero eso cambió a partir del 2015 con el gran proyecto ecológico y cultural Línea Verde.
Se trata de un parque lineal que en su totalidad tendrá una longitud de 5 km, incluirá una ciclovía y trotapista, complementada con la construcción de áreas y equipamiento para el deporte, esparcimiento y la convivencia social; las instalaciones permiten desarrollar actividades recreativas, contara con una explanada para actividades culturales, y hará posible el cambio del entorno físico a favor de más de 18 mil personas.

### Metroparque Nazas
Fue anunciado como un “megaproyecto” para convertir el lecho seco del río Nazas en una zona turística y deportiva, que una vez finalizado contaría con espacios recreativos, atractivos turísticos, canchas deportivas, zonas comerciales, lagos artificiales, y complejos culturales, como un teatro al aire libre. Sin embargo, solo se inauguró la primera etapa.

### Parque Fundadores
Es un parque ecológico dedicado a todas las personas que participaron en la fundación, crecimiento y desarrollo de la Ciudad de Torreón, Coahuila. Fue inaugurado el 30 de junio de 1999 y está situado en una de las entradas más importantes de Torreón.
A su entrada las banderas izadas de España, Estados Unidos, Inglaterra, Países Bajos, Francia, Alemania, Líbano, China, Palestina y México. Tiene una cancha techada, dos canchas multiusos, una pista para correr, río y lago artificial en el cual se tienen en cuidado algunas especies de peces. También cuenta con un teatro al aire libre con una capacidad aproximada de 1,000 espectadores. Continuamente se presentan espectáculos culturales propios de la región.

### Alameda Ignacio Zaragoza

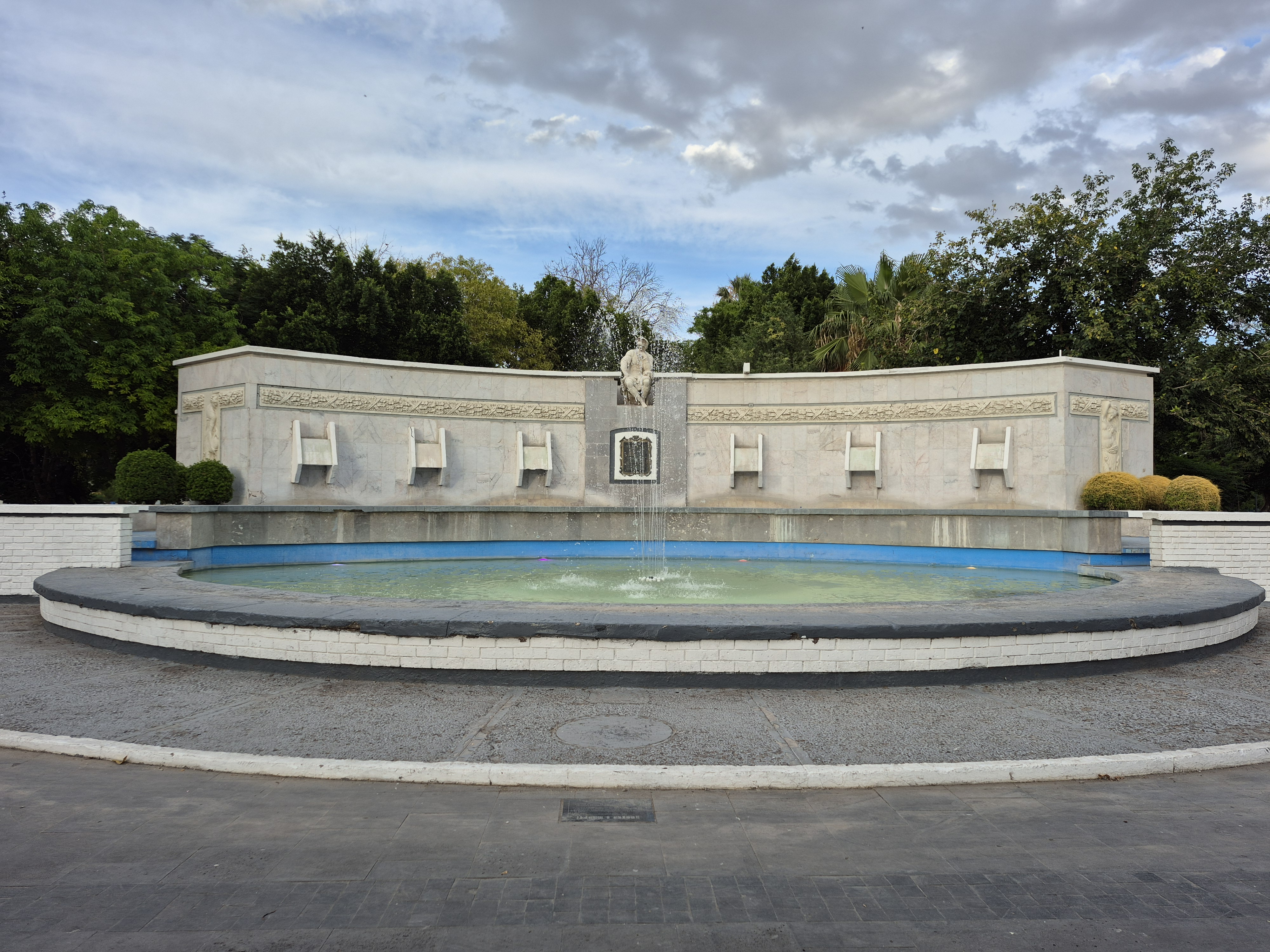
Fuente del Pensador en la Alameda

Es uno de los principales centros de reunión de los torreonenses. En esta plaza se encuentran juegos mecánicos que operan de forma permanente todo el año, dentro de esta plaza se encuentra una Fuente llamada ''La fuente del Pensador'', una de las estructuras mas iconicas de la ciudad.
En la zona central de la plaza está localizado un Kiosco, donde venden las muy famosas Aguas de Raíz, paletas de nieve y frituras. El Lago con forma de Coahuila y el monumento a Ignacio Zaragoza se encuentran en el extremo sureste. Están establecidos algunos locales de venta de artesanías y productos de uso cotidiano. En la Parte lateral, está localizada la Biblioteca Municipal.

### Plaza Mayor Torreón
En el inicio de los festejos del 202 aniversario de la Independencia Nacional, el gobernador Rubén Moreira Valdez, junto con el General Roberto de la Vega, Comandante de la XI Región Militar, y el Alcalde Eduardo Olmos Castro, izó por primera vez la Bandera Nacional en el asta monumental de la Plaza Mayor. De esta manera, el Mandatario entregó a las familias de Torreón esta gran obra, construida en tres hectáreas de terreno, frente al moderno edificio de la Presidencia Municipal, y esta sobre un estacionamiento subterráneo de dos hectáreas.

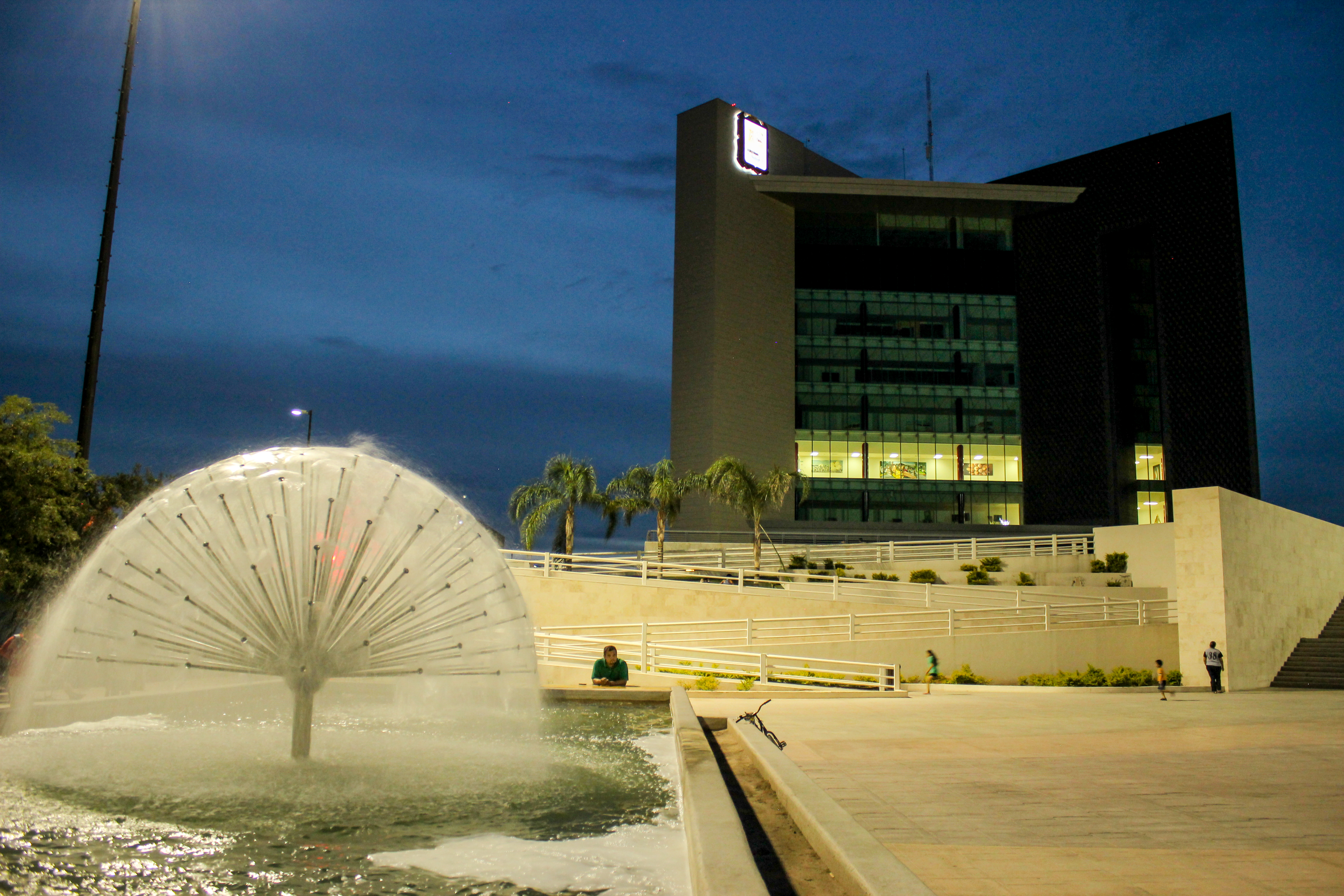
Plaza Mayor y Presidencia Municipal

La Plaza Mayor Se trata de una plaza de aproximadamente 28 mil metros cuadrados, que integrará la Presidencia Municipal más moderna de Coahuila con un edificio esquemático de 12 mil metros cuadrados y cuenta con todas las direcciones locales a excepción de Seguridad Pública, a fin de facilitar los trámites y concentrar en un solo lugar los servicios del Ayuntamiento. El edificio cuenta con nueve niveles, cuatro elevadores, helipuerto y salas de juntas y prensa. De igual forma, cuenta con un estacionamiento de dos niveles que tiene una capacidad para 720 cajones, al que se destinaron 20 millones de pesos para su realización. Además dispone de baños públicos y la explanada cuenta con dos fuentes modernas de movimiento que están aluzadas.
Bandera monumental
En el centro de la Plaza Mayor se ubica una bandera monumental de 30 metros de longitud en un asta de 63 metros de alto siendo esta la mayor atracción de dicha plaza.
Pino navideño
Como cada noviembre, después del desfile de la Revolución mexicana, se instala un pino navideño posteriormente su encendido en la plaza mayor tambien una pista de patinaje y su desfile navideño.

## Cultura

### Teatros

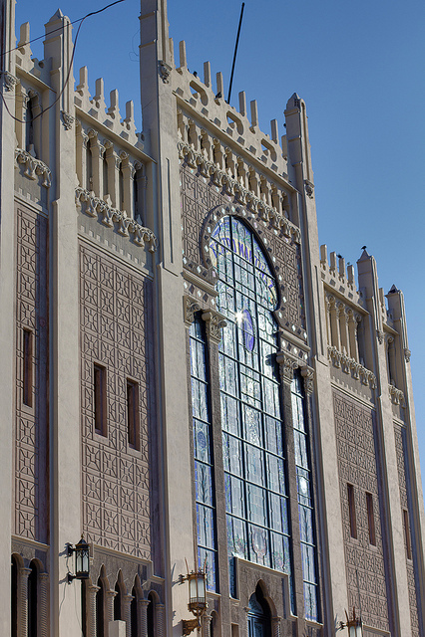
Fachada del Teatro Isauro Martínez.

#### Teatro Isauro Martínez
El Teatro Isauro Martínez es un teatro ubicado en la ciudad mexicana de Torreón, Coahuila, considerado el segundo más bello del país, luego del Teatro Juárez de la ciudad de Guanajuato[cita requerida]. Su arquitectura es una mezcla de estilos neogótico, bizantino y morisco. Fue inaugurado en 1930 por el empresario de espectáculos Isauro Martínez.
Don Isauro Martínez inició la construcción del teatro que lleva su nombre el 1 de febrero de 1928 y la inauguración fue el 7 de marzo de 1930. La supervisión de la obra estuvo a cargo del propio Martínez y la decoración por parte del pintor español Salvador Tarazona, autor del hermoso plafón que engalana el techo de la sala. A lo largo de su historia el teatro pasó por etapas difíciles, estando a punto de desaparecer hasta que en 1982 un patronato se hizo cargo de su rescate. La restauración de la decoración y pinturas estuvo a cargo del pintor lagunero José Méndez.

#### Teatro Nazas
El Teatro Nazas es uno de los atractivos culturales de Torreón en el estado de Coahuila. Considerado uno de los teatros más modernos de todo México, captura el transcurso de la historia de la Comarca Lagunera porque ha permanecido en su lugar desde 1952. El proyecto de remodelación estuvo a cargo del sector privado representado en su actual Patronato, y a cargo del Gobierno del Estado de Coahuila, siendo entonces Enrique Martínez y Martínez gobernador. El Teatro Nazas abrió sus puertas el 2 de octubre de 2004 con la presentación del Ballet de Montecarlo, interpretando "La Cenicienta" (Cendrillon).

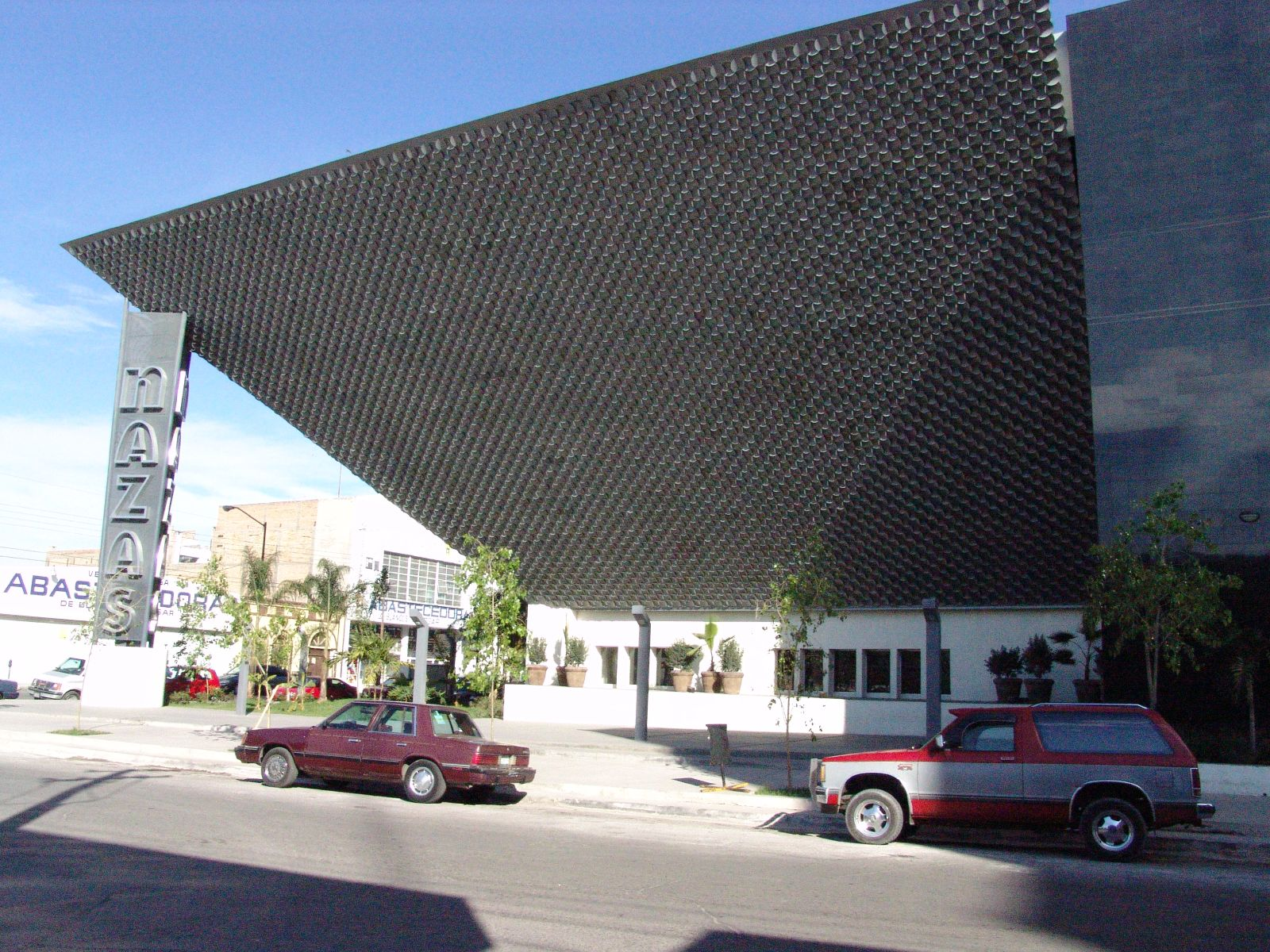
El Teatro Nazas.

El Teatro Nazas comenzó como un popular cine de la Comarca Lagunera el 29 de noviembre de 1952, con un cupo de 2,200 personas. Uno de sus rasgos más destacados era y sigue siendo el mural que se encuentra todavía en el foyer del teatro, Riqueza Algodonera del artista Octavio Ríos de 1952. Poco a poco fue perdiendo popularidad, y se mantuvo abandonado durante varios años, hasta que se decidió transformarlo en un teatro. La remodelación del edificio, costó aproximadamente 65 millones de pesos, con 5,017 m² de construcción.
Actualmente, el teatro tiene una fachada de recubrimiento de zinc que garantiza una vida útil de aproximadamente 40 años. Tiene un aforo de 1,445 butacas con capacidad para reducir la sala a la mitad para eventos que así lo ameriten. También cuenta con espacios diseñados para público en silla de ruedas y cómodas rampas de acceso. El Teatro Nazas posee la más moderna tecnología en iluminación y acústica, equiparable a la de los mejores teatros en el mundo. La mecánica teatral está compuesta de varas contrapesadas, lo que facilita y agiliza la caída y movimiento de telones y escenografías. Cuenta con un telón de cerrado estilo italiano, francés y de guillotina. Las taquillas operan bajo el sistema Ticketmaster para mayor control y comodidad del público. El foyer del Teatro Nazas es el lugar ideal para exposiciones, presentaciones de libros y brindis. Además, este recinto es sede de la orquesta del estado, la Camerata de Coahuila.

#### Teatro Alfonso Garibay
Fue diseñado por el arquitecto Jerónimo Gómez Robleda e inaugurado el 7 de noviembre de 1957. Posteriormente fue restaurado y reinaugurado el 14 de septiembre de 1993. Realiza obras de teatro, música, danza, variedades, espectáculos infantiles, festivales, asambleas y conferencias. La primera representación fue La venda en los ojos, bajo la dirección de don Luis Díaz Flores con escenografía de Roque Méndez y las actrices Lola de Méndez Pérez y Elvira P. de Nahoul.

#### Teatro Salvador Novo
Llevando el nombre del poeta, ensayista, dramaturgo e historiador mexicano, el Teatro Salvador Novo fue inaugurado el 12 de febrero de 2006 por el Centro de Iniciación Artística (Cinart) Pilar Rioja, siendo un espacio que proporciona a los creadores de danza, música y teatro la oportunidad de experimentar es dichas artes. Está ubicado al sur de la ciudad en la colonia popular Antigua Aceitera, este espacio es utilizado principalmente para prevención de la violencia y la delincuencia por medio de la expresión artística de la comunidad de dicho sector.

#### Centro Cultural "Casa Mudéjar"
Uno de los edificios más antiguos y emblemáticos de la ciudad de Torreón. Construido por el médico jalisciense Alberto Álvarez García en 1907 como casa habitación y consultorio. Después de su muerte, paso por varios dueños hasta que en 1997 es donada al municipio de Torreón, pero aún permanecería 20 años abandonada hasta su rescate que inició en 2017.  
El 14 de octubre de 2019, concluidos los trabajos de restauración, abre sus puertas como el "Centro Cultural Casa Mudéjar", donde estuvieren presentes autoridades municipales encabezadas por el presidente municipal de Torreón, Jorge Zermeño Infante, el representante de la comunidad musulmana de Torreón, Eduardo Murra Marcos y el embajador de Palestina en México, Mohamed Saadat, entre otras personalidades. El Centro Cultural "Casa Mudéjar" tiene como propósito rendir homenaje a todas las etnias que dieron origen e identidad a la ciudad de Torreón, así también, servirá como casa de la cultura donde se montarán exposiciones temporales, se impartirán platicas, cursos, diversos talleres, así como visitas guiadas.

### Museos

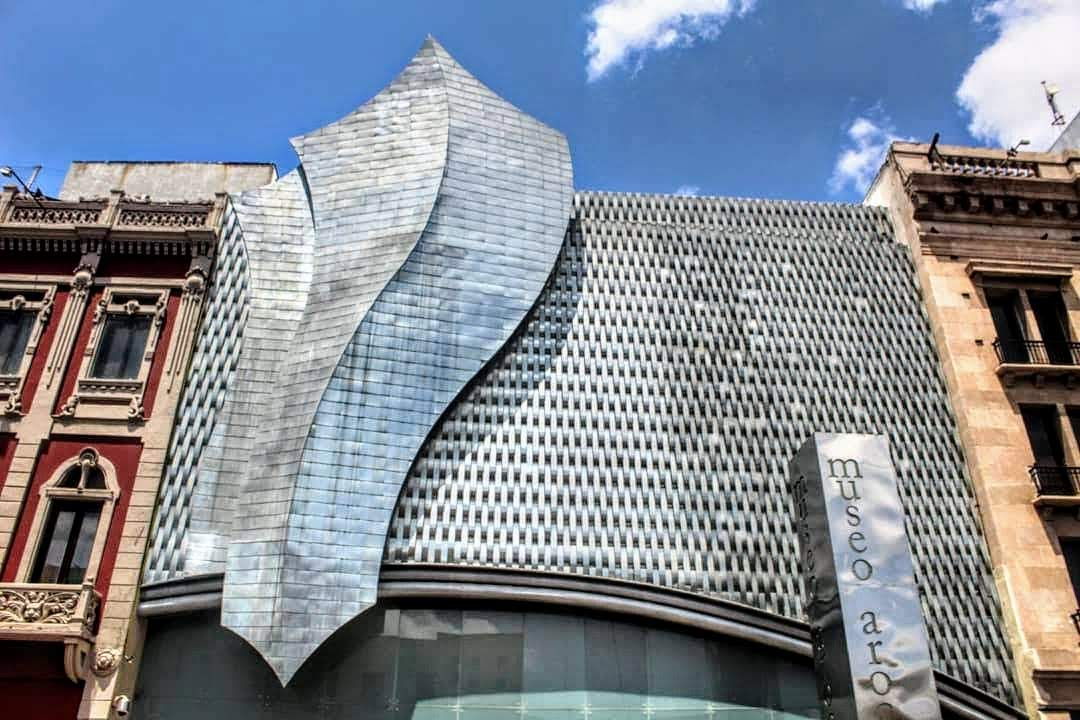
Fachada del Museo Arocena

En el año de 2006 se inauguró el Museo Arocena, exquisito lugar en el que se ubican obras de arte de tiempos prehispánicos hasta nuestros días, pasando por períodos de la conquista, la colonia, la independencia y arte vanguardista, además de presentar exposiciones y conferencias así como muestras de cine y ferias de libro.
Está también el Museo Regional de La Laguna, ubicado en el interior del Bosque Venustiano Carranza considerado el Pulmón de la Ciudad de Torreón.
Destaca el antiguo Museo dedicado a Francisco Villa, ubicado en un pequeño edificio que se usó para derivar las aguas del río Nazas, para riego de sembradíos de los agricultores de La Laguna de Coahuila y está localizado en la entrada a la ciudad, viniendo de la ciudad de Gómez Palacio.
También, la ciudad cuenta con el Museo de la Revolución (2007), ubicado en una hermosa construcción de principios del siglo XX que ha tenido diversos usos, el más importante, en esta casa estuvo el Consulado Chino, ya que a fines del siglo XIX y principios del XX, la ciudad contaba con numerosos consulados, recordemos que la ciudad era y actualmente sigue siendo, un crisol de nacionalidades y regionalismos, siendo las principales, la Alemana cuyos miembros fundaron e hicieron el trazo original de la ciudad y trajeron el ferrocarril a La Laguna, los Españoles que se dedicaron a la agricultura, los árabes dedicados al comercio, los chinos a la construcción del ferrocarril, el comercio y la producción de hortalizas, etc. y los innumerables migrantes que llegaron de todos los estados del país, principalmente de Durango y Zacatecas, para disfrutar la bonanza del algodón y el inicio de una era económica sin paralelo en la historia del país.

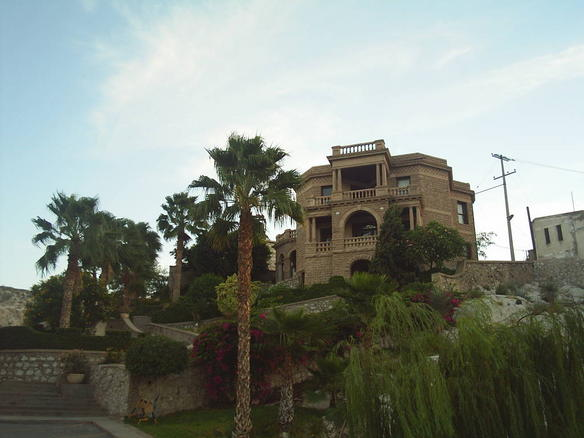
Casa del Cerro

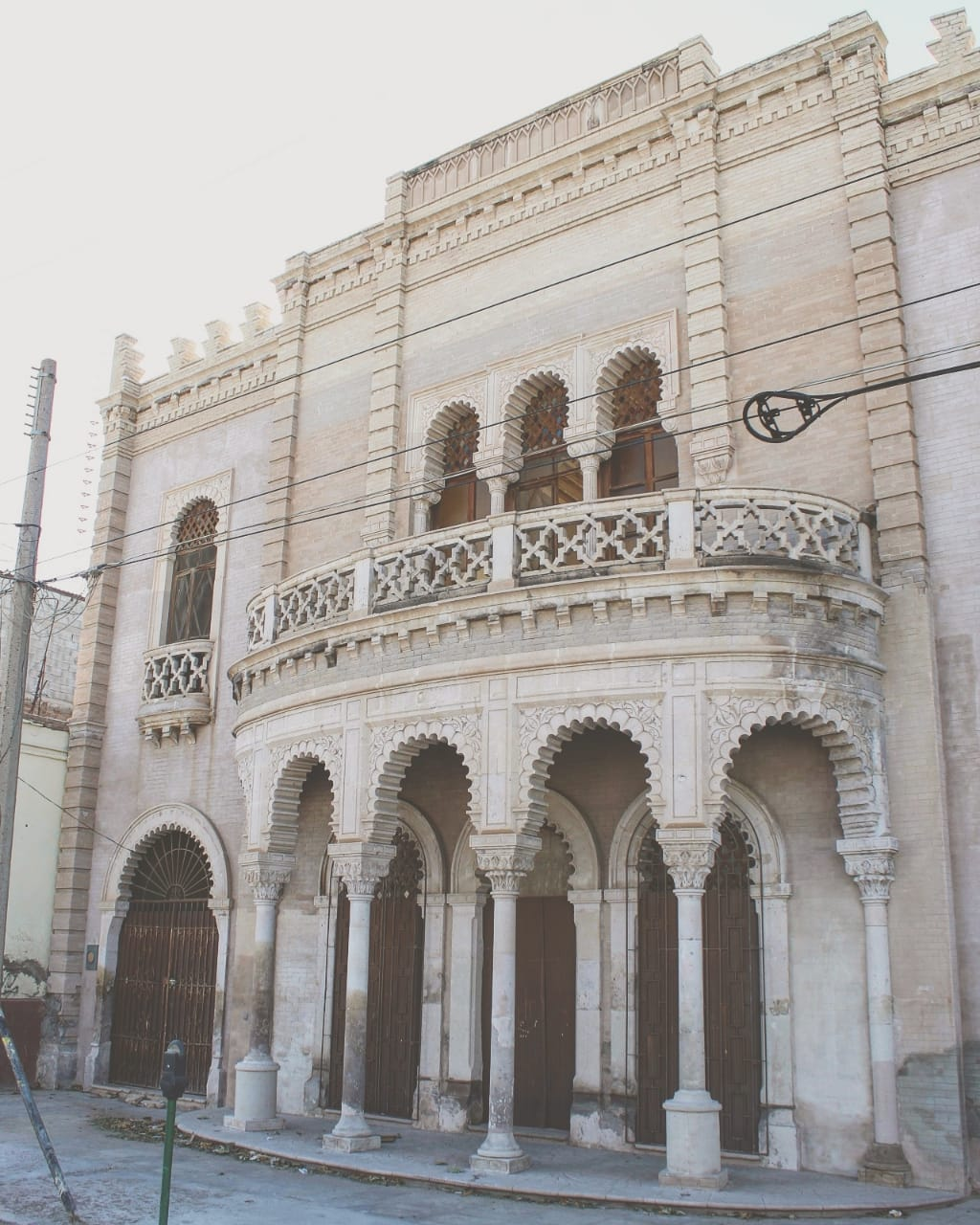
Casa Mudéjar

Algunos de los principales museos son los siguientes:
- Museo Arocena
- Museo Regional de La Laguna
- Museo de la Moneda
- Casa del Cerro (Museo Histórico de la Ciudad)
- Museo de la Revolución
- Museo de los Metales (ubicado en Met-Mex Peñoles)
- Museo del Algodón
- Museo del Ferrocarril
- Museo de Paleontología
- Galería del deporte Lagunero
- Sala de Trofeos Club Santos Laguna

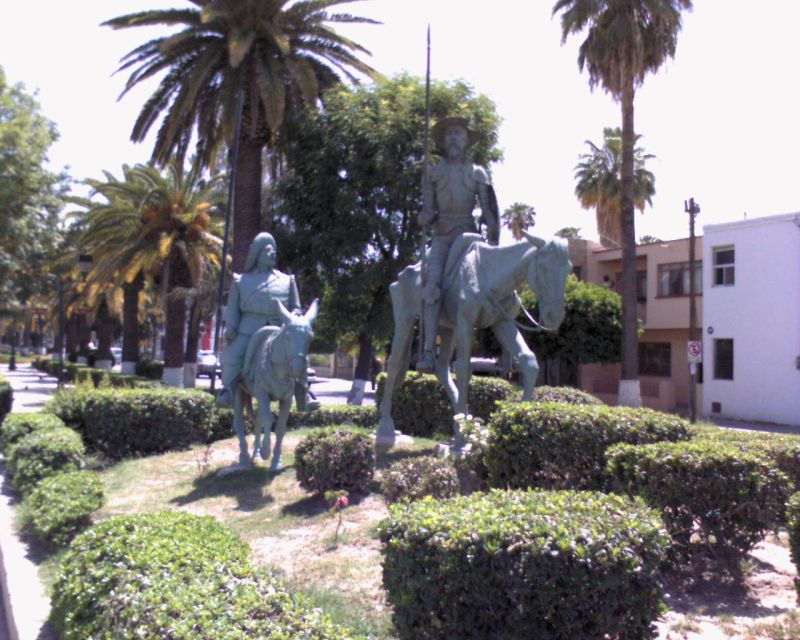
Estatua de Don Quijote.

- Canal de La Perla

### Monumentos y edificios históricos
- Teatro Isauro Martínez
- Casa Mudéjar
- Casino de la Laguna
- Casa del Cerro
- Casa de Isauro Martínez
- Banco Chino (Edificio Russek)
- Banco de México
- Edificio Arocena
- Canal de la Perla
- Hotel Salvador
- Hotel Galicia
- Hotel Francia
- Hotel Elvira (Hotel Palacio Real)
- Edificio de Comermex
- Edificio Málaga
- Antiguo Edificio de Correos
- Palacio Federal
- Primaria Amado Nervo (IECAM)
- Edificio Giacomán
- Antigua Presidencia Municipal
- Casa Castillón
- Casa AldapeIglesia del Perpetuo Socorro
- Casa Vila

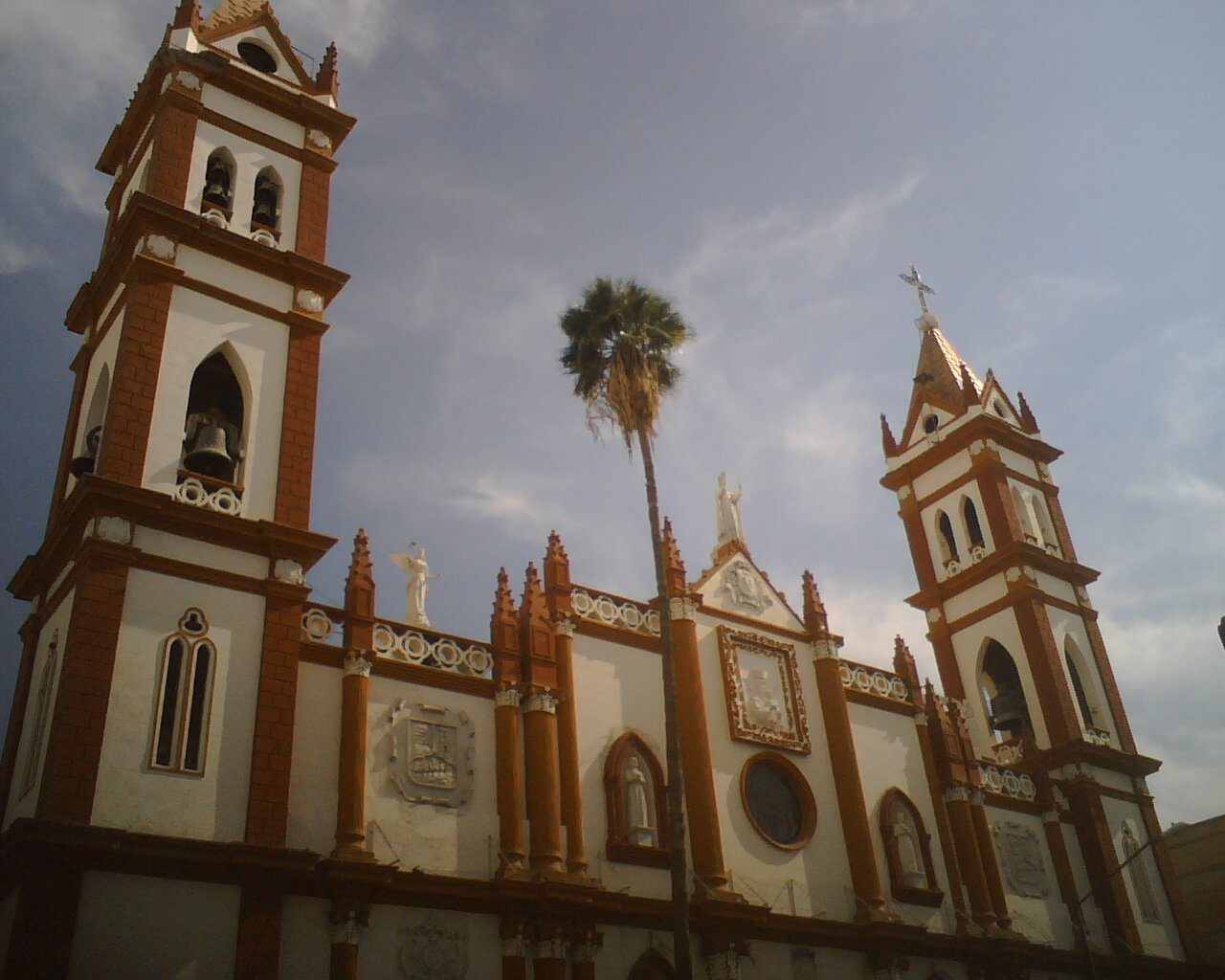
Iglesia del Perpetuo Socorro

- Hotel Rio NazasAntigua escuela primaria "Amado Nervo"

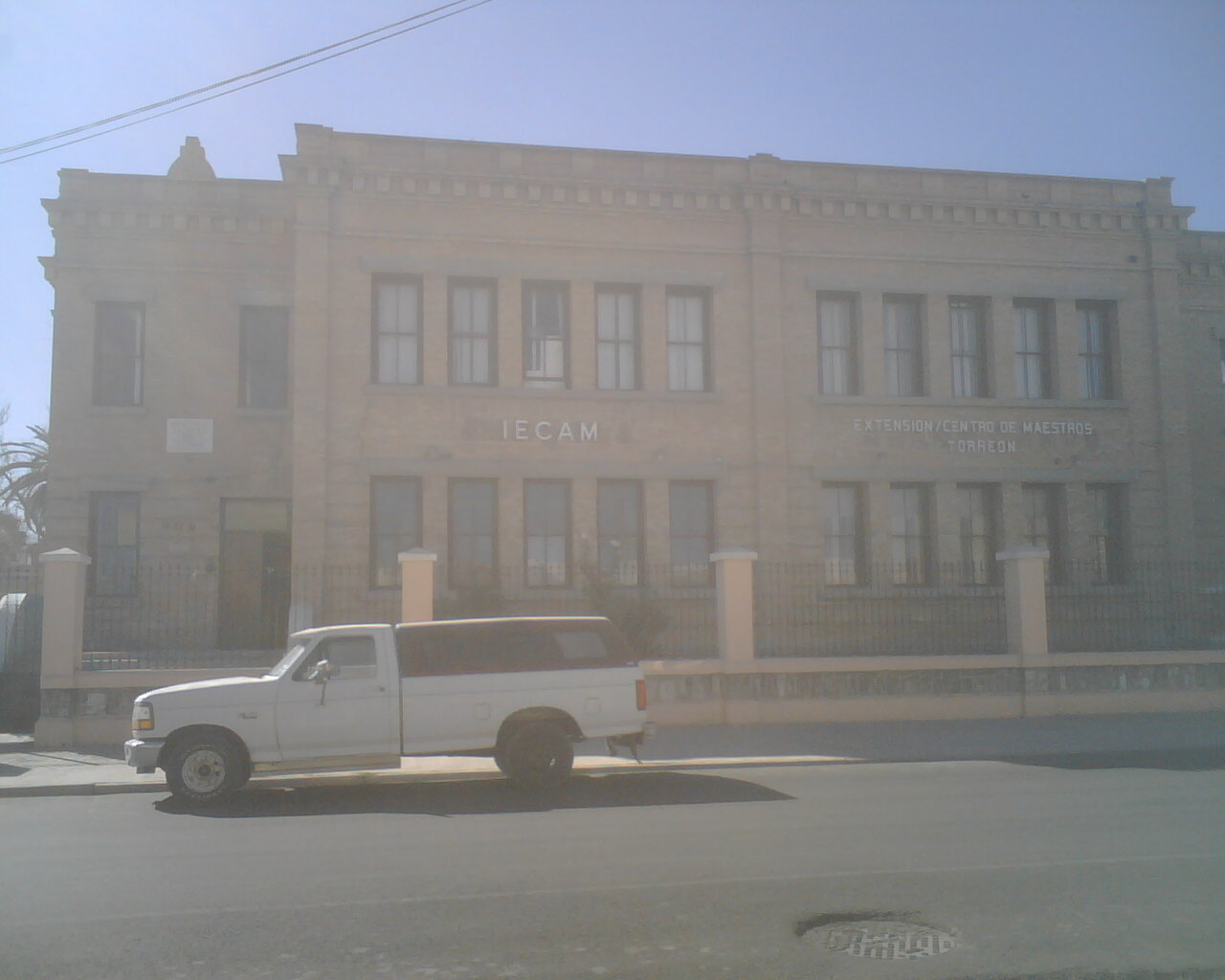
Antigua escuela primaria "Amado Nervo"

- Antiguas oficinas de Peñoles (Museo de los metales)
- Casa Zarzar
- Casa Rincón García
- Casa del Dr. y General José María Rodríguez
- Casa Esparza
- Palacio Chino
- Casa de Filemón Garza
- Edificio Marcus
- Edificio Hidalgo
- Edificio Vallina
- Edificio Algodonero
- Edificio Monterrey
- Chalet Wong
- Casa de Isauro Martínez
- Antigua Preparatoria Venustiano Carranza
- Estadio Revolución

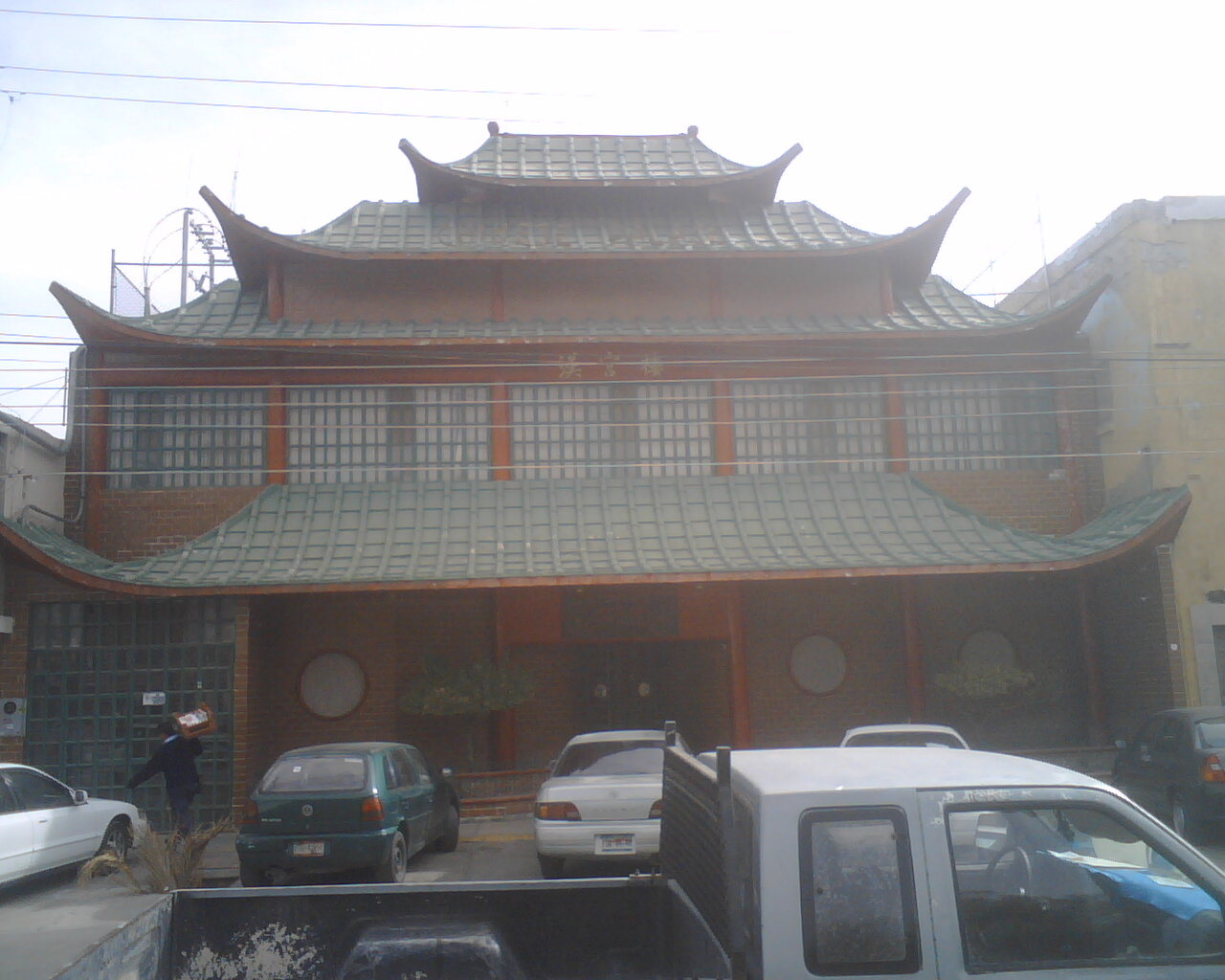
"Palacio Chino"

- Escuela Primaria "Benito Juárez"
- Escuela primaria "Centenario"
- Edificio Urdapilleta
- Presa "El Carrizal" (Casa Colorada)
- Casco de la Hacienda "El Torreón" (Museo del Algodón)
- Edificio Eléctrico (Antes de LyFC)
- Antigua Presidencia Municipal
- Hotel Calvete
- Antiguas Oficinas de Peñoles (Museo de Los Metales)

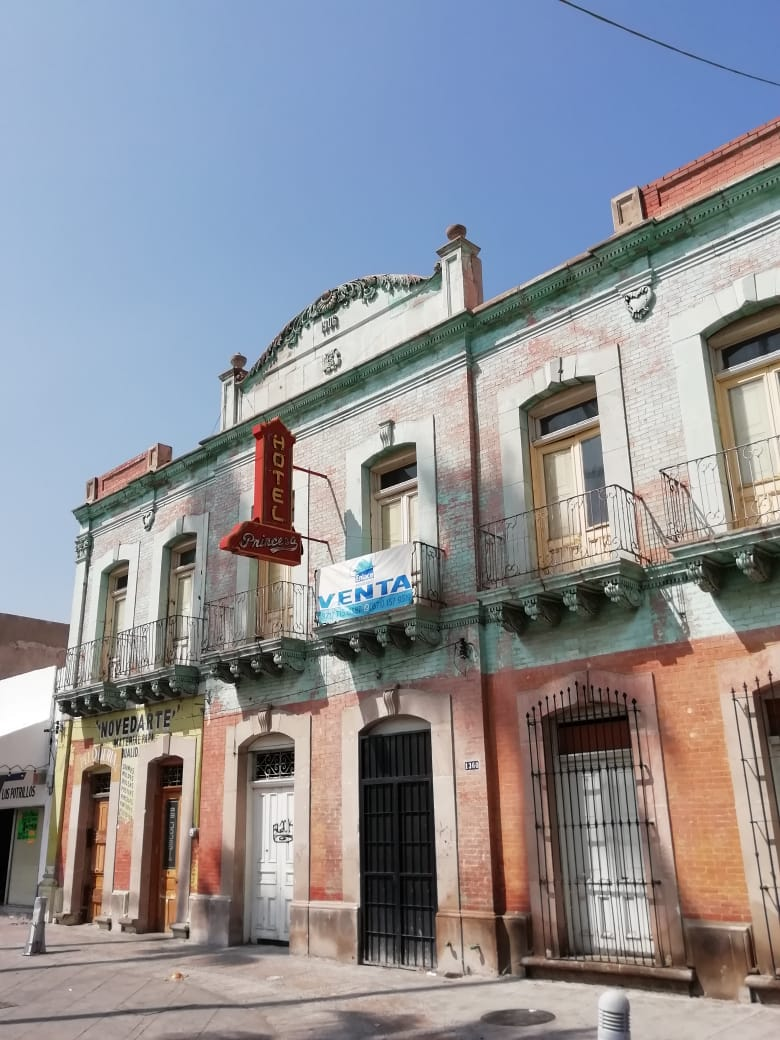
Hotel Princesa

- Ferretería "La Suiza"
- Edificio "Ciudad de París"
- Mercado Juárez
- Puente Plateado
- Edificio Málaga
- Hotel Princesa Hotel Princesa

### Iglesias y templos
- Catedral de Nuestra Señora del Carmen
- Iglesia de Nuestra Señora de Guadalupe
- Iglesia del Perpetuo Socorro
- Parroquia de San Juan Bautista
- Parroquia de Los Ángeles
- Parroquia de Todos los Santos
- Parroquia del Sagrado Corazón de Jesús
- Iglesia del Inmaculado Corazón de María
- Iglesia de La Sagrada familia
- Parroquia de San Felipe de Jesús
- Iglesia de San José
- Parroquia de San Pedro Apóstol
- Parroquia Cristo Redentor del Hombre
- Parroquia Santa María Del Milagro de Cana
- Parroquia de Nuestra Señora de San Juan de Los Lagos
- Parroquia Niño Jesus de la Salud
- Parroquia San Agustín
- Parroquia Nuestra Señora de la Encarnación
- Mezquita Suraya
- Iglesia Metodista de San Pablo
- Primera Iglesia Presbiteriana

### Planetarios y observatorios
Planetarium Torreón
Se ubica dentro del área del Bosque Urbano de Torreón y es el más moderno planetario digital en México, con 12 metros de diámetro, 92 butacas y el sistema de proyección Digistar 5; demás el observatorio astronómico es uno de los más grandes abierto al público con un telescopio de 50 cm de diámetro totalmente robótico con sala de exposiciones temporales.

#### Observatorio Astronómico Puerto Noas
Está ubicado en el complejo en la cima del Cerro de las Noas, es uno de los 5 observatorios alrededor de La Laguna que pertenecen al Planetarium Torreón.

### Bibliotecas
- Biblioteca Pública Regional José García de Letona[42][43]
- Centro Cultural José R. Mijares[42][44]
- Centro Cultural Pablo C. Moreno[42]
- Biblioteca Pública Municipal Efraín González Luna

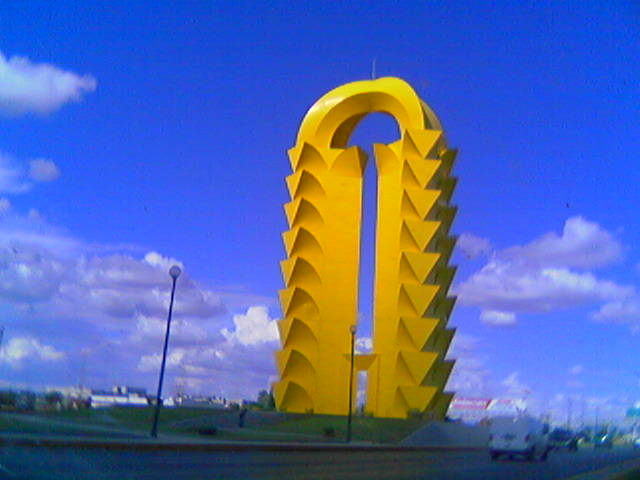
Puerta de Torreón.

- Biblioteca Pública Municipal Lic. Benito Juárez García
- Biblioteca Pública Municipal Manuel José Othón
- Biblioteca Pública Municipal Manuel Acuña Narro
- Biblioteca Pública Municipal Magdalena Mondragón Aguirre
- Biblioteca Pública Municipal Centenario
- Biblioteca Pública Municipal Arturo Orona Flores
- Biblioteca Pública Municipal Beatriz González de Montemayor.

### Puerta de Torreón
La Puerta de Torreón está conformada por una espiga de trigo que representa la agricultura, su color amarillo representa el desierto en que se encuentra la ciudad, además la espiga tiene 38 granos que representan a cada uno de los municipios del Estado de Coahuila.                       

### Música
Algunas de las agrupaciones torreonenses conocidas a nivel nacional e internacional son:
- Tropicalisimo Apache
- Chicos De Barrio
- Los Capi
- El Orkeston Loko
- Sonora Everest
- La Mera Vena
- Banda Wane Wane
- Banda La Mentira
- Super Bandón Pobreza
- Mi Barrio Colombiano
- Los Primeritos De Colombia
- Tropicalisimo Lobo
- Los Dos Carnales
- Cadereira
- LA Real Sonora

## Gastronomía
Carne asada
La muy famosa carne asada, no hay ocasión especial para hacerla, puede ser un cumpleaños, un aniversario, un viernes en la noche o un domingo a mediodía.
Se acompaña de salsa casera, aguacate, salchichas para asar, cebollas, papas, frijoles charros, quesadillas y de bebida se toma una cerveza fría. 
Discada

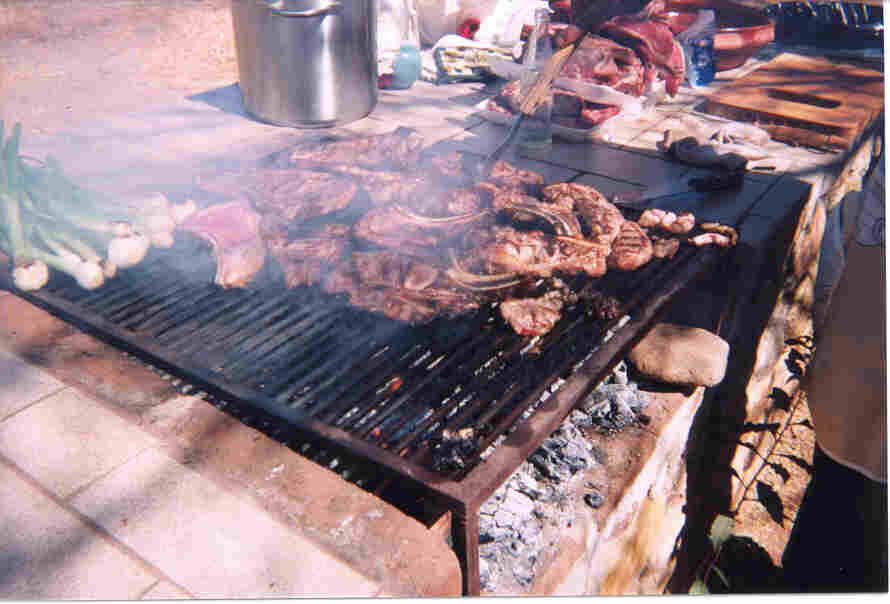
Carne asada, platillo típico del norte

Al igual que la carne asada, la Discada se puede hacer en diversas ocasiones, es un platillo muy común en la región y consta de carnes de res y puerco acompañados de carnes frías, pimiento, tomate, cebolla y chile todo se prepara en un disco metálico.
Gorditas

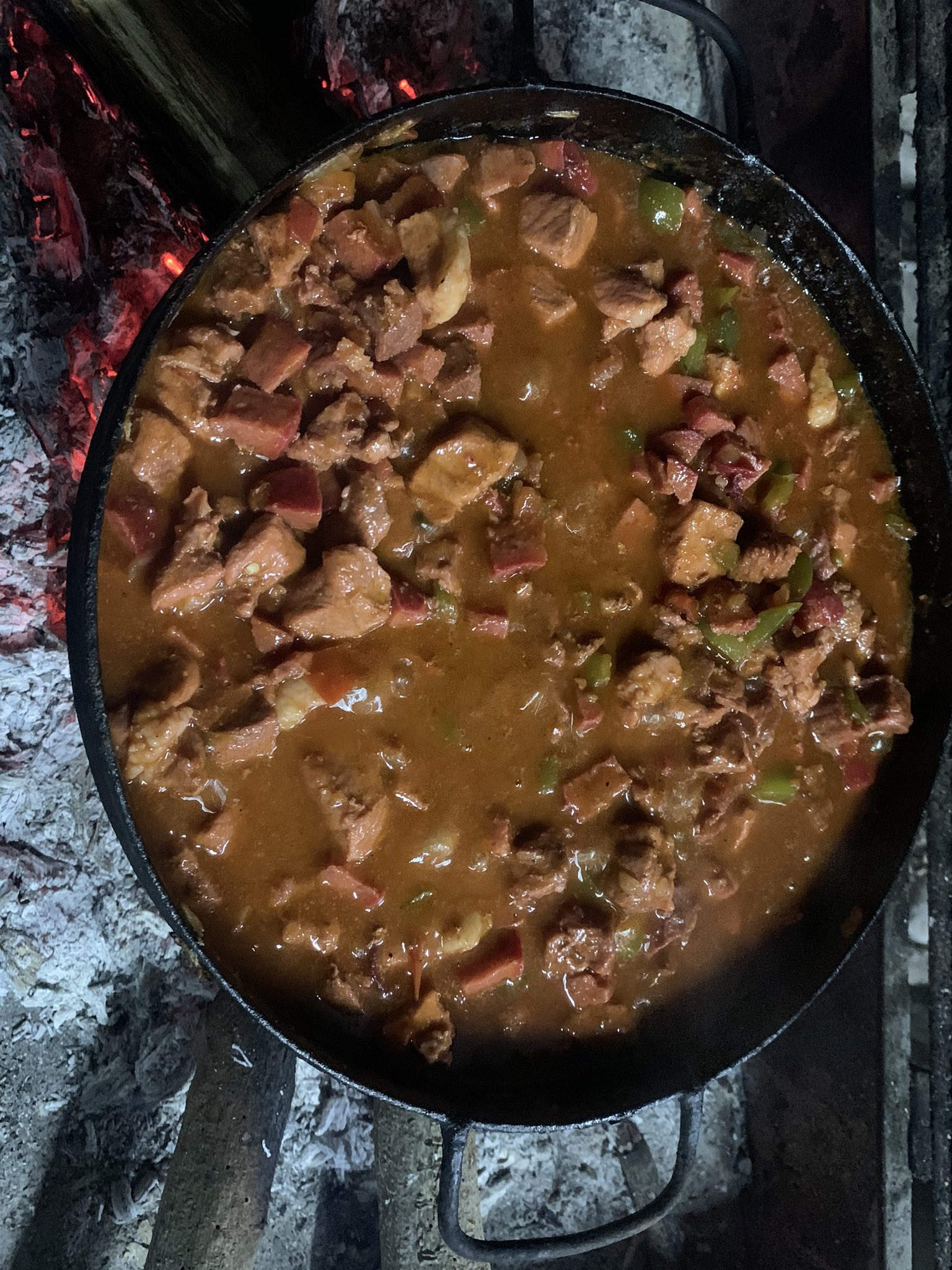
Tradicional discada

Las gorditas son un platillo mexicano elaborado a base de masa de maíz o trigo, rellenas de chicharrón, frijol, huevo, rajas, discada, asado rojo, carne con chile, entre otros.
Pan francés
El pan francés es el llamado pan de mesa 100% lagunero, tiene una forma más alargada y un sabor muy característico que le da su cocción al horno de ladrillos y usar leña de mezquite. Lo más tradicional es comerlo con huevos revueltos, relleno con frijoles, con barbacoa, o bien, en el mercado como una torta de adobada o mixto, de carnitas y aguacate, o con un menudo; el Pan Francés tiene un sabor muy de la región lagunera.
Menudo de res

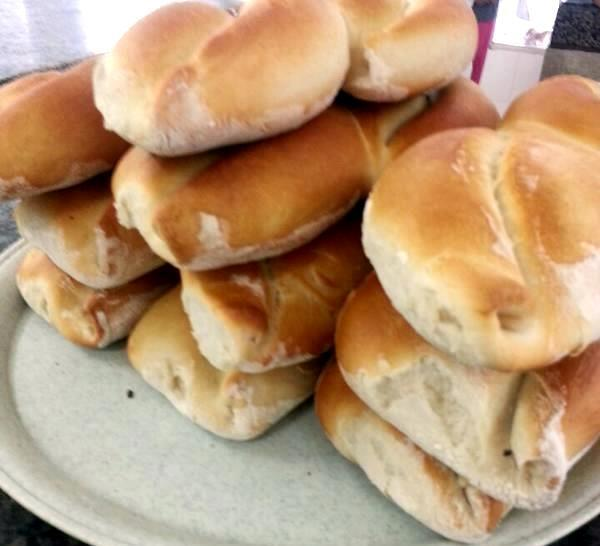
Pan francés.

El menudo, es el estómago de la res y según sus diferentes partes aquí le llaman: cuajo, callo, por la semejanza que tienen con esos objetos. Sus principales puntos de venta se encuentra en puestos ambulantes y en el histórico Mercado Juárez, se le considera como el típico desayuno de domingo en La Laguna.
Reliquia

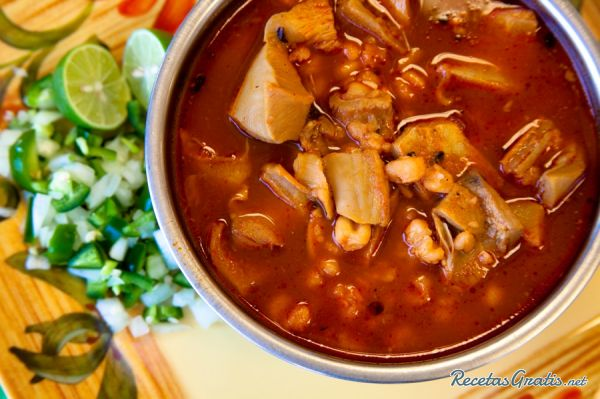
Menudo de res, platillo típico de la región lagunera.

La Reliquia es una tradición popular de la región, que consiste en la preparación de un asado de puerco acompañado de siete sopas de pasta en referencia a los 7 pecados capitales, este platillo se obsequia a quien lo solicite durante festividades especiales, como el Día de San Judas Tadeo (28 de octubre) o el Día de la Virgen de Guadalupe (12 de diciembre).
Durante las reliquias se reza un rosario con 5 misterios y se suele acompañar con danzas de matachines.

## Festividades y otras expresiones de la cultura popular
- En el mes de septiembre, se lleva a cabo la tradicional Feria del Algodón, donde se realizan eventos culturales, musicales, instalación de juegos mecánicos, kermeses, etc.

- Entre los meses de febrero y marzo se conmemora el Maratón Lala en el Bosque Venustiano Carranza, un evento deportivo regional, en el que han participado laguneros e incluso extranjeros.

- El 15 de septiembre de 2007, Torreón cumplió sus primeros 100 años como ciudad, para este fin se llevó a cabo una serie de eventos culturales durante el lapso del 15 de septiembre de 2006 al 15 de septiembre de 2007, el día que la ciudad cumplió 100 años, para tal evento estuvieron presentes el gobernador del Estado y los Diputados del Congreso Estatal celebrando dicho acontecimiento.
- En el mes de diciembre se llevan a cabo las fiestas en honor a Nuestra Señora de Guadalupe.

- Desde el año 2012 durante el mes de noviembre se realiza el Festival de la Palabra Laguna, que a lo largo de nueve días realiza actividades culturales y de fomento a la lectura en distintas sedes como el Museo Arocena, Teatro Isauro Martínez, Plaza Mayor, Moreleando, Teatro Salvador Novo, entre otros.

- Teniendo como principal objetivo recuperar espacios públicos y llevar expresiones culturales directamente a los espacios donde se encuentra la población. A lo largo de sus tres ediciones han participado importantes personalidades de la cultura como: Diego Luna, Jaime López, José Gordón, Felipe Garrido, Juan Domingo Argüelles, Cristina Rivera Garza, entre otros.

- También se tienen diferentes tipos de eventos culturales tanto como Conciertos, Carreras de Motos, Carros Monster, todos ellos presentándose en la antigua Plaza de Toros y el Nuevo Coliseo de Torreón.

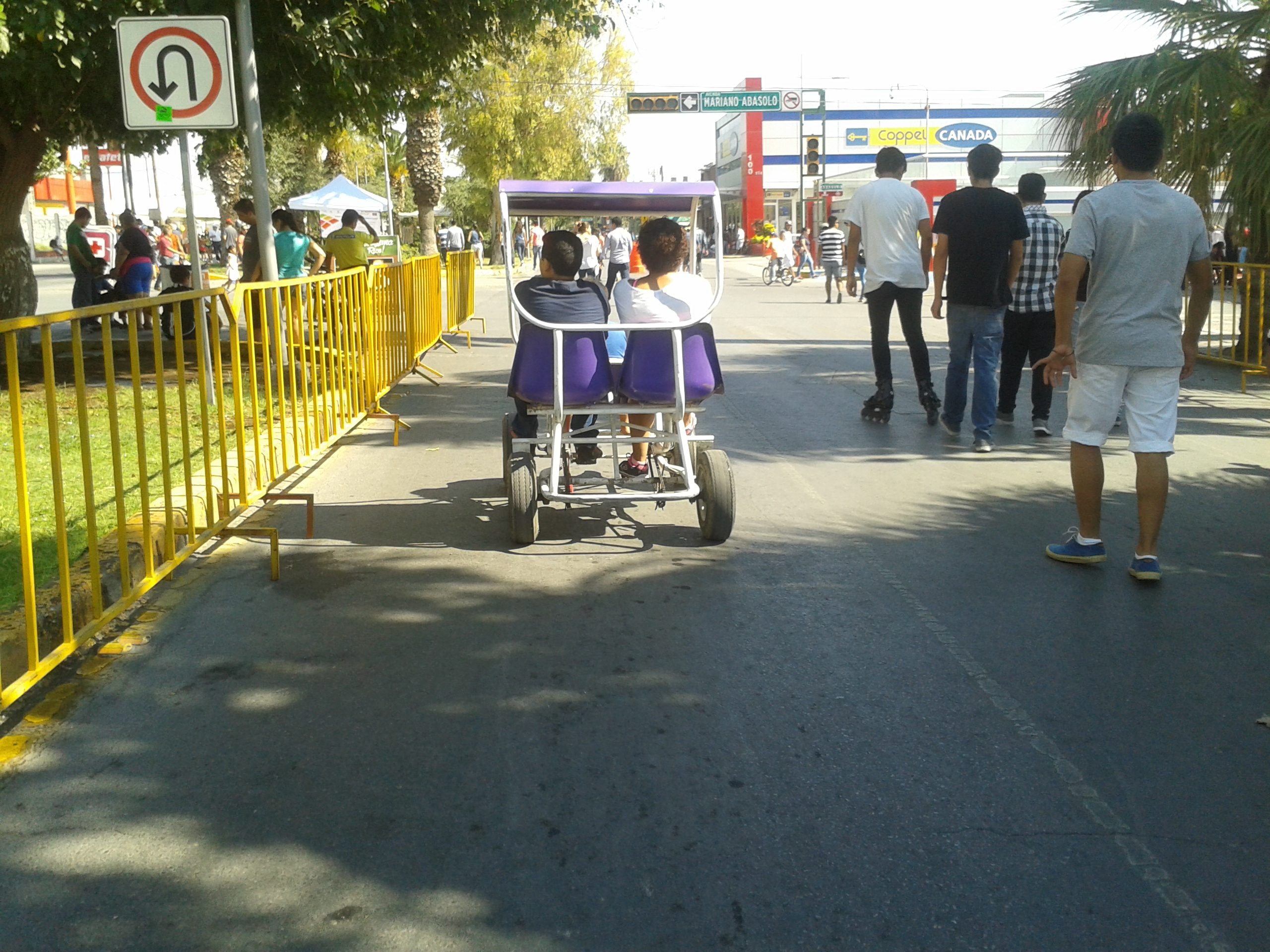
Cuatriciclos en el Paseo Colón

### Paseos peatonales

#### Paseo Colón
Es un evento que se lleva a cabo todos los domingos en la Calzada Colón De las 8:00 a las 14:00 horas se puede disfrutar de varias actividades recreativas y culturales o también solamente caminatas tranquilas en un ambiente seguro y sano, cuenta también con un mercado de antigüedades.

#### Paseo Morelos
La Avenida Morelos, conocida como Paseo Morelos, busca convertir a esta vialidad en un andador turístico semipeatonal, desde la Plaza de Armas hasta la Alameda Zaragoza.
Este espacio contiene: Iluminación arquitectónica, Fuentes, Piso con diseño arquitectónico, Bancas. Será promovida la industria de Restaurantes y Tiendas de Autoservicio para que sean instalados en los locales a lo largo de toda esta vialidad, el concepto será semi-peatonal sin cierre de cruceros y controlado por bolardos que se manejarán automáticamente. inaugurada el 28 de noviembre del 2016.

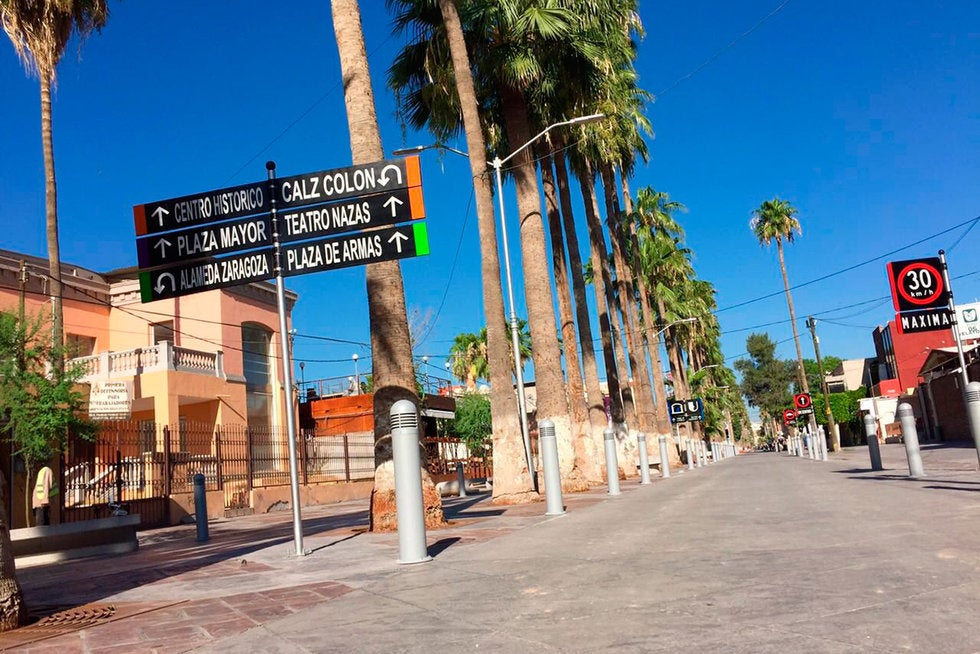
Paseo Morelos

## Religión
El porcentaje de las distintas religiones en Torreón es similar al que se registra a nivel nacional; casi 87% son católicos, 12% tienen otras doctrinas y 1% no tienen creencias religiosas.[cita requerida]

### Iglesia católica
La ciudad de Torreón es sede de la Diócesis de Torreón, que cubre todo el municipio además de otras poblaciones de la Comarca Lagunera. El actual obispo es Luis Martín Barraza Beltrán.

#### Celebraciones
- En época de Semana Santa la gente acude al complejo del Cristo de las Noas, para conmemorar la Pasión de Cristo el Jueves y Viernes Santo, y celebrar la misa del Domingo de Resurrección.
- El 12 de diciembre de cada año, la Iglesia Católica organiza la celebración a La Virgen de Guadalupe, donde se hacen las tradicionales Reliquias acompañadas de Danzas, las peregrinaciones, donde se hacen vendimias de comida de temporada.
- El 28 de octubre de cada año, la Iglesia Católica organiza la celebración a San Judas Tadeo, se realizan danzas, acompañadas de las tradicionales reliquias, un platillo local que se prepara únicamente para esta celebración y que consiste en una mezcla de pastas y guisos.

Santuario de Guadalupe

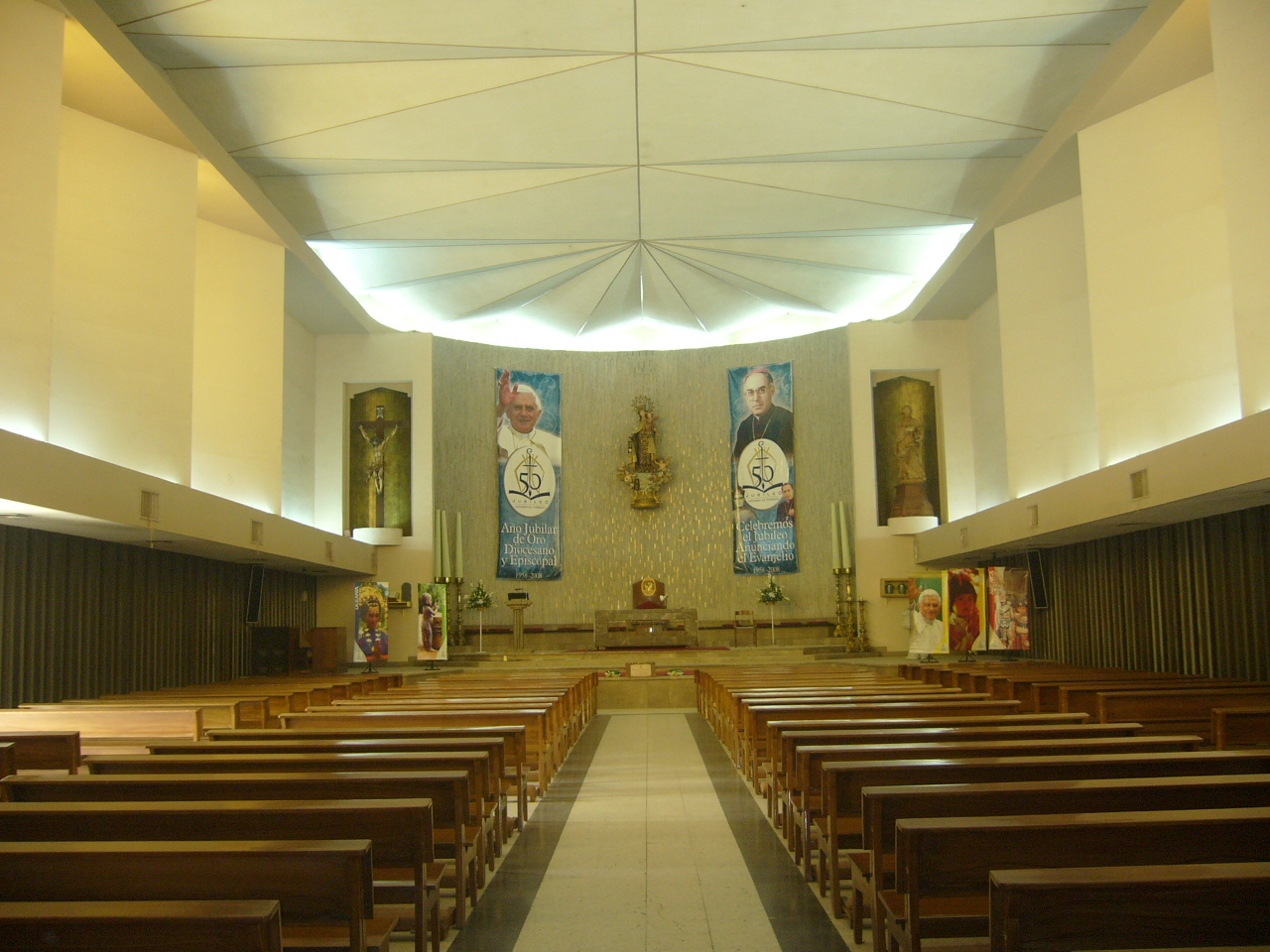
Interior de la Catedral del Carmen

Fue la primera Parroquia de la ciudad y principal templo Católico hasta que se nombró a la catedral a la parroquia del Carmen. Recibe feligreses y turistas dentro del año, ya que data de 1850[cita requerida].

#### Catedral del Carmen
Ubicada en el centro de la ciudad de Torreón, la Catedral de Nuestra Señora del Carmen, se comenzó a construir durante el tiempo de la Revolución Mexicana, inicialmente fue creada como parroquia el 1 de mayo de 1920. Originalmente fue encomendada a los religiosos carmelitas y después, en 1932, los sacerdotes jesuitas se hicieron cargo de la entonces parroquia.
No fue hasta el año de 1960, que la recién creada Diócesis de Torreón elige a la Parroquia del Carmen como sede episcopal, recibiendo el título de Catedral del Carmen.

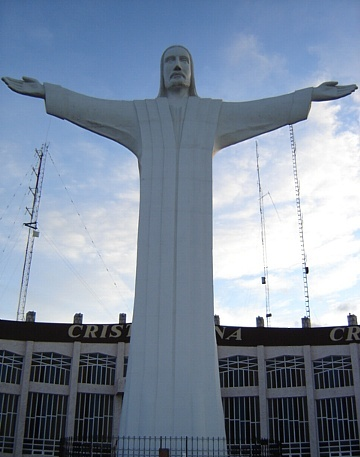
Cristo de las Noas

#### Santuario del Cristo de las Noas
Es un complejo turístico-religioso ubicado en la cima del Cerro de las Noas cuyo principal atractivo es una estatua de Jesús de Nazaret de 22 metros de altura.

### Otras denominaciones cristianas
Existen diversos templos en toda la ciudad, principalmente de iglesias protestantes. Destacan el Templo Metodista San Pablo sobre la avenida Morelos y la Primera Iglesia Bautista frente a la Plaza de Armas.

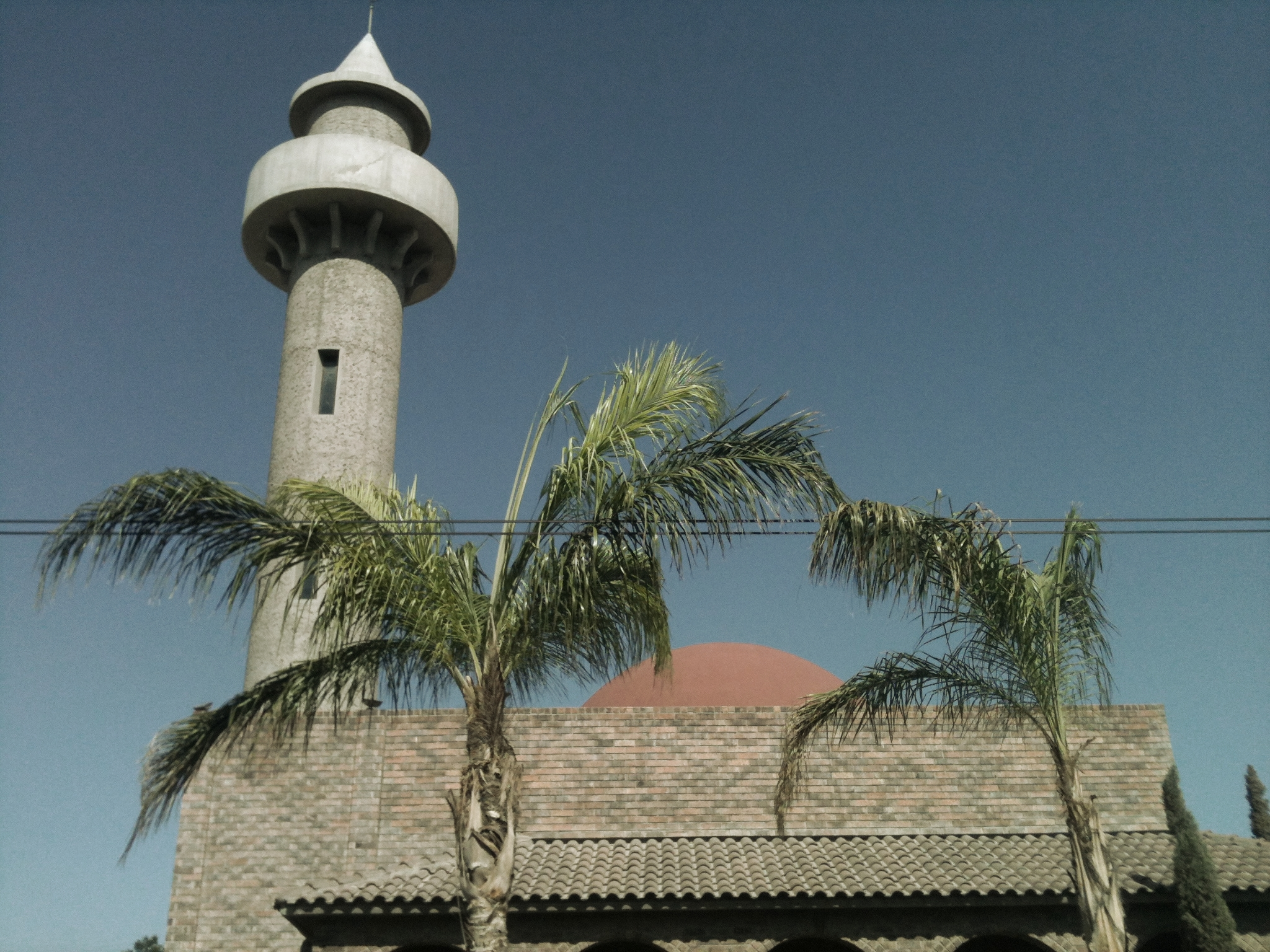
Mezquita Suraya

### Islam

#### Mezquita Suraya
Suraya es la primera mezquita fundada en territorio mexicano, se localiza en la ciudad de Torreón, Coahuila, y fue establecida en 1989. Está ubicada en la colonia Nueva Los Ángeles. La construcción inició en 1986 y terminó en 1989.

## Transportes

### Ciclovías
En el 2012 el Ayuntamiento de Torreón implementó la construcción de la primera ciclovía en la ciudad, en el cual se propone la construcción de una red ciclista en diferentes vialidades, con un sistema continuo, cómodo y seguro con el fin de promover e incentivar el uso de este medio de transporte, más allá de lo que se utiliza actualmente.
En una primera etapa fue construida una ruta a lo largo del Boulevard Constitución. Posteriormente se añadió una ciclovía a lo largo del Boulevard Senderos.

### Transporte aéreo

#### Aeropuerto Internacional Francisco Sarabia

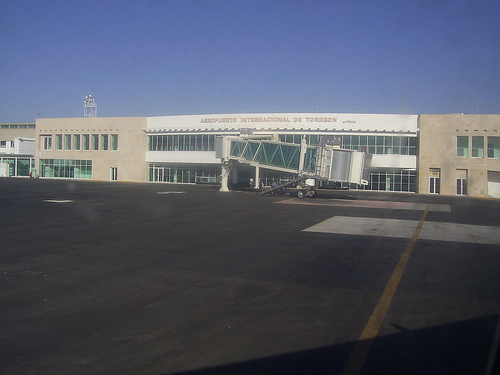
Terminal del aeropuerto de Torreón

Torreón cuenta con el Aeropuerto Internacional Francisco Sarabia, puesto en servicio en 1945 en sustitución del antiguo Puerto Aéreo de Torreón. Este Aeropuerto da servicio a la ciudad de Torreón y a la mayor parte de la Comarca Lagunera. Tiene vuelos a destinos Nacionales e Internacionales a través de 6 líneas aéreas: Aeroméxico, Aeroméxico Connect, American Airlines, Viva, Volaris y TAR. Es considerado el más importante del estado de Coahuila, tan sólo en el 2018 transportó a 681,551 pasajeros.
El Aeropuerto de Torreón fue el primer aeropuerto de México en recibir un jet a propulsión el 4 de junio de 1954. Fue un avión de combate T-33 de la Fuerza Aérea de los Estados Unidos (USAF), que solicitó aterrizaje de emergencia tras haberse perdido.

#### Estación Aérea Militar No. 3
Dentro de las instalaciones del Aeropuerto Internacional Francisco Sarabia se encuentra la Estación Aérea Militar No. 3 perteneciente a la Fuerza Aérea Mexicana.

### Transporte terrestre

#### Metrobús Laguna (en obras)
En el primer semestre del año 2016, fue aprobada la creación del sistema de Metrobús de la Laguna, en la primera etapa se contempló construir una ruta de Torreón a Matamoros que correría sobre el Blvd. Revolución/Carretera Torreón - Saltillo, contaría con diferentes estaciones de abordaje y rutas alimentadoras. El sistema está basado en el sistema de Metrobús de otras ciudades mexicanas que ya cuentan con este servicio, como la Ciudad de México. Su construcción inició en el segundo semestre de 2016 y se estima que las obras estén listas a finales del 2024, también se cuenta que esta obra fue suspendida y ya no se tienen planes de acabar con esta obra.

#### Central de Autobuses Torreón
La Central de Autobuses de Torreón, ofrece diversas opciones de transporte a los pasajeros, cuenta con diversas líneas de autobuses, las más destacadas son: Autobuses Elite, Chihuahuenses, Coahuilenses, Turistar, Autobuses Americanos, Omnibus de México, Estrella Blanca y Autobuses Cuauhtémoc.
Cuenta con diversos destinos nacionales como lo son: Ciudad de México, Aguascalientes, Ciudad Juárez, Chihuahua, Mexicali, Tijuana, Guadalajara, Monterrey, Saltillo, León, Durango, Zacatecas, Mazatlán, Tepic, Puerto Vallarta, Delicias, Cuauhtémoc, Ciudad Camargo, Manzanillo, Querétaro, Celaya, Hermosillo, Ciudad Acuña, Piedras Negras, Nuevo Laredo, Reynosa, Matamoros, Morelia, Uruapan, San Luis Potosí, Nogales y también cuenta con destinos internacionales hacía los Estados Unidos.

#### Terminal ferroviaria
En la Ciudad de Torreón cruzan las principales vías férreas de México, que forma parte de la economía de Torreón desde finales del siglo XIX.
Vienen desde Manzanillo, Colima, pasando por los estados de Jalisco, Aguascalientes, Guanajuato y Zacatecas, conectando a ciudades como Monterrey, Piedras Negras y Ciudad Juárez, controladas por las compañías de Grupo México; Línea de Ferrocarril Coahuila-Durango (LFCD) y Ferromex, también se encuentran los patios de clasificación y talleres de mantenimiento GIMCO.

#### Autopistas y Carreteras
Se llega a Torreón vía tierra por medio de una gran cantidad de carreteras y autopistas que llegan a principales ciudades como Saltillo, Monterrey, Durango y Chihuahua.
Las carreteras federales que pasan por Torreón son la México 30 (Carretera Torreón-San Pedro), México 40 y la Autopista México 40D (Libramiento Norte de la Laguna).
Las carreteras estatales que pasan por Torreón son las carreteras Coahuila 60, Coahuila 67, Coahuila 70, Coahuila 72 y Coahuila 75.

##### Autobuses urbanos
Autobuses Coyote, Autobuses Torreón-Matamoros, Torreón-Francisco I. Madero, además de los autobuses propiedad del gobierno en diversas rutas como: Campo Alianza, Ciudad Nazas, Alianza La Joya, San Joaquín, ,Prados Ley, ,Centenario, Dalias Directo, Jacarandas, Ruta Dorada, Polvorera, Ruta Sur Jardines-Panteones, Primero de Mayo, Metalúrgica, Periférico y los famosos Torreón-Gómez-Lerdo.

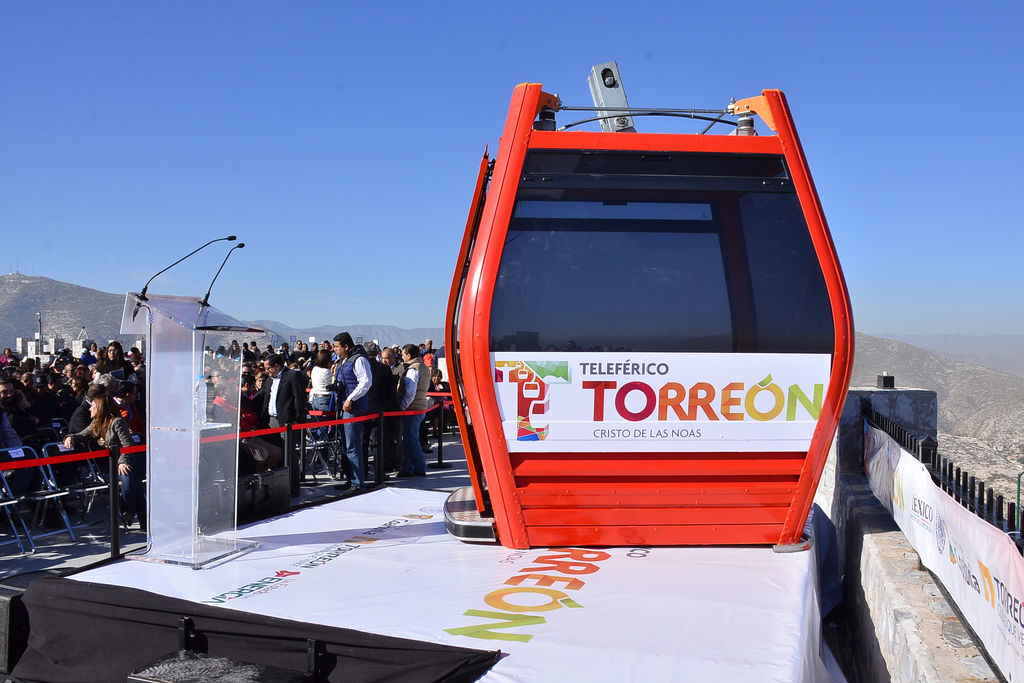
Teleférico

### Teleférico
El 7 de diciembre de 2017 se inauguró un teleférico que comunica el centro histórico con el Cristo de las Noas. Previo pago se accede a un recorrido de 1435 m y asciende 150 m.

### Transporte turístico

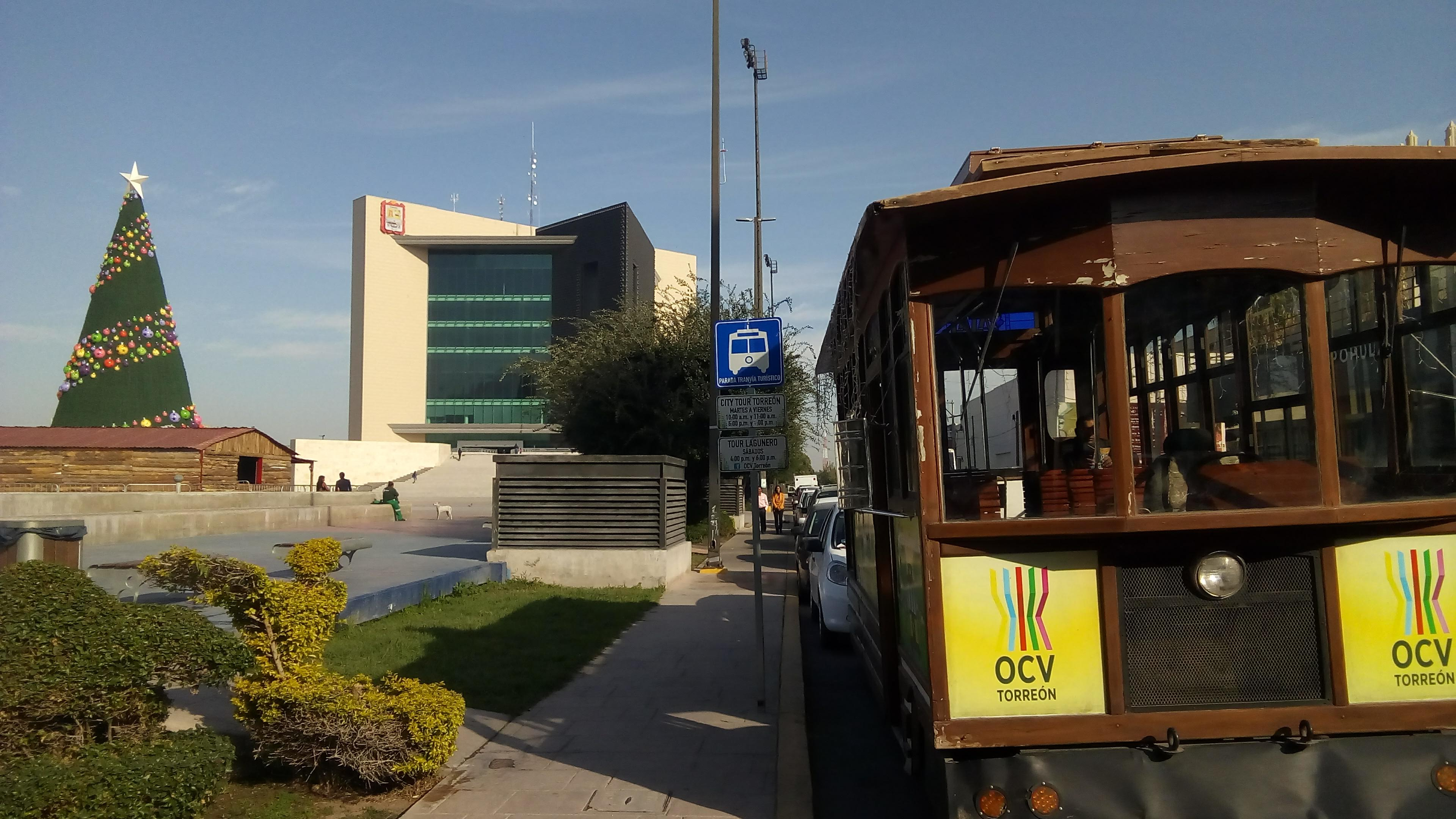
Tranvía turístico

El Tranvía o autobús turístico, es un sistema de transporte dirigido principalmente al turista, se les ofrecen paseos por las tres ciudades de la zona conurbada de La Laguna, dentro de la ciudad de Torreón se visitan lugares turísticos e históricos, como la Plaza de Armas, Banco Chino, Casino de la Laguna, Museo Arocena, Mercado Juárez, Paseo Colón y los fines de semana se tienen recorridos al Santuario del Cristo de las Noas.

## Medios de comunicación

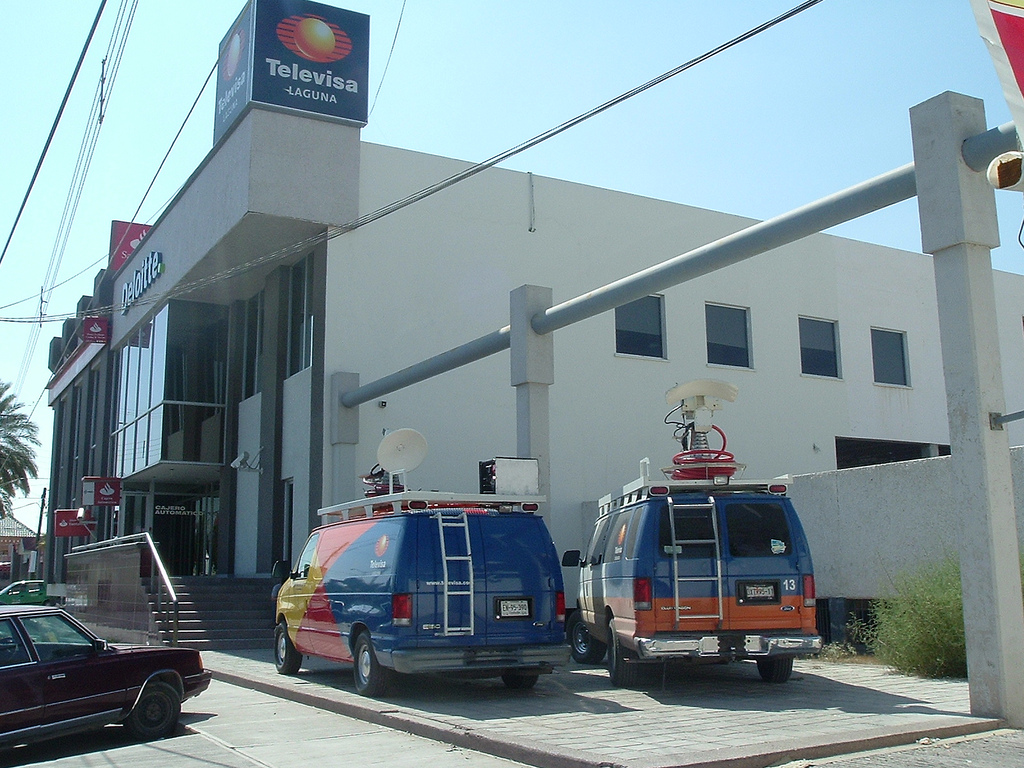
Anterior edificio de Televisa Laguna en el Boulevard Independencia

### Telefonía
En la ciudad se cuenta con los servicios de telefonía fija (Totalplay, Telmex, Axtel, Megafon de Megacable) y telefonía móvil (Telcel, AT&T, Movistar, Virgin Mobile, Weex y otras OMV).

### Televisión abierta
El jueves 29 de octubre de 2015 llegó el apagón analógico a la Ciudad y con ello entró la TDT, así iniciando la era de Alta definición en televisión abierta.
Cuenta con diez canales de televisión abierta, NU9VE, Azteca 7, Canal Once, Canal Once Niños, Multimedios Televisión, Milenio Televisión, Teleritmo, Las Estrellas, Azteca Uno, ADN 40, *5 e Imagen Televisión.

### Televisión de paga
Tiene un mercado muy competido de servicios de televisión por cable, entre los que destacan Megacable, Totalplay, Cable Laguna, Dish México, Sky y Star TV México.

### Radio

#### En FM
| Frecuencia [MHz] | Identificador | Nombre                       | Formato                         |                                    |
| ---------------- | ------------- | ---------------------------- | ------------------------------- | ---------------------------------- |
| 88.7             | XHLUAD-FM     | Lobos FM                     | Contemporánea Inglés/Español    | Universidad Autónoma de Durango    |
| 89.5             | XHUCT         | Radio Universidad            | Cultural-Universitaria          | Universidad Autónoma de Coahuila   |
| 90.3             | XHBP-FM       | La Más Buena                 | Popular Mexicana                | Multimedios Radio                  |
| 91.1             | XHTC-FM       | Globo                        | Radio Revista                   | GREM Radio/MVS Radio               |
| 92.3             | XHTRR-FM      | La Caliente                  | Popular Mexicana                | Multimedios Radio                  |
| 93.1             | XHCTO-FM      | Stereo Hits                  | Contemporánea, Inglés y Español | Multimedios Radio                  |
| 93.9             | XEWN-FM       | El Fonógrafo                 | Música de catálogo              | Grupo Radio México                 |
| 94.7             | XHTJ-FM       | La voz                       | Radio cristiana                 |                                    |
| 95.5             | XHMP-FM       | Exa FM                       | Pop, Inglés y Español           | GREM Radio/MVS Radio               |
| 96.3             | XHTOR-FM      | Radio Torreón                | Radio Pública                   | Ayuntamiento de Torreón            |
| 97.1             | XHPE-FM       | La Mejor FM                  | Popular Mexicana                | GREM Radio/MVS Radio               |
| 97.9             | XHDRO-FM      | Sistema Estatal de Radio     | Cultural-Pública                | Gobierno de Coahuila               |
| 98.7             | XHUAL-FM      | Frecuencia UAL               | Cultural-Universitaria          | Universidad Autónoma de La Laguna  |
| 99.5             | XHGZ-FM       | La Lupe                      | Grupera                         | Multimedios Radio                  |
| 100.3            | XHEN-FM       | Imagen Radio                 | Noticias-Español/Inglés Indie   | Grupo Imagen                       |
| 101.1            | XEDN-FM       | La Ke Buena                  | Grupera                         | "Radiorama Laguna" Grupo Radiorama |
| 101.9            | XHUMI-FM      | Radio Millennium (UMI)       | Top Charts / Éxitos en inglés   |                                    |
| 102.7            | XHRCA-FM      | FM TÚ                        | Urbano                          | Grupo Radio México                 |
| 103.5            | XHLZ-FM       | Región                       | Español contemporáneo           | Grupo Región                       |
| 104.3            | XHRS-FM       | Éxtasis Digital              | Éxitos en inglés, 70, 80, 90    | "Radiorama Laguna" Grupo Radiorama |
| 105.9            | XHQN-FM       | Radio Fórmula Primera Cadena | Radio Hablada                   | Radio Fórmula                      |
| 106.7            | XHVK-FM       | Vida Romántica               | Popular mexicana                | "Radiorama Laguna" Grupo Radiorama |
| 107.5            | XHETOR-FM     | Radio Ranchito               | Ranchera y Regional             | Grupo Radio México                 |

#### En AM
| Frecuencia [kHz] | Identificador | Nombre          | Formato                           |                                    |
| ---------------- | ------------- | --------------- | --------------------------------- | ---------------------------------- |
| 570              | XETJ-AM       | @FM             | Pop actual en inglés y Español    | "Radiorama laguna" Grupo Radiorama |
| 600              | XEDN-AM       | La Ke Buena     | Grupera                           | "Radiorama laguna" Grupo Radiorama |
| 670              | XETOR-AM      | Radio Ranchito  | Música Ranchera                   | Grupo Radio México                 |
| 710              | XELZ-AM       | La Reyna        | Grupera                           |                                    |
| 740              | XEQN-AM       | Radio Fórmula   | Noticias                          | "Grupo Formula" Radio formula      |
| 790              | XEGZ-AM       | Milenio Radio   | Noticias español/Música en inglés | Multimedios Radio                  |
| 920              | XERCA-AM      | Planeta         | Pop                               | Grupo Radio México                 |
| 1010             | XEVK-AM       | La Reina        | Popular Mexicana                  |                                    |
| 1270             | XEWN-AM       | El Fonógrafo    | Música de catálogo                | Grupo Radio México                 |
| 1350             | XETB-AM       | Stereo Joya     | Música de catálogo                | Grupo Radio México                 |
| 1380             | XERS-AM       | Fiesta Mexicana | Popular Mexicana                  | "Radiorama laguna" Grupo Radiorama |
| 1450             | XEBP-AM       | La Más Buena    | Grupera                           | Multimedios Radio                  |
| 1560             | XEZT-AM       | Radio K-mote    | Popular Mexicana                  | Gobierno de Coahuila               |

### Prensa
La prensa existe desde los inicios de Torreón y narra, día a día, los eventos más importantes de la vida social, económica y política de los laguneros.

#### Periódicos locales
- El Siglo de Torreón
- Milenio Diario Laguna
- EXTRA de La Laguna
- Noticias del Sol de la Laguna
- Express
- Diario Digital
- El Siglo de Durango

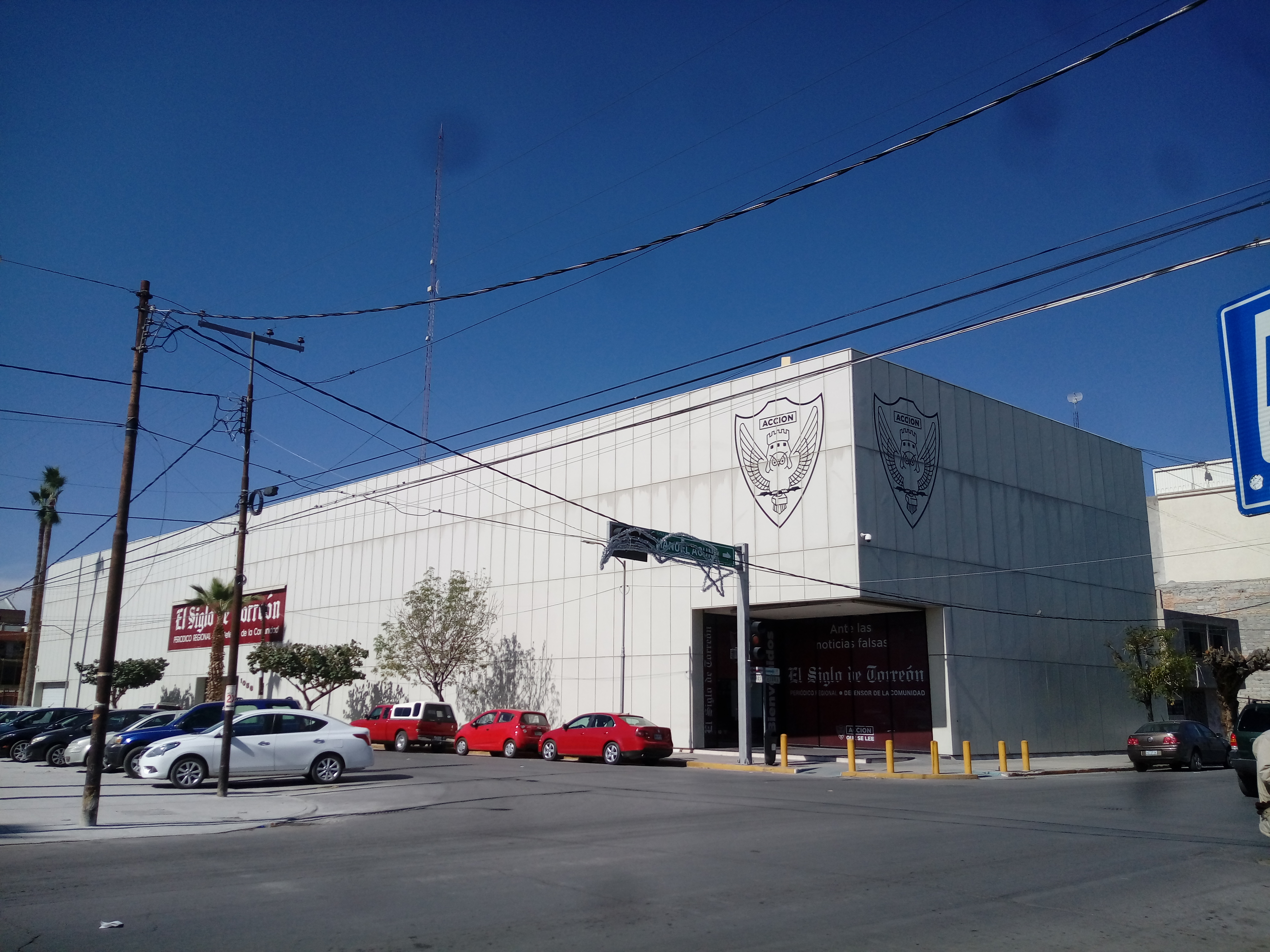
Oficinas del periódico El Siglo de Torreón

- Expresión Universitaria Entretodos

#### Periódicos nacionales
- Excélsior
- Milenio
- El Norte
- El Universal
- Esto

También se puede encontrar una gran variedad de revistas de todo tipo de temas.
- Revista Nomádica (Publicación de difusión de información para la conservación del medio ambiente, la prehistoria e historia de la región)
- Revista Brecha (política)
- Revista Urbana
- Revista Doctor en Casa
- Revista Siglo Nuevo
- Revista Acequias
- Revista "Escaparate" (moda y estilo de vida)

#### Agencia de noticias en Internet
- Agencia INFONOR
- Código Rojo Laguna

## Deportes

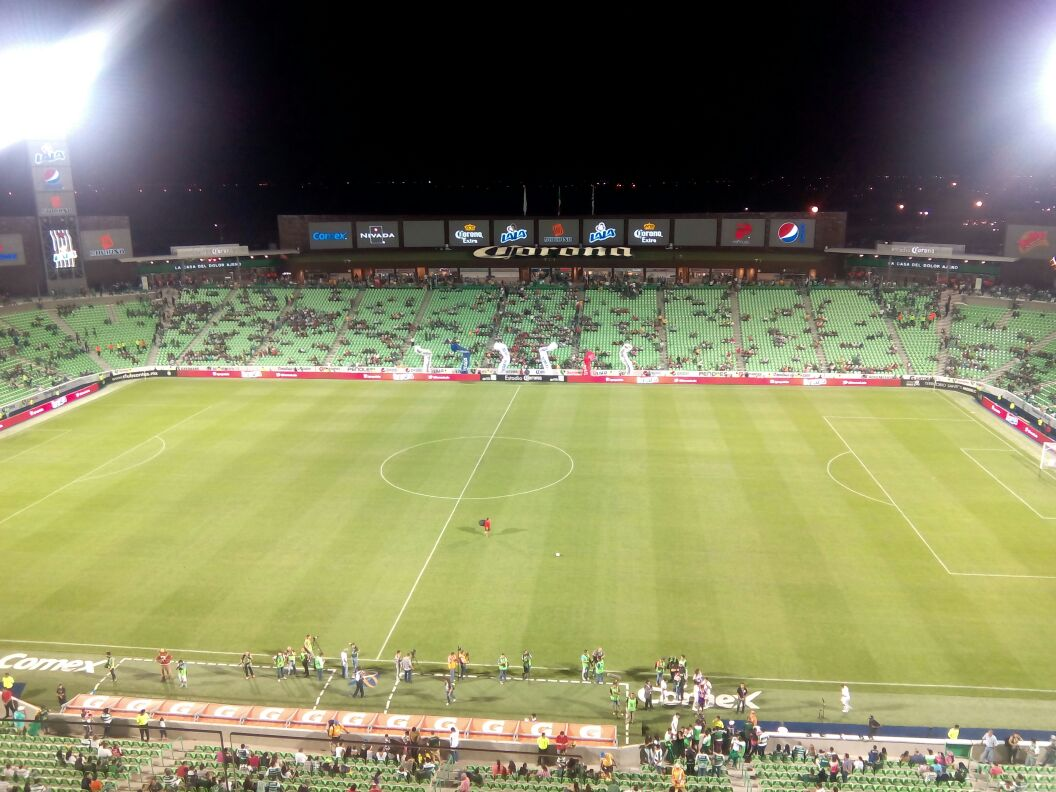
Estadio TSM Corona

### Fútbol

#### Estadio TSM Corona
El Estadio TSM Corona está ubicado en la ciudad de Torreón, Coahuila en México. Es sede de los partidos del Club Santos Laguna, equipo que milita en la Primera División de México. Fue inaugurado el 11 de noviembre de 2009. Tuvo un costo de 120 millones de dólares únicamente en el estadio, esto se debe a que también forma parte de un complejo comercial que está en construcción, el Territorio Santos Modelo (TSM), siendo el estadio su principal edificio. El estadio es muy parecido al Home Depot Center de Los Ángeles.
La inauguración del inmueble se realizó el 11 de noviembre de 2009 con un partido de fútbol entre el Club Santos Laguna y el Santos FC.
Además de que el estadio fue sede de la Copa Mundial de Fútbol Sub-17 de 2011 llevada a cabo en México.
- Segunda Etapa - El 31 de mayo del 2016 los representantes de Thor Urbana Capital, GFA y Grupo Inmobiliario Orlegi, anunciaron el inicio de construcción de la Segunda Fase del TSM, con la construcción del proyecto Lifestyle Retail & Sporting Center TSM, en el que se contempla construir un Centro Comercial aledaño al Estadio Corona, y que por sus características será un Icono en México y Latinoamérica.

### Baloncesto

#### Auditorio municipal
Cancha oficial de los Toros Laguna y lugar donde se llevan a cabo diversos eventos como conciertos, eventos deportivos locales, eventos recreativos y cursos de verano.

### Béisbol

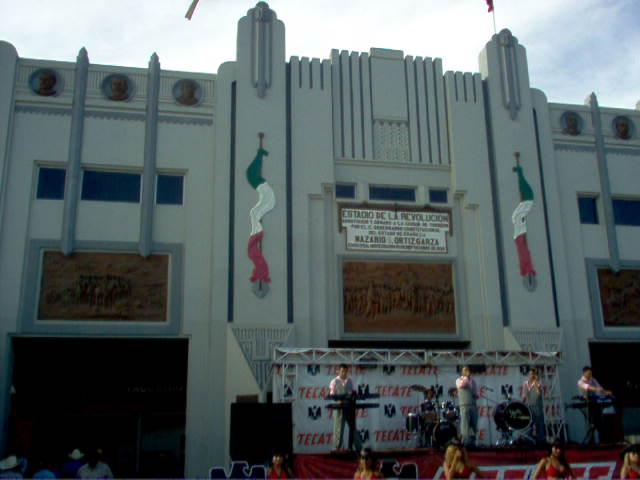
Estadio Revolución.

#### Estadio Revolución
El Estadio Revolución de Béisbol, localizado en la ciudad de Torreón, Coahuila, México, es casa de los Algodoneros de Unión Laguna, equipo de la Liga Mexicana de Béisbol.
El estadio fue inaugurado en 1932 por el entonces gobernador de Coahuila, Nazario S. Ortiz Garza, celebrando el 25 aniversario de que se le otorgara a Torreón el rango de ciudad. El estadio fue creado para béisbol y contaba con pista de atletismo.
Para 1940, con la creación de los Algodoneros de Unión Laguna de la Liga Mexicana de Béisbol, se utilizó para la práctica del béisbol de manera profesional. Para el 2004, con el cambio de directiva del equipo, los Algodoneros cambiaron de nombre a Vaqueros Laguna, así como del color guinda al naranja pero continuaron jugando en este estadio. También se utilizó para los partidos de fútbol de los Diablos Blancos de Torreón hasta 1970.
En la actualidad sólo se utiliza para béisbol y eventos musicales. En el caso del béisbol, es el estadio con el más amplio terreno de foul en la LMB, como consecuencia de la pista de Atletismo que se encontraba antes.

### Coliseo Centenario Torreón
El Coliseo Centenario Torreón abre sus puertas en febrero de 2008 con una Corrida de Toros en la cual actúan los matadores Pablo Hermoso de Mendoza, Eulalio López "El Zotoluco" e Ignacio Garibay, lidiando toros de las Ganaderías de Bernaldo de Quirós (para rejones) y de Santa Bárbara (para los de a pie). Ubicado dentro de la Comarca Lagunera, y localizado estratégicamente dentro de la ciudad de Torreón, Coah., la cual representa por su diseño arquitectónico, vanguardista, de modernidad operacional y alta tecnología.
El proyecto está diseñado tanto en su interior y exterior para albergar cualquier tipo de evento, ya sea cultural, deportivo, espectáculos musicales, exposiciones y otros, con un aforo variable y multifuncional.
La composición arquitectónica de este inmueble es basada en el Coliseo Romano, el cual representa un icono de las obras realizadas dentro de los festejos del centenario de la ciudad de Torreón.
Coliseo Centenario es uno de los centros de espectáculos más modernos del norte del país; cuenta con: restaurantes, museo taurino, oficinas, locales comerciales, y todos los servicios. El recinto de 80 m de diámetro y 26 m de alto, inició su construcción en el 2006.
- Remodelación - Después del incidente ocurrido el 26 de febrero del 2016. Se hizo una remodelación al recinto, que consistió en: el retiro de los arcos en los palcos y zona general, un crecimiento en la capacidad del área de gradas para mil 500 personas más. En cuanto a la acústica, se mejoró a través de paneles aislantes, se cambiaron las butacas, ahora se cuenta con palcos de mayor tamaño y con baño independiente cada uno, también el inmueble cuenta con dos terrazas y Bares para los fumadores. Se hizo una remodelación completa de la Fachada Exterior del Inmueble.

### Golf
La ciudad cuenta con varios clubes de golf privados, como lo son:
- El Campestre
- Los Azulejos
- Club Campestre Montebello

### Centros Culturales, Recreativos y Deportivos
- Unidad Deportiva Torreón
- Bosque Venustiano Carranza
- Parque Fundadores
- Parque España
- Club Britannia
- Club Deportivo San Isidro
- Club Deportivo Nuevo San Isidro
- Centro Cultural y Deportivo la Jabonera
- deportivo chago k-bey
- Centro Cultural Casa Múdejar
- Bosque Urbano Torreón
- Línea Verde

- Polideportivo Oriente La Paz

Su principal objetivo es el forjar nuevos deportistas que puedan destacar a nivel nacional e internacional.

### Deportes Amatéur
La actividad deportiva amateur en la ciudad es amplia, con torneos locales, estatales y nacionales de Softbol, Fútbol Soccer, Baloncesto, Béisbol, Tae Kwon Do, Natación, Gimnasia, Ciclismo, Atletismo, Fútbol Americano, Tenis, Golf, Judo, boxeo, lucha libre y Natación.
Además se realizan eventos de nivel internacional como el Maratón Lala y la Carrera 10K Victoria.

## Ciudades hermanas
La ciudad de Torreón está hermanada con las siguientes ciudades alrededor del mundo:
- Xalapa, México.[50]
- Taishan, China.[51]
- Nablus, Palestina.[52]
- Victoria de Durango, México.[53]
- Zacatecas, México.[53]
- Saltillo, México.[54]
- Mazatlán, México.[55]
- Fresno, Estados Unidos.[56]
- Laredo, Estados Unidos.[56]
- San Antonio, Estados Unidos.
- Albuquerque, Estados Unidos.
- Coro, Venezuela.
- São Paulo, Brasil.
- Medellin, Colombia.